# ВТБ јунајтед лига 2015/16.
ВТБ јунајтед лига 2015/16. била је седма комплетна сезона ВТБ јунајтед лиге. То је такође била трећа сезона у којој лига функционише као највиши кошаркашки ранг у Русији. Почела је у октобру 2015. године првим колом регуларног дела сезоне, а завршила је у јуну 2016. године финалном утакмицом.
ЦСКА Москва је одбранио шампионску титулу. 

## Формата
Најбољих осам тимова регуларног дела сезоне су се пласирали у плеј-оф. Све серије се играју на три добијене утакмице, а предност домаћег терена одређена је по систему 2-2-1.

## Тимови
Укупно 16 тимова из осаам земаља такмичи се у лиги, укључујући девет из Русије и по једну из Белорусије, Грузије, Естоније, Казахстана, Летоније, Финске и Чешке.

### Учесници у сезони 2015/16.
}}
| Team                  | Home city       | Arena                          | Capacity |
| --------------------- | --------------- | ------------------------------ | -------- |
| Астана                | Астана          | Сарјарка велодром              | 9,270    |
| Автодор Саратов       | Саратов         | СП Кристал                     | 5,500    |
| Бизонс                | Лоима           | Спортска хала Лоима            | 1,500    |
| ВИТА                  | Тбилиси         | Тбилиси спортска палата        | 9,700    |
| Јенисеј               | Краснојарск     | Арена Север                    | 4,000    |
| Калев                 | Талин           | Саку Сурхал                    | 5,500    |
| Красни октјабр        | Волгоград       | Палата спортова Волгоград      | 3,700    |
| Химки                 | Химки           | Химки кошаркашки центар        | 4,000    |
| Локомотива Кубањ      | Краснодар       | Кошаркашка хала Краснодар      | 7,500    |
| Нижњи Новгород        | Нижњи Новгород  | Палата спортова Нижњи Новгород | 5,500    |
| Нимбурк               | Нимбурк         | ЧЕЗ Арена                      | 10,300   |
| Цмоки-Минск           | Минск           | Минск арена                    | 15,000   |
| ЦСКА Москва           | Москва          | УСК ЦСКА                       | 5,000    |
| УНИКС                 | Казањ           | Баскет хол арена               | 7,000    |
| ВЕФ Рига              | Рига            | Арена Рига                     | 12,000   |
| Зенит Санкт Петербург | Санкт Петербург | СЦ Јубилејни                   | 6,381    |

## Редовна сезона
Први део такмичења се одвија по двоструком бод-систему, свако са сваким игра по једну утакмицу на домаћем и једну на гостујућем терену.

### Табела
|    | Тим                   | Игр. | Поб. | Изг. | П+   | П-   | П+/- | Бод |
| -- | --------------------- | ---- | ---- | ---- | ---- | ---- | ---- | --- |
| 1  | ЦСКА Москва           | 30   | 28   | 2    | 2856 | 2230 | +626 | 58  |
| 2  | УНИКС                 | 30   | 25   | 5    | 2666 | 2293 | +373 | 55  |
| 3  | Зенит Санкт Петербург | 30   | 23   | 7    | 2668 | 2374 | +294 | 53  |
| 4  | Химки                 | 30   | 22   | 8    | 2866 | 2443 | +423 | 52  |
| 5  | Локомотива Кубањ      | 30   | 22   | 8    | 2480 | 2153 | +327 | 52  |
| 6  | Автодор Саратов       | 30   | 20   | 10   | 2661 | 2409 | +252 | 50  |
| 7  | Нижњи Новгород        | 30   | 17   | 13   | 2523 | 2516 | +7   | 47  |
| 8  | ВЕФ                   | 30   | 16   | 14   | 2526 | 2415 | +111 | 46  |
| 9  | Красни октјабр        | 30   | 12   | 18   | 2567 | 2637 | -70  | 42  |
| 10 | Јенисеј               | 30   | 11   | 19   | 2509 | 2596 | -87  | 41  |
| 11 | ВЕФ                   | 30   | 11   | 19   | 2473 | 2517 | -44  | 41  |
| 12 | Цмоки-Минск           | 30   | 9    | 21   | 2416 | 2605 | -189 | 39  |
| 13 | Бизонс                | 30   | 8    | 22   | 2242 | 2704 | -462 | 38  |
| 14 | Калев                 | 30   | 8    | 22   | 2311 | 2596 | -285 | 38  |
| 15 | Астана                | 30   | 7    | 23   | 2375 | 2799 | -424 | 37  |
| 16 | ВИТА                  | 30   | 1    | 29   | 1939 | 2791 | -852 | 31  |

Легенда:

### Резултати
Домаћини су наведени у левој колони.
| Екипа            | АСТ    | АВТ    | НИМ    | ЦСКА   | ЈЕН    | КАЛ    | ХИМ    | КРА    | ЛОК    | БИЗ    | НИЖ    | ЦМО    | УНИ    | ВЕФ    | ВИТА   | ЗЕН    |
| ---------------- | ------ | ------ | ------ | ------ | ------ | ------ | ------ | ------ | ------ | ------ | ------ | ------ | ------ | ------ | ------ | ------ |
| Астана           | XXX    | 93:131 | 63:98  | 60:92  | 73:80  | 97:91  | 74:108 | 81:74  | 89:91  | 83:80  | 101:79 | 92:93  | 90:103 | 71:89  | 118:61 | 71:93  |
| Автодор          | 132:72 | XXX    | 92:84  | 72:91  | 90:84  | 68:60  | 87:84  | 102:95 | 70:79  | 85:75  | 94:86  | 98:85  | 70:97  | 86:74  | 20:0   | 90:88  |
| НИМ              | 79:61  | 73:92  | XXX    | 66:86  | 91:81  | 79:65  | 90:94  | 103:76 | 76:74  | 87:59  | 76:70  | 75:61  | 74:75  | 73:71  | 111:51 | 81:102 |
| ЦСКА             | 102:67 | 101:90 | 119:68 | XXX    | 94:64  | 100:67 | 100:93 | 85:67  | 88:94  | 99:67  | 98:65  | 92:48  | 81:70  | 101:93 | 98:62  | 113:77 |
| Јенисеј          | 96:70  | 88:92  | 88:92  | 81:96  | XXX    | 97:90  | 85:95  | 86:94  | 73:82  | 88:64  | 103:96 | 93:94  | 83:87  | 110:65 | 83:73  | 94:102 |
| Калев            | 80:86  | 75:86  | 70:99  | 78:105 | 80:70  | XXX    | 72:90  | 89:81  | 71:89  | 83:78  | 77:91  | 81:73  | 84:89  | 78:86  | 85:75  | 84:92  |
| Химки            | 128:87 | 87:84  | 123:71 | 85:96  | 108:92 | 84:54  | XXX    | 97:86  | 101:88 | 113:83 | 74:82  | 100:72 | 85:90  | 104:93 | 117:73 | 90:84  |
| Красни октјабр   | 106:85 | 85:102 | 96:88  | 74:108 | 92:66  | 83:95  | 78:80  | XXX    | 77:89  | 78:83  | 93:87  | 96:80  | 80:114 | 88:94  | 85:82  | 67:74  |
| Локомотива Кубањ | 88:66  | 91:77  | 75:58  | 65:77  | 77:51  | 71:67  | 94:81  | 81:63  | XXX    | 95:55  | 92:69  | 80:50  | 56:58  | 71:63  | 121:71 | 78:70  |
| Бизонс           | 81:75  | 86:135 | 60:96  | 82:98  | 99:110 | 98:86  | 62:81  | 72:109 | 70:68  | XXX    | 73:79  | 76:73  | 74:93  | 83:82  | 89:73  | 62:83  |
| Нижњи Новгород   | 84:80  | 75:70  | 91:76  | 86:82  | 93:75  | 80:66  | 93:92  | 87:90  | 96:91  | 71:69  | XXX    | 100:85 | 91:81  | 79:107 | 97:65  | 84:88  |
| Цмоки-Минск      | 87:83  | 83:106 | 84:93  | 81:83  | 89:91  | 100:77 | 88:94  | 77:81  | 60:75  | 119:83 | 86:81  | XXX    | 77:102 | 74:75  | 94:74  | 71:79  |
| УНИКС            | 84:73  | 79:93  | 87:83  | 85:73  | 85:80  | 80:98  | 79:78  | 92:89  | 98:73  | 83:76  | 82:99  | 84:83  | XXX    | 82:72  | 81:57  | 101:66 |
| ВЕФ              | 94:93  | 103:91 | 81:73  | 77:92  | 71:73  | 75:84  | 79:89  | 92:94  | 84:89  | 83:73  | 75:87  | 76:84  | 69:81  | XXX    | 99:59  | 76:95  |
| ВИТА             | 53:62  | 59:111 | 59:119 | 60:93  | 72:85  | 77:78  | 52:108 | 67:110 | 63:76  | 63:77  | 78:100 | 81:80  | 76:104 | 69:99  | XXX    | 84:90  |
| Зенит            | 115:59 | 90:74  | 102:90 | 82:86  | 81:64  | 101:69 | 72:103 | 94:93  | 79:73  | 106:73 | 77:76  | 105:77 | 89:65  | 91:76  | 101:50 | XXX    |

## 1. коло
| 3. октобар 2015 19:10 | Детаљи | Јенисеј | 94 : 102 | Зенит                                                           | Спортска палата Иван Јаригин, Краснојарск Гледаоци: 2.800 Судије: Роберт Виклицки Сергеј Бељаков Александар Романов |  |
| 3. октобар 2015 19:10 | Детаљи | Четвртине: 30:30, 29:16, 17:31, 18:25                                                                          |          |                                                                 | Спортска палата Иван Јаригин, Краснојарск Гледаоци: 2.800 Судије: Роберт Виклицки Сергеј Бељаков Александар Романов |  |
| 3. октобар 2015 19:10 | Детаљи | Поени: Павел Сергејев 19 Скокови: Делрој Џејмс, Тим Олбрет по 7 Асистенције: Тим Олбрет, Павел Спиридонов по 3 |          | Зебиан Додел 25 Павел Антипов, Кајл Лендри по 6 Артјом Вихров 5 | Спортска палата Иван Јаригин, Краснојарск Гледаоци: 2.800 Судије: Роберт Виклицки Сергеј Бељаков Александар Романов |  |

| 4. октобар 2015 16:00 | Детаљи | Нимбурк                                                                                      | 79 : 65 | Калев                                                             | Спортска хала Нимбурк, Нимбурк Гледаоци: 680 Судије: Сергеј Зашчук Марек Цмикевич Андрис Аукоргес |  |
| 4. октобар 2015 16:00 | Детаљи | Четвртине: 26:13, 18:21, 21:19, 14:12                                                        |         |                                                                   | Спортска хала Нимбурк, Нимбурк Гледаоци: 680 Судије: Сергеј Зашчук Марек Цмикевич Андрис Аукоргес |  |
| 4. октобар 2015 16:00 | Детаљи | Поени: Мајкл Диксон 19 Скокови: Максим де Зеув 10 Асистенције: Јиржи Велш, Мајкл Диксон по 6 |         | Џош Бун, Роландас Фреиманис по 14 Роландас Фреиманис 9 Стен Сок 5 | Спортска хала Нимбурк, Нимбурк Гледаоци: 680 Судије: Сергеј Зашчук Марек Цмикевич Андрис Аукоргес |  |

| 4. октобар 2015 16:00 | Детаљи | ВИТА                                                                              | 67 : 110 | Красни октјабр                                                   | Спортска палата Тбилиси, Тбилиси Гледаоци: 1.600 Судије: Аре Халико Јоханес Сарекоски Дариуш Шчерба |  |
| 4. октобар 2015 16:00 | Детаљи | Четвртине: 18:29, 20:30, 15:29, 14:22                                             |          |                                                                  | Спортска палата Тбилиси, Тбилиси Гледаоци: 1.600 Судије: Аре Халико Јоханес Сарекоски Дариуш Шчерба |  |
| 4. октобар 2015 16:00 | Детаљи | Поени: Дарије Картер 16 Скокови: Александар Липовиј 8 Асистенције: Пјериа Хенри 7 |          | Тони Мичел 27 Ди Џеј Купер, Џордан Хамилтон по 9 Ди Џеј Купер 11 | Спортска палата Тбилиси, Тбилиси Гледаоци: 1.600 Судије: Аре Халико Јоханес Сарекоски Дариуш Шчерба |  |

| 4. октобар 2015 17:30 | Детаљи | Химки                                                                                        | 87 : 84 | Автодор                                               | «КЦ Химки», Химки Гледаоци: 2.100 Судије: Ингус Бауманис Јевгениј Ветров Александар Сирица |  |
| 4. октобар 2015 17:30 | Детаљи | Четвртине: 14:32, 27:15, 21:21, 25:16                                                        |         |                                                       | «КЦ Химки», Химки Гледаоци: 2.100 Судије: Ингус Бауманис Јевгениј Ветров Александар Сирица |  |
| 4. октобар 2015 17:30 | Детаљи | Поени: Тајрис Рајс 30 Скокови: Тајлер Ханикат 8 Асистенције: Џејмс Огастин, Тајрис Рајс по 4 |         | Малком Армстед 29 Травис Питерсон 12 Малком Армстед 9 | «КЦ Химки», Химки Гледаоци: 2.100 Судије: Ингус Бауманис Јевгениј Ветров Александар Сирица |  |

| 22. децембар 2015 19:00 | Детаљи | ЦСКА                                                                                               | 99 : 67 | Бизонс                                                   | Универзални спортски комплекс ЦСКА, Москва Гледаоци: 900 Судије: Ингус Бауманис Александар Глишић Евгениј Михејев |  |
| 22. децембар 2015 19:00 | Детаљи | Четвртине: 23:15, 27:28, 27:9, 22:15                                                               |         |                                                          | Универзални спортски комплекс ЦСКА, Москва Гледаоци: 900 Судије: Ингус Бауманис Александар Глишић Евгениј Михејев |  |
| 22. децембар 2015 19:00 | Детаљи | Поени: Нандо де Коло, Милош Теодосић по 19 Скокови: Џоел Фриланд 9 Асистенције: Четири играча по 3 |         | Мартин Зено 13 Џејкоб Бурчи, Роналд Кларк по 4 Пол Хил 6 | Универзални спортски комплекс ЦСКА, Москва Гледаоци: 900 Судије: Ингус Бауманис Александар Глишић Евгениј Михејев |  |

| 22. децембар 2015 19:30 | Детаљи | Нижњи Новгород                                                                  | 84 : 80 | Астана                                      | ФОК «Мешчерски», Нижњи Новгород Гледаоци: 350 Судије: Петри Ментиле Јорис Кокаинис Андреј Шарапа |  |
| 22. децембар 2015 19:30 | Детаљи | Четвртине: 18:20, 17:19, 21:11, 28:30                                           |         |                                             | ФОК «Мешчерски», Нижњи Новгород Гледаоци: 350 Судије: Петри Ментиле Јорис Кокаинис Андреј Шарапа |  |
| 22. децембар 2015 19:30 | Детаљи | Поени: Виктор Рад 17 Скокови: Рашид Махалбашић 8 Асистенције: Дмитриј Хвостов 8 |         | Џери Џонсон 21 Пет Калатес 11 Џери Џонсон 8 | ФОК «Мешчерски», Нижњи Новгород Гледаоци: 350 Судије: Петри Ментиле Јорис Кокаинис Андреј Шарапа |  |

| 26. децембар 2015 16:00 | Детаљи | Локомотива Кубањ                                                                 | 80 : 50 | Цмоки-Минск                                                  | «Баскет хол арена», Краснодар Гледаоци: 2.500 Судије: Роберт Виклицки Јорис Кокаинис Танел Суслов |  |
| 26. децембар 2015 16:00 | Детаљи | Четвртине: 15:8, 23:18, 20:12, 22:12                                             |         |                                                              | «Баскет хол арена», Краснодар Гледаоци: 2.500 Судије: Роберт Виклицки Јорис Кокаинис Танел Суслов |  |
| 26. децембар 2015 16:00 | Детаљи | Поени: Донтеј Дрејпер 16 Скокови: Ентони Рендолф 9 Асистенције: Донтеј Дрејпер 5 |         | Џастин Греј 13 Иван Мараш 8 Џастин Греј, Ентони Хиљиард по 2 | «Баскет хол арена», Краснодар Гледаоци: 2.500 Судије: Роберт Виклицки Јорис Кокаинис Танел Суслов |  |

| 9. март 2016 19:30 | Детаљи | ВЕФ                                                                           | 69 : 81 | УНИКС                                     | «Арена Рига», Рига Гледаоци: 500 Судије: Роберт Виклицки Јоханес Сарекоски Рајн Пенарди |  |
| 9. март 2016 19:30 | Детаљи | Четвртине: 18:23, 25:12, 13:26, 13:20                                         |         |                                           | «Арена Рига», Рига Гледаоци: 500 Судије: Роберт Виклицки Јоханес Сарекоски Рајн Пенарди |  |
| 9. март 2016 19:30 | Детаљи | Поени: Јанис Берзињш 17 Скокови: Џош Харелсон 8 Асистенције: Франциско Круз 6 |         | Кит Лангфорд 25 Кино Колом 9 Кино Колом 5 | «Арена Рига», Рига Гледаоци: 500 Судије: Роберт Виклицки Јоханес Сарекоски Рајн Пенарди |  |

## 2. коло
| 7. октобар 2015 18:30 | Детаљи | УНИКС                                                                  | 83 : 91 | Цмоки-Минск                                       | Баскет хол Казањ, Казањ Гледаоци: 3.000 Судије: Ерсан Картал Танел Суслов Евгениј Михејев |  |
| 7. октобар 2015 18:30 | Детаљи | Четвртине: 22:20, 16:22, 23:31, 22:18                                  |         |                                                   | Баскет хол Казањ, Казањ Гледаоци: 3.000 Судије: Ерсан Картал Танел Суслов Евгениј Михејев |  |
| 7. октобар 2015 18:30 | Детаљи | Поени: Кит Лангфорд 24 Скокови: Кино Колом 7 Асистенције: Кино Колом 5 |         | Бранко Мирковић 17 Ентони Хиљиард 7 Џастин Греј 5 | Баскет хол Казањ, Казањ Гледаоци: 3.000 Судије: Ерсан Картал Танел Суслов Евгениј Михејев |  |

| 7. октобар 2015 18:30 | Детаљи | Нимбурк                                                                     | 76 : 74 | Локомотива Кубањ                                  | Спортска хала Нимбурк, Нимбурк Гледаоци: 1.200 Судије: Јакуб Замојски Пјотр Ивашков Петер Зениш |  |
| 7. октобар 2015 18:30 | Детаљи | Четвртине: 15:20, 14:17, 19:20, 28:17                                       |         |                                                   | Спортска хала Нимбурк, Нимбурк Гледаоци: 1.200 Судије: Јакуб Замојски Пјотр Ивашков Петер Зениш |  |
| 7. октобар 2015 18:30 | Детаљи | Поени: Мајкл Диксон 31 Скокови: Максим де Зеув 10 Асистенције: Јиржи Велш 4 |         | Виктор Клавер 17 Виктор Клавер 8 Малком Делејни 7 | Спортска хала Нимбурк, Нимбурк Гледаоци: 1.200 Судије: Јакуб Замојски Пјотр Ивашков Петер Зениш |  |

| 7. октобар 2015 19:00 | Детаљи | Бизонс                                                                     | 62 : 81 | Химки                                           | Енерџи арена, Ванта Гледаоци: 1.393 Судије: Ерсан Картал Јорис Кокаинис Ираклиј Беришвили |  |
| 7. октобар 2015 19:00 | Детаљи | Четвртине: 17:21, 12:26, 18:18, 15:16                                      |         |                                                 | Енерџи арена, Ванта Гледаоци: 1.393 Судије: Ерсан Картал Јорис Кокаинис Ираклиј Беришвили |  |
| 7. октобар 2015 19:00 | Детаљи | Поени: Мартин Зено 15 Скокови: Џастин Џексон 12 Асистенције: Мартин Зено 4 |         | Алексеј Швед 20 Џејмс Огастин 11 Алексеј Швед 5 | Енерџи арена, Ванта Гледаоци: 1.393 Судије: Ерсан Картал Јорис Кокаинис Ираклиј Беришвили |  |

| 7. октобар 2015 20:00 | Детаљи | Зенит                                                                        | 94 : 93 | Красни октјабр                               | Сибур арена, Санкт Петербург Гледаоци: 2.310 Судије: Семјон Овинов Алексеј Давидов Јевгениј Островскиј |  |
| 7. октобар 2015 20:00 | Детаљи | Четвртине: 27:19, 26:19, 26:29, 15:26                                        |         |                                              | Сибур арена, Санкт Петербург Гледаоци: 2.310 Судије: Семјон Овинов Алексеј Давидов Јевгениј Островскиј |  |
| 7. октобар 2015 20:00 | Детаљи | Поени: Рајан Тулсон 22 Скокови: Павел Антипов 10 Асистенције: Рајан Тулсон 8 |         | Тони Мичел 21 Џаџуан Џонсон 8 Ди Џеј Купер 7 | Сибур арена, Санкт Петербург Гледаоци: 2.310 Судије: Семјон Овинов Алексеј Давидов Јевгениј Островскиј |  |

| 8. октобар 2015 19:00 | Детаљи | Автодор                                                                           | 94 : 86 | Нижњи Новгород                                                          | ПС «Кристал», Саратов Гледаоци: 3500 Судије: Сергеј Михаилов Сергеј Круг Антон Круглов |  |
| 8. октобар 2015 19:00 | Детаљи | Четвртине: 28:23, 20:21, 17:19, 16:18, 13:5                                       |         |                                                                         | ПС «Кристал», Саратов Гледаоци: 3500 Судије: Сергеј Михаилов Сергеј Круг Антон Круглов |  |
| 8. октобар 2015 19:00 | Детаљи | Поени: Малком Армстед 23 Скокови: Травис Питерсон 8 Асистенције: Малком Армстед 7 |         | Максим Григоријев 24 Каспарс Берзињш, Виктор Рад по 8 Дмитриј Хвостов 9 | ПС «Кристал», Саратов Гледаоци: 3500 Судије: Сергеј Михаилов Сергеј Круг Антон Круглов |  |

| 8. октобар 2015 19:30 | Детаљи | ВЕФ                                                                              | 71 : 73 | Јенисеј                                        | «Арена Рига», Рига Гледаоци: 400 Судије: Борис Шуљга Петри Ментиле Ираклиј Беришвили |  |
| 8. октобар 2015 19:30 | Детаљи | Четвртине: 15:14, 18:20, 20:20, 18:19                                            |         |                                                | «Арена Рига», Рига Гледаоци: 400 Судије: Борис Шуљга Петри Ментиле Ираклиј Беришвили |  |
| 8. октобар 2015 19:30 | Детаљи | Поени: Китон Нанкивил 15 Скокови: Китон Нанкивил 7 Асистенције: Франциско Круз 8 |         | Ди Џеј Кенеди 18 Тим Олбрет 11 Ди Џеј Кенеди 7 | «Арена Рига», Рига Гледаоци: 400 Судије: Борис Шуљга Петри Ментиле Ираклиј Беришвили |  |

| 8. октобар 2015 20:15 | Детаљи | ВИТА                                                                        | 60 : 93 | ЦСКА                                                          | Спортска палата Тбилиси, Тбилиси Гледаоци: 2.400 Судије: Емин Могулкоџ Петр Пастушек Оскар Лучис |  |
| 8. октобар 2015 20:15 | Детаљи | Четвртине: 14:26, 16:21, 21:28, 9:18                                        |         |                                                               | Спортска палата Тбилиси, Тбилиси Гледаоци: 2.400 Судије: Емин Могулкоџ Петр Пастушек Оскар Лучис |  |
| 8. октобар 2015 20:15 | Детаљи | Поени: Пјериа Хенри 20 Скокови: Дарије Картер 7 Асистенције: Пјериа Хенри 7 |         | Нандо де Коло 20 Нандо де Коло, Кајл Хајнс по 6 Арон Џексон 8 | Спортска палата Тбилиси, Тбилиси Гледаоци: 2.400 Судије: Емин Могулкоџ Петр Пастушек Оскар Лучис |  |

| 9. децембар 2015 20:00 | Детаљи | Астана                                                                   | 97 : 91 | Калев                                 | Сарјарка велодром, Астана Гледаоци: 1.243 Судије: Сергеј Михаилов Сергеј Бељаков Роман Пономаренко |  |
| 9. децембар 2015 20:00 | Детаљи | Четвртине: 16:24, 32:22, 25:18, 24:27                                    |         |                                       | Сарјарка велодром, Астана Гледаоци: 1.243 Судије: Сергеј Михаилов Сергеј Бељаков Роман Пономаренко |  |
| 9. децембар 2015 20:00 | Детаљи | Поени: Кенет Хајс 29 Скокови: Пат Калатес 14 Асистенције: Пат Калатес 10 |         | Џош Бун 25 Џош Бун 14 Мартин Дорбек 7 | Сарјарка велодром, Астана Гледаоци: 1.243 Судије: Сергеј Михаилов Сергеј Бељаков Роман Пономаренко |  |

## 3. колo
| 11. oктобар 2015 13:00 | Детаљи | ЦСКА                                                                               | 85 : 67 | Красни октјабр                                    | Универзални спортски комплекс ЦСКА, Москва Гледаоци: 1.500 Судије: Роберт Виклицки Иља Путенко Александар Романов |  |
| 11. oктобар 2015 13:00 | Детаљи | Четвртине: 24:12, 26:24, 17:17, 18:14                                              |         |                                                   | Универзални спортски комплекс ЦСКА, Москва Гледаоци: 1.500 Судије: Роберт Виклицки Иља Путенко Александар Романов |  |
| 11. oктобар 2015 13:00 | Детаљи | Поени: Нандо де Коло 24 Скокови: Андреј Воронцевич 5 Асистенције: Милош Теодосић 6 |         | Џаџуан Џонсон 23 Џаџуан Џонсон 10 Ди Џеј Купер 11 | Универзални спортски комплекс ЦСКА, Москва Гледаоци: 1.500 Судије: Роберт Виклицки Иља Путенко Александар Романов |  |

| 11. oктобар 2015 15:00 | Детаљи | Локомотива Кубањ                                                                                                 | 99 : 66 | Астана                                         | «Баскет хол арена», Краснодар Гледаоци: 4.200 Судије: Радомир Војиновић Ингус Бауманис Јоханес Сарекоски |  |
| 11. oктобар 2015 15:00 | Детаљи | Четвртине: 22:13, 25:15, 26:27, 26:11                                                                            |         |                                                | «Баскет хол арена», Краснодар Гледаоци: 4.200 Судије: Радомир Војиновић Ингус Бауманис Јоханес Сарекоски |  |
| 11. oктобар 2015 15:00 | Детаљи | Поени: Малком Делејни 19 Скокови: Крис Синглтон, Виктор Клавер по 6 Асистенције: Рајан Брокоф, Сергеј Биков по 4 |         | Кенет Хејз 17 Ник Кејнер-Медли 6 Џери Џонсон 5 | «Баскет хол арена», Краснодар Гледаоци: 4.200 Судије: Радомир Војиновић Ингус Бауманис Јоханес Сарекоски |  |

| 11. oктобар 2015 17:30 | Детаљи | Нижњи Новгород                                                                                    | 71 : 69 | Бизонс                                                         | Палата спортова Нижњи Новгород, Нижњи Новгород Гледаоци: 1.000 Судије: Александар Сирица Војцех Лишка Николај Амбросов |  |
| 11. oктобар 2015 17:30 | Детаљи | Четвртине: 21:13, 16:23, 16:22, 18:11                                                             |         |                                                                | Палата спортова Нижњи Новгород, Нижњи Новгород Гледаоци: 1.000 Судије: Александар Сирица Војцех Лишка Николај Амбросов |  |
| 11. oктобар 2015 17:30 | Детаљи | Поени: Семјон Антонов, Владимир Ивлев по 14 Скокови: Виктор Рад 11 Асистенције: Дмитриј Хвостов 6 |         | Мартин Зено 15 Џастин Џексон, Мартин Зено по 7 Мико Коивисто 5 | Палата спортова Нижњи Новгород, Нижњи Новгород Гледаоци: 1.000 Судије: Александар Сирица Војцех Лишка Николај Амбросов |  |

| 11. oктобар 2015 18:00 | Детаљи | Автодор                                                                                  | 68 : 60 | Калев                                 | ПС «Кристал», Саратов Гледаоци: 3.000 Судије: Олег Латишев Јосип Радојковић Андреј Шарапа |  |
| 11. oктобар 2015 18:00 | Детаљи | Четвртине: 16:15, 21:15, 15:20, 16:10                                                    |         |                                       | ПС «Кристал», Саратов Гледаоци: 3.000 Судије: Олег Латишев Јосип Радојковић Андреј Шарапа |  |
| 11. oктобар 2015 18:00 | Детаљи | Поени: Јевгениј Колесников 16 Скокови: Травис Питерсон 12 Асистенције: Травис Питерсон 3 |         | Грегор Арбет 16 Џош Бун 13 Стен Сок 5 | ПС «Кристал», Саратов Гледаоци: 3.000 Судије: Олег Латишев Јосип Радојковић Андреј Шарапа |  |

| 11. oктобар 2015 18:00 | Детаљи | УНИКС                                                                                    | 94 : 87 | Нимбурк                                          | Баскет хол Казањ, Казањ Гледаоци: 2.500 Судије: Сергеј Чебишев Рајн Пенарди Јуриј Игнацев |  |
| 11. oктобар 2015 18:00 | Детаљи | Четвртине: 24:27, 24:15, 20:22, 26:23                                                    |         |                                                  | Баскет хол Казањ, Казањ Гледаоци: 2.500 Судије: Сергеј Чебишев Рајн Пенарди Јуриј Игнацев |  |
| 11. oктобар 2015 18:00 | Детаљи | Поени: Кино Колом 19 Скокови: Кино Колом, Валериј Лиходеј по 7 Асистенције: Кино Колом 5 |         | Војцех Грубан 24 Џулијен Вон 10 Максим де Зеув 7 | Баскет хол Казањ, Казањ Гледаоци: 2.500 Судије: Сергеј Чебишев Рајн Пенарди Јуриј Игнацев |  |

| 11. oктобар 2015 18:00 | Детаљи | Зенит                                                                     | 91 : 76 | ВЕФ                                         | Сибур арена, Санкт Петербург Гледаоци: 2.554 Судије: Томислав Вовк Аре Халико Петр Груша |  |
| 11. oктобар 2015 18:00 | Детаљи | Четвртине: 24:14, 20:24, 26:17, 21:21                                     |         |                                             | Сибур арена, Санкт Петербург Гледаоци: 2.554 Судије: Томислав Вовк Аре Халико Петр Груша |  |
| 11. oктобар 2015 18:00 | Детаљи | Поени: Кајл Лендри 24 Скокови: Рајан Тулсон 8 Асистенције: Рајан Тулсон 9 |         | Марекс Мејерис 17 Кенет Смит 8 Кенет Смит 6 | Сибур арена, Санкт Петербург Гледаоци: 2.554 Судије: Томислав Вовк Аре Халико Петр Груша |  |

| 12. oктобар 2015 19:30 | Детаљи | Химки                                                                           | 117 : 73 | ВИТА                                                | «Кошаркашки центар Химки», Химки Гледаоци: 950 Судије: Томислав Вовк Петри Ментиле Петр Груша |  |
| 12. oктобар 2015 19:30 | Детаљи | Четвртине: 34:13, 22:16, 24:26, 37:18                                           |          |                                                     | «Кошаркашки центар Химки», Химки Гледаоци: 950 Судије: Томислав Вовк Петри Ментиле Петр Груша |  |
| 12. oктобар 2015 19:30 | Детаљи | Поени: Петери Копонен 22 Скокови: Марко Тодоровић 7 Асистенције: Алексеј Швед 7 |          | Олександр Липовиј 19 Дарије Картер 8 Пјериа Хенри 8 | «Кошаркашки центар Химки», Химки Гледаоци: 950 Судије: Томислав Вовк Петри Ментиле Петр Груша |  |

| 13. oктобар 2015 19:10 | Детаљи | Јенисеј                                                                                     | 93 : 94 | Цмоки-Минск                                    | Спортска палата Иван Јаригин, Краснојарск Гледаоци: 1.500 Судије: Олег Латишев Аре Халико Радомир Војиновић |  |
| 13. oктобар 2015 19:10 | Детаљи | Четвртине: 19:25, 16:12, 24:20, 24:26, 10:11                                                |         |                                                | Спортска палата Иван Јаригин, Краснојарск Гледаоци: 1.500 Судије: Олег Латишев Аре Халико Радомир Војиновић |  |
| 13. oктобар 2015 19:10 | Детаљи | Поени: Ди Џеј Кенеди 22 Скокови: Ди Џеј Кенеди, Тони Тејлор по 7 Асистенције: Тони Тејлор 6 |         | Џастин Греј 22 Герет Стак 11 Бранко Мирковић 4 | Спортска палата Иван Јаригин, Краснојарск Гледаоци: 1.500 Судије: Олег Латишев Аре Халико Радомир Војиновић |  |

## 4. коло
| 17. oктобар 2015 17:00 | Детаљи | Красни октјабр                                                                 | 88 : 94 | ВЕФ                                             | «Палата спортова Волгоград», Волгоград Гледаоци: 975 Судије: Борис Шуљга Пјотр Ивашков Рајн Пенарди |  |
| 17. oктобар 2015 17:00 | Детаљи | Четвртине: 31:26, 22:27, 19:18, 16:23                                          |         |                                                 | «Палата спортова Волгоград», Волгоград Гледаоци: 975 Судије: Борис Шуљга Пјотр Ивашков Рајн Пенарди |  |
| 17. oктобар 2015 17:00 | Детаљи | Поени: Џаџуан Џонсон 23 Скокови: Џаџуан Џонсон 10 Асистенције: Ди Џеј Купер 10 |         | Франциско Круз 21 Китон Нанкивил 7 Кенет Смит 8 | «Палата спортова Волгоград», Волгоград Гледаоци: 975 Судије: Борис Шуљга Пјотр Ивашков Рајн Пенарди |  |

| 18. oктобар 2015 16:00 | Детаљи | Нимбурк                                                                       | 91 : 81 | Јенисеј                                     | Спортски комплекс Нимбурк, Нимбурк Гледаоци: 930 Судије: Илија Белошевић Дариуш Шчерба Борис Габара |  |
| 18. oктобар 2015 16:00 | Детаљи | Четвртине: 25:11, 18:22, 22:30, 26:18                                         |         |                                             | Спортски комплекс Нимбурк, Нимбурк Гледаоци: 930 Судије: Илија Белошевић Дариуш Шчерба Борис Габара |  |
| 18. oктобар 2015 16:00 | Детаљи | Поени: Хауард Сент-Рос 20 Скокови: Чејсон Рендл 8 Асистенције: Мајкл Диксон 5 |         | Делрој Џејмс 17 Делрој Џејмс 9 Тим Олбрет 4 | Спортски комплекс Нимбурк, Нимбурк Гледаоци: 930 Судије: Илија Белошевић Дариуш Шчерба Борис Габара |  |

| 18. oктобар 2015 16:00 | Детаљи | Астана                                                                        | 90 : 103 | УНИКС                                          | Сарјарка велодром, Астана Гледаоци: 1.850 Судије: Александар Сирица Владислав Исаченко Давид Берекашвили |  |
| 18. oктобар 2015 16:00 | Детаљи | Четвртине: 23:28, 23:23, 21:26, 23:26                                         |          |                                                | Сарјарка велодром, Астана Гледаоци: 1.850 Судије: Александар Сирица Владислав Исаченко Давид Берекашвили |  |
| 18. oктобар 2015 16:00 | Детаљи | Поени: Ник Кејнер-Медли 23 Скокови: Пет Калатес 10 Асистенције: Џери Џонсон 8 |          | Кит Лангфорд 29 Петр Губанов 8 Кит Лангфорд 12 | Сарјарка велодром, Астана Гледаоци: 1.850 Судије: Александар Сирица Владислав Исаченко Давид Берекашвили |  |

| 18. oктобар 2015 16:00 | Детаљи | ВИТА                                                                                               | 78 : 100 | Нижњи Новгород                               | Тбилиси спортска палата, Тбилиси Гледаоци: 1.200 Судије: Ерсан Картал Станислав Кучера Евгениј Михејев |  |
| 18. oктобар 2015 16:00 | Детаљи | Четвртине: 22:31, 17:19, 24:24, 15:26                                                              |          |                                              | Тбилиси спортска палата, Тбилиси Гледаоци: 1.200 Судије: Ерсан Картал Станислав Кучера Евгениј Михејев |  |
| 18. oктобар 2015 16:00 | Детаљи | Поени: Дарије Картер 18 Скокови: Дарије Картер 7 Асистенције: Мераб Боколишвили, Пјериа Хенри по 5 |          | Виктор Рад 26 Виктор Рад 6 Дмитриј Хвостов 9 | Тбилиси спортска палата, Тбилиси Гледаоци: 1.200 Судије: Ерсан Картал Станислав Кучера Евгениј Михејев |  |

| 18. oктобар 2015 17:30 | Детаљи | Цмоки-Минск                                                                | 71 : 79 | Зенит                                       | «Минск арена», Минск Гледаоци: 3.500 Судије: Петр Пастушек Арнис Озолс Танел Суслов |  |
| 18. oктобар 2015 17:30 | Детаљи | Четвртине: 24:21, 17:16, 8:19, 22:23                                       |         |                                             | «Минск арена», Минск Гледаоци: 3.500 Судије: Петр Пастушек Арнис Озолс Танел Суслов |  |
| 18. oктобар 2015 17:30 | Детаљи | Поени: Герет Стак 22 Скокови: Герет Стак 12 Асистенције: Бранко Мирковић 5 |         | Рајан Тулсон 19 Јанис Тима 9 Рајан Тулсон 4 | «Минск арена», Минск Гледаоци: 3.500 Судије: Петр Пастушек Арнис Озолс Танел Суслов |  |

| 19. oктобар 2015 18:30 | Детаљи | Калев                                                                                | 83 : 78 | Бизонс                                                    | «Саку Сурхаљ», Талин Гледаоци: 1.500 Судије: Роберт Виклицки Оскар Лучис Алексеј Чудин |  |
| 19. oктобар 2015 18:30 | Детаљи | Четвртине: 22:13, 20:25, 18:20, 23:20                                                |         |                                                           | «Саку Сурхаљ», Талин Гледаоци: 1.500 Судије: Роберт Виклицки Оскар Лучис Алексеј Чудин |  |
| 19. oктобар 2015 18:30 | Детаљи | Поени: Марко Килингсворт 24 Скокови: Рајан Вајдеман 10 Асистенције: Рајан Вајдеман 5 |         | Роналд Кларк 23 Мартин Зено, Тука Коти по 6 Мартин Зено 4 | «Саку Сурхаљ», Талин Гледаоци: 1.500 Судије: Роберт Виклицки Оскар Лучис Алексеј Чудин |  |

| 19. oктобар 2015 19:00 | Детаљи | ЦСКА                                                                              | 100 : 93 | Химки                                           | Универзални спортски комплекс ЦСКА, Москва Гледаоци: 4.100 Судије: Антон Махлин Срђан Дозај Семјон Овинов |  |
| 19. oктобар 2015 19:00 | Детаљи | Четвртине: 31:21, 28:26, 20:19, 21:27                                             |          |                                                 | Универзални спортски комплекс ЦСКА, Москва Гледаоци: 4.100 Судије: Антон Махлин Срђан Дозај Семјон Овинов |  |
| 19. oктобар 2015 19:00 | Детаљи | Поени: Нандо де Коло 18 Скокови: Андреј Воронцевич 5 Асистенције: Нандо де Коло 7 |          | Петери Копонен 21 Џејмс Огастин 8 Тајрис Рајс 7 | Универзални спортски комплекс ЦСКА, Москва Гледаоци: 4.100 Судије: Антон Махлин Срђан Дозај Семјон Овинов |  |

| 19. oктобар 2015 20:00 | Детаљи | Автодор                                                                   | 70 : 79 | Локомотива Кубањ                                                     | ПС «Кристал», Саратов Гледаоци: 3.000 Судије: Борис Шуљга Иља Путенко Александар Романов |  |
| 19. oктобар 2015 20:00 | Детаљи | Четвртине: 22:27, 22:24, 14:11, 12:17                                     |         |                                                                      | ПС «Кристал», Саратов Гледаоци: 3.000 Судије: Борис Шуљга Иља Путенко Александар Романов |  |
| 19. oктобар 2015 20:00 | Детаљи | Поени: Џеф Брукс 16 Скокови: Џереми Чапел 9 Асистенције: Малком Армстед 8 |         | Малком Делејни 17 Крис Синглтон 8 Малком Делејни, Крис Синглтон по 3 | ПС «Кристал», Саратов Гледаоци: 3.000 Судије: Борис Шуљга Иља Путенко Александар Романов |  |

## 5. коло
| 22. oктобар 2015 19:30 | Детаљи | ВЕФ                                                                                 | 76 : 84 | Цмоки-Минск                                       | «Арена Рига», Рига Гледаоци: 2.000 Судије: Саша Маричић Станислав Кучера Алексеј Чудин |  |
| 22. oктобар 2015 19:30 | Детаљи | Четвртине: 12:17, 20:31, 18:21, 26:15                                               |         |                                                   | «Арена Рига», Рига Гледаоци: 2.000 Судије: Саша Маричић Станислав Кучера Алексеј Чудин |  |
| 22. oктобар 2015 19:30 | Детаљи | Поени: Јанис Берзињш 17 Скокови: Артурс Стрелниекс 7 Асистенције: Лудвиг Хакансон 6 |         | Ентони Хиљиард 27 Иван Мараш 10 Бранко Мирковић 7 | «Арена Рига», Рига Гледаоци: 2.000 Судије: Саша Маричић Станислав Кучера Алексеј Чудин |  |

| 25. oктобар 2015 16:00 | Детаљи | Бизонс                                                                  | 70 : 68 | Локомотива Кубањ                                                     | Енерџи арена, Ванта Гледаоци: 1.120 Судије: Сергеј Чебишев Арнис Озолс Танел Суслов |  |
| 25. oктобар 2015 16:00 | Детаљи | Четвртине: 17:17, 22:14, 16:17, 15:20                                   |         |                                                                      | Енерџи арена, Ванта Гледаоци: 1.120 Судије: Сергеј Чебишев Арнис Озолс Танел Суслов |  |
| 25. oктобар 2015 16:00 | Детаљи | Поени: Мартин Зено 15 Скокови: Мартин Зено 8 Асистенције: Мартин Зено 4 |         | Виктор Клавер 11 Рајан Брокоф 10 Сергеј Биков, Јевгениј Воронов по 3 | Енерџи арена, Ванта Гледаоци: 1.120 Судије: Сергеј Чебишев Арнис Озолс Танел Суслов |  |

| 25. oктобар 2015 17:30 | Детаљи | Химки                                                                      | 97 : 86 | Красни октјабр                                       | «Кошаркашки центар Химки», Химки Гледаоци: 2.000 Судије: Сергеј Круг Сергеј Бељаков Станислав Валејев |  |
| 25. oктобар 2015 17:30 | Детаљи | Четвртине: 21:27, 27:22, 24:18, 25:19                                      |         |                                                      | «Кошаркашки центар Химки», Химки Гледаоци: 2.000 Судије: Сергеј Круг Сергеј Бељаков Станислав Валејев |  |
| 25. oктобар 2015 17:30 | Детаљи | Поени: Тајрис Рајс 24 Скокови: Џејмс Огастин 8 Асистенције: Тајрис Рајс 10 |         | Џордан Хамилтон 24 Џордан Хамилтон 7 Ди Џеј Купер 11 | «Кошаркашки центар Химки», Химки Гледаоци: 2.000 Судије: Сергеј Круг Сергеј Бељаков Станислав Валејев |  |

| 25. oктобар 2015 17:00 | Детаљи | Калев                                                                          | 85 : 75 | ВИТА                                                        | «Саку Сурхаљ», Талин Гледаоци: 1.500 Судије: Олег Латишев Сергеј Михаилов Алексеј Давидов |  |
| 25. oктобар 2015 17:00 | Детаљи | Четвртине: 20:15, 17:25, 21:15, 27:20                                          |         |                                                             | «Саку Сурхаљ», Талин Гледаоци: 1.500 Судије: Олег Латишев Сергеј Михаилов Алексеј Давидов |  |
| 25. oктобар 2015 17:00 | Детаљи | Поени: Роландас Фреиманис 20 Скокови: Џош Бун 11 Асистенције: Рајан Вајдеман 7 |         | Олександр Липовиј 22 Константин Аникијенко 8 Пјериа Хенри 9 | «Саку Сурхаљ», Талин Гледаоци: 1.500 Судије: Олег Латишев Сергеј Михаилов Алексеј Давидов |  |

| 25. oктобар 2015 18:00 | Детаљи | УНИКС                                                                   | 66 : 64 | Автодор                                                | Баскет хол Казањ, Казањ Гледаоци: 3.500 Судије: Антон Махлин Семјон Овинов Јуриј Зинкевич |  |
| 25. oктобар 2015 18:00 | Детаљи | Четвртине: 11:22, 21:15, 17:11, 17:16                                   |         |                                                        | Баскет хол Казањ, Казањ Гледаоци: 3.500 Судије: Антон Махлин Семјон Овинов Јуриј Зинкевич |  |
| 25. oктобар 2015 18:00 | Детаљи | Поени: Кит Лангфорд 19 Скокови: Кино Колом 10 Асистенције: Кино Колом 4 |         | Травис Питерсон 13 Травис Питерсон 10 Малком Армстед 4 | Баскет хол Казањ, Казањ Гледаоци: 3.500 Судије: Антон Махлин Семјон Овинов Јуриј Зинкевич |  |

| 25. oктобар 2015 19:15 | Детаљи | Нижњи Новгород                                                                                       | 86 : 82 | ЦСКА                                            | Палата спортова Нижњи Новгород, Нижњи Новгород Гледаоци: 3.000 Судије: Марко Јурас Иља Путенко Јурис Кокаинис |  |
| 25. oктобар 2015 19:15 | Детаљи | Четвртине: 15:15, 14:14, 26:29, 19:16, 12:8                                                          |         |                                                 | Палата спортова Нижњи Новгород, Нижњи Новгород Гледаоци: 3.000 Судије: Марко Јурас Иља Путенко Јурис Кокаинис |  |
| 25. oктобар 2015 19:15 | Детаљи | Поени: Иван Викторов 16 Скокови: Каспарс Берзињш, Рашид Махалбашић по 7 Асистенције: Иван Стребков 5 |         | Милош Теодосић 24 Кајл Хајнс 9 Милош Теодосић 5 | Палата спортова Нижњи Новгород, Нижњи Новгород Гледаоци: 3.000 Судије: Марко Јурас Иља Путенко Јурис Кокаинис |  |

| 7. април 2016 20:00 | Детаљи | Астана                                                                  | 73 : 80 | Јенисеј                                                        | Сарјарка велодром, Астана Гледаоци: 280 Судије: Борис Шуљга Урош Обркнежевић Рајн Перанди |  |
| 7. април 2016 20:00 | Детаљи | Четвртине: 27:17, 17:20, 13:18, 16:25                                   |         |                                                                | Сарјарка велодром, Астана Гледаоци: 280 Судије: Борис Шуљга Урош Обркнежевић Рајн Перанди |  |
| 7. април 2016 20:00 | Детаљи | Поени: Пет Калатес 27 Скокови: Пет Калатес 12 Асистенције: Павел Иљин 4 |         | Делрој Џејмс 20 Делрој Џејмс, Ди Џеј Кенеди по 6 Тони Тејлор 7 | Сарјарка велодром, Астана Гледаоци: 280 Судије: Борис Шуљга Урош Обркнежевић Рајн Перанди |  |

| 10. април 2016 16:00 | Детаљи | Нимбурк                                                                           | 81 : 102 | Зенит                                        | Спортски комплекс Нимбурк, Нимбурк Гледаоци: 1.070 Судије: Саша Пукл Аре Халико Жденко Зубак |  |
| 10. април 2016 16:00 | Детаљи | Четвртине: 28:32, 19:23, 12:23, 22:24                                             |          |                                              | Спортски комплекс Нимбурк, Нимбурк Гледаоци: 1.070 Судије: Саша Пукл Аре Халико Жденко Зубак |  |
| 10. април 2016 16:00 | Детаљи | Поени: Максим де Зеув 15 Скокови: Максим де Зеув 7 Асистенције: Хауард Сент-Рос 5 |          | Рајан Тулсон 20 Омар Томас 12 Зебиан Додел 9 | Спортски комплекс Нимбурк, Нимбурк Гледаоци: 1.070 Судије: Саша Пукл Аре Халико Жденко Зубак |  |

## 6. коло
| 31. октобар 2015 17:00 | Детаљи | Цмоки-Минск                                                                   | 77 : 81 | Красни октјабр                                        | «Минск арена», Минск Гледаоци: 1.500 Судије: Сергеј Чебишев Игор Драгојевић Јурис Кокаинис |  |
| 31. октобар 2015 17:00 | Детаљи | Четвртине: 15:18, 13:27, 19:11, 30:25                                         |         |                                                       | «Минск арена», Минск Гледаоци: 1.500 Судије: Сергеј Чебишев Игор Драгојевић Јурис Кокаинис |  |
| 31. октобар 2015 17:00 | Детаљи | Поени: Ентони Хиљиард 20 Скокови: Гарет Стак 9 Асистенције: Бранко Мирковић 5 |         | Џордан Хамилтон 23 Џордан Хамилтон 12 Ди Џеј Купер 11 | «Минск арена», Минск Гледаоци: 1.500 Судије: Сергеј Чебишев Игор Драгојевић Јурис Кокаинис |  |

| 31. октобар 2015 17:00 | Детаљи | Нимбурк                                                                                         | 73 : 71 | ВЕФ                                                   | Спортски комплекс Нимбурк, Нимбурк Гледаоци: 710 Судије: Сергеј Круг Андреј Шарапа Милан Брзјак |  |
| 31. октобар 2015 17:00 | Детаљи | Четвртине: 21:17, 15:24, 19:15, 18:15                                                           |         |                                                       | Спортски комплекс Нимбурк, Нимбурк Гледаоци: 710 Судије: Сергеј Круг Андреј Шарапа Милан Брзјак |  |
| 31. октобар 2015 17:00 | Детаљи | Поени: Хауард Сент-Рос 29 Скокови: Хауард Сент-Рос 8 Асистенције: Петр Бенда, Чејсон Рендл по 3 |         | Лудвиг Хокансон 19 Гиљермо Рубио 13 Лудвиг Хокансон 6 | Спортски комплекс Нимбурк, Нимбурк Гледаоци: 710 Судије: Сергеј Круг Андреј Шарапа Милан Брзјак |  |

| 1. новембар 2015 13:00 | Детаљи | ЦСКА                                                                           | 100 : 67 | Калев                                      | Универзални спортски комплекс ЦСКА, Москва Гледаоци: 4.800 Судије: Јакуб Замојски Ингус Бауманис Јоханес Сарекоски |  |
| 1. новембар 2015 13:00 | Детаљи | Четвртине: 21:19, 25:23, 26:15, 28:10                                          |          |                                            | Универзални спортски комплекс ЦСКА, Москва Гледаоци: 4.800 Судије: Јакуб Замојски Ингус Бауманис Јоханес Сарекоски |  |
| 1. новембар 2015 13:00 | Детаљи | Поени: Кори Хигинс 20 Скокови: Никита Курбанов 9 Асистенције: Милош Теодосић 5 |          | Брендис Рајли-Рос 18 Џош Бун 10 Стен Сок 8 | Универзални спортски комплекс ЦСКА, Москва Гледаоци: 4.800 Судије: Јакуб Замојски Ингус Бауманис Јоханес Сарекоски |  |

| 1. новембар 2015 16:00 | Детаљи | Бизонс                                                              | 74 : 93 | УНИКС                                     | Енерџи арена, Ванта Гледаоци: 783 Судије: Сретен Радовић Марчин Ковалски Станислав Кучера |  |
| 1. новембар 2015 16:00 | Детаљи | Четвртине: 21:17, 19:21, 17:25, 17:30                               |         |                                           | Енерџи арена, Ванта Гледаоци: 783 Судије: Сретен Радовић Марчин Ковалски Станислав Кучера |  |
| 1. новембар 2015 16:00 | Детаљи | Поени: Ике Удано 19 Скокови: Ике Удано 7 Асистенције: Мартин Зено 6 |         | Кит Лангфорд 20 Кино Колом 8 Кино Колом 9 | Енерџи арена, Ванта Гледаоци: 783 Судије: Сретен Радовић Марчин Ковалски Станислав Кучера |  |

| 1. новембар 2015 18:00 | Детаљи | Автодор                                                                  | 90 : 84 | Јенисеј                                                                                   | ПС «Кристал», Саратов Гледаоци: 3.200 Судије: Иља Путенко Алексеј Давидов Станислав Валејев |  |
| 1. новембар 2015 18:00 | Детаљи | Четвртине: 27:24, 21:17, 17:23, 25:20                                    |         |                                                                                           | ПС «Кристал», Саратов Гледаоци: 3.200 Судије: Иља Путенко Алексеј Давидов Станислав Валејев |  |
| 1. новембар 2015 18:00 | Детаљи | Поени: Џеф Брукс 21 Скокови: Травис Питерсон 10 Асистенције: Џеф Брукс 5 |         | Алексеј Вздихалкин 21 Делрој Џејмс, Ди Джеј Кенеди по 8 Делрој Џејмс, Ди Джеј Кенеди по 5 | ПС «Кристал», Саратов Гледаоци: 3.200 Судије: Иља Путенко Алексеј Давидов Станислав Валејев |  |

| 1. новембар 2015 18:30 | Детаљи | ВИТА                                                                                           | 63 : 76 | Локомотива Кубањ                                 | Тбилиси спортска палата, Тбилиси Гледаоци: 550 Судије: Емин Могулкоџ Пјотр Ивашков Арсен Андрушкин |  |
| 1. новембар 2015 18:30 | Детаљи | Четвртине: 21:19, 13:17, 15:23, 14:17                                                          |         |                                                  | Тбилиси спортска палата, Тбилиси Гледаоци: 550 Судије: Емин Могулкоџ Пјотр Ивашков Арсен Андрушкин |  |
| 1. новембар 2015 18:30 | Детаљи | Поени: Дарије Картер 20 Скокови: Дарије Картер, Пјериа Хенри по 11 Асистенције: Пјериа Хенри 7 |         | Рајан Брокоф 16 Крис Синглтон 9 Малком Делејни 6 | Тбилиси спортска палата, Тбилиси Гледаоци: 550 Судије: Емин Могулкоџ Пјотр Ивашков Арсен Андрушкин |  |

| 2. новембар 2015 19:30 | Детаљи | Нижњи Новгород                                                                   | 93 : 92 | Химки                                                      | Палата спортова Нижњи Новгород, Нижњи Новгород Гледаоци: 1.800 Судије: Апостолос Калпакас Аре Халико Сергеј Михаилов |  |
| 2. новембар 2015 19:30 | Детаљи | Четвртине: 16:18, 19:28, 32:26, 26:20                                            |         |                                                            | Палата спортова Нижњи Новгород, Нижњи Новгород Гледаоци: 1.800 Судије: Апостолос Калпакас Аре Халико Сергеј Михаилов |  |
| 2. новембар 2015 19:30 | Детаљи | Поени: Каспарс Берзињш 26 Скокови: Владимир Ивлев 8 Асистенције: Три играча по 4 |         | Алексеј Швед 25 Пол Дејвис, Сергеј Моња по 6 Тајрис Рајс 7 | Палата спортова Нижњи Новгород, Нижњи Новгород Гледаоци: 1.800 Судије: Апостолос Калпакас Аре Халико Сергеј Михаилов |  |

| 16. март 2016 19:00 | Детаљи | Астана                                                                                | 71 : 93 | Зенит                                          | «СК Жастар», Караганди Гледаоци: 420 Судије: Миливоје Јовчић Ингус Бауманис Николај Амбросов |  |
| 16. март 2016 19:00 | Детаљи | Четвртине: 12:23, 20:25, 19:17, 20:28                                                 |         |                                                | «СК Жастар», Караганди Гледаоци: 420 Судије: Миливоје Јовчић Ингус Бауманис Николај Амбросов |  |
| 16. март 2016 19:00 | Детаљи | Поени: Алексеј Жукањенко 20 Скокови: Рустам Мурзагалијев 6 Асистенције: Џери Џонсон 9 |         | Рајан Тулсон 20 Антон Пушков 9 Артјом Вихров 6 | «СК Жастар», Караганди Гледаоци: 420 Судије: Миливоје Јовчић Ингус Бауманис Николај Амбросов |  |

## 7. коло
| 7. новембар 2015 17:00 | Детаљи | ВЕФ                                                                               | 94 : 93 | Астана                                    | «Арена Рига», Рига Гледаоци: 350 Судије: Јакуб Замојски Петри Ментиле Сергеј Чебишев |  |
| 7. новембар 2015 17:00 | Детаљи | Четвртине: 32:19, 30:22, 15:27, 17:25                                             |         |                                           | «Арена Рига», Рига Гледаоци: 350 Судије: Јакуб Замојски Петри Ментиле Сергеј Чебишев |  |
| 7. новембар 2015 17:00 | Детаљи | Поени: Франциско Круз 21 Скокови: Гиљермо Рубио 8 Асистенције: Лудвиг Хакансон 14 |         | Кенет Хејз 30 Пет Калатес 10 Кенет Хејз 5 | «Арена Рига», Рига Гледаоци: 350 Судије: Јакуб Замојски Петри Ментиле Сергеј Чебишев |  |

| 7. новембар 2015 17:30 | Детаљи | Нижњи Новгород                                                                | 87 : 90 | Красни октјабр                                        | Палата спортова Нижњи Новгород, Нижњи Новгород Гледаоци: 1.300 Судије: Роберт Виклицки Семјон Овинов Јевгениј Островскиј |  |
| 7. новембар 2015 17:30 | Детаљи | Четвртине: 19:21, 18:26, 28:21, 22:22                                         |         |                                                       | Палата спортова Нижњи Новгород, Нижњи Новгород Гледаоци: 1.300 Судије: Роберт Виклицки Семјон Овинов Јевгениј Островскиј |  |
| 7. новембар 2015 17:30 | Детаљи | Поени: Виктор Рад 24 Скокови: Семјон Антонов 8 Асистенције: Дмитриј Хвостов 5 |         | Џордан Хамилтон 28 Вјачеслав Зајцев 9 Ди Џеј Купер 12 | Палата спортова Нижњи Новгород, Нижњи Новгород Гледаоци: 1.300 Судије: Роберт Виклицки Семјон Овинов Јевгениј Островскиј |  |

| 8. новембар 2015 16:30 | Детаљи | Цмоки-Минск                                                                   | 84 : 93 | Нимбурк                                       | «Минск арена», Минск Гледаоци: 2.500 Судије: Сергеј Зашчук Сергеј Михаилов Давид Берекашвили |  |
| 8. новембар 2015 16:30 | Детаљи | Четвртине: 21:24, 22:25, 28:23, 13:21                                         |         |                                               | «Минск арена», Минск Гледаоци: 2.500 Судије: Сергеј Зашчук Сергеј Михаилов Давид Берекашвили |  |
| 8. новембар 2015 16:30 | Детаљи | Поени: Иван Мараш 25 Скокови: Ентони Хиљиард 9 Асистенције: Бранко Мирковић 4 |         | Војцех Грубан 19 Петр Бенда 6 Мајкл Диксон 10 | «Минск арена», Минск Гледаоци: 2.500 Судије: Сергеј Зашчук Сергеј Михаилов Давид Берекашвили |  |

| 8. новембар 2015 16:00 | Детаљи | Химки                                                                                       | 84 : 54 | Калев                                       | «БЦМО», Химки Гледаоци: 1900 Судије: Роберт Виклицки Петри Ментиле Александар Сирица |  |
| 8. новембар 2015 16:00 | Детаљи | Четвртине: 15:18, 28:20, 21:6, 20:10                                                        |         |                                             | «БЦМО», Химки Гледаоци: 1900 Судије: Роберт Виклицки Петри Ментиле Александар Сирица |  |
| 8. новембар 2015 16:00 | Детаљи | Поени: Алексеј Швед 18 Скокови: Пол Дејвис, Алексеј Швед по 6 Асистенције: Петери Копонен 6 |         | Рајан Вајдеман 11 Џош Бун 14 Грегор Арбет 4 | «БЦМО», Химки Гледаоци: 1900 Судије: Роберт Виклицки Петри Ментиле Александар Сирица |  |

| 8. новембар 2015 18:00 | Детаљи | Зенит                                                                   | 90 : 74 | Автодор                                                           | Сибур арена, Санкт Петербург Гледаоци: 3.001 Судије: Аре Халико Петр Пастушек Александар Романов |  |
| 8. новембар 2015 18:00 | Детаљи | Четвртине: 18:23, 22:21, 26:17, 24:13                                   |         |                                                                   | Сибур арена, Санкт Петербург Гледаоци: 3.001 Судије: Аре Халико Петр Пастушек Александар Романов |  |
| 8. новембар 2015 18:00 | Детаљи | Поени: Јанис Тима 23 Скокови: Кајл Лендри 9 Асистенције: Зебиан Додел 7 |         | Травис Питерсон 19 Џеф Брукс 12 Малком Армстед, Џереми Чапел по 5 | Сибур арена, Санкт Петербург Гледаоци: 3.001 Судије: Аре Халико Петр Пастушек Александар Романов |  |

| 8. новембар 2015 18:30 | Детаљи | ВИТА                                                                        | 76 : 104 | УНИКС                                                                  | Тбилиси спортска палата, Тбилиси Гледаоци: 300 Судије: Јурис Кокаинис Владислав Исаченко Андреј Шарапа |  |
| 8. новембар 2015 18:30 | Детаљи | Четвртине: 13:26, 22:20, 27:22, 14:36                                       |          |                                                                        | Тбилиси спортска палата, Тбилиси Гледаоци: 300 Судије: Јурис Кокаинис Владислав Исаченко Андреј Шарапа |  |
| 8. новембар 2015 18:30 | Детаљи | Поени: Дарије Картер 23 Скокови: Пјериа Хенри 7 Асистенције: Пјериа Хенри 8 |          | Кит Лангфорд 36 Валериј Лиходеј, Латавиус Вилијамс по 9 Кит Лангфорд 9 | Тбилиси спортска палата, Тбилиси Гледаоци: 300 Судије: Јурис Кокаинис Владислав Исаченко Андреј Шарапа |  |

| 8. новембар 2015 19:10 | Детаљи | Јенисеј                                                                        | 88 : 64 | Бизонс                                     | Спортска палата Иван Јаригин, Краснојарск Гледаоци: 2.500 Судије: Оскар Лучис Пјотр Ивашков Рајн Пенарди |  |
| 8. новембар 2015 19:10 | Детаљи | Четвртине: 27:12, 16:24, 24:14, 21:14                                          |         |                                            | Спортска палата Иван Јаригин, Краснојарск Гледаоци: 2.500 Судије: Оскар Лучис Пјотр Ивашков Рајн Пенарди |  |
| 8. новембар 2015 19:10 | Детаљи | Поени: Павел Спиридонов 17 Скокови: Ди Џеј Кенеди 7 Асистенције: Тони Тејлор 5 |         | Илари Сепеле 14 Џастин Џексон 14 Пол Хил 8 | Спортска палата Иван Јаригин, Краснојарск Гледаоци: 2.500 Судије: Оскар Лучис Пјотр Ивашков Рајн Пенарди |  |

| 9. новембар 2015 20:00 | Детаљи | Локомотива Кубањ                                                              | 65 : 77 | ЦСКА                                                  | «Баскет хол арена», Краснодар Гледаоци: 5.490 Судије: Апостолос Калпакас Урош Обркнежевић Иља Путенко |  |
| 9. новембар 2015 20:00 | Детаљи | Четвртине: 17:17, 11:22, 21:15, 16:23                                         |         |                                                       | «Баскет хол арена», Краснодар Гледаоци: 5.490 Судије: Апостолос Калпакас Урош Обркнежевић Иља Путенко |  |
| 9. новембар 2015 20:00 | Детаљи | Поени: Виктор Клавер 14 Скокови: Виктор Клавер 6 Асистенције: Крис Синглтон 4 |         | Милош Теодосић 22 Андреј Воронцевич 7 Три играча по 3 | «Баскет хол арена», Краснодар Гледаоци: 5.490 Судије: Апостолос Калпакас Урош Обркнежевић Иља Путенко |  |

## 8. коло
| 14. новембар 2015 15:30 | Детаљи | Астана                                                                  | 92 : 93 | Цмоки-Минск                                        | Сарјарка велодром, Астана Гледаоци: 1.726 Судије: Борис Шуљга Алексеј Давидов Алексеј Чудин |  |
| 14. новембар 2015 15:30 | Детаљи | Четвртине: 16:21, 9:14, 25:26, 27:16, 15:16                             |         |                                                    | Сарјарка велодром, Астана Гледаоци: 1.726 Судије: Борис Шуљга Алексеј Давидов Алексеј Чудин |  |
| 14. новембар 2015 15:30 | Детаљи | Поени: Кенет Хејз 23 Скокови: Пет Калатес 12 Асистенције: Кенет Хејз 13 |         | Ентони Хиљиард 37 Иван Мараш 13 Бранко Мирковић 12 | Сарјарка велодром, Астана Гледаоци: 1.726 Судије: Борис Шуљга Алексеј Давидов Алексеј Чудин |  |

| 14. новембар 2015 16:00 | Детаљи | Бизонс                                                                               | 62 : 83 | Зенит                                          | Спортска хала Лоима, Лоима Гледаоци: 547 Судије: Томас Травицки Александар Сирица Мартинш Козловскис |  |
| 14. новембар 2015 16:00 | Детаљи | Четвртине: 19:21, 15:21, 20:20, 8:21                                                 |         |                                                | Спортска хала Лоима, Лоима Гледаоци: 547 Судије: Томас Травицки Александар Сирица Мартинш Козловскис |  |
| 14. новембар 2015 16:00 | Детаљи | Поени: Тука Коти 15 Скокови: Тука Коти, Роналд Кларк по 4 Асистенције: Мартин Зено 4 |         | Артјом Вихров 21 Кајл Лендри 7 Артјом Вихров 5 | Спортска хала Лоима, Лоима Гледаоци: 547 Судије: Томас Травицки Александар Сирица Мартинш Козловскис |  |

| 14. новембар 2015 17:00 | Детаљи | Автодор                                                                   | 86 : 74 | ВЕФ                                                                 | ПС «Кристал», Саратов Гледаоци: 3.500 Судије: Сергеј Чајковскиј Пјотр Ивашков Евгениј Михејев |  |
| 14. новембар 2015 17:00 | Детаљи | Четвртине: 31:18, 17:17, 14:16, 24:23                                     |         |                                                                     | ПС «Кристал», Саратов Гледаоци: 3.500 Судије: Сергеј Чајковскиј Пјотр Ивашков Евгениј Михејев |  |
| 14. новембар 2015 17:00 | Детаљи | Поени: Џеф Брукс 17 Скокови: Џереми Чапел 14 Асистенције: Денис Лукашов 6 |         | Китон Нанкивил 21 Марекс Мејерис, Китон Нанкивил по 5 Кенет Смит 12 | ПС «Кристал», Саратов Гледаоци: 3.500 Судије: Сергеј Чајковскиј Пјотр Ивашков Евгениј Михејев |  |

| 14. новембар 2015 17:00 | Детаљи | Красни октјабр                                                                   | 96 : 88 | Нимбурк                                       | Гледаоци: 736 Судије: Арнис Озолс Игор Драгојевић Рајн Перанди |  |
| 14. новембар 2015 17:00 | Детаљи | Четвртине: 18:14, 25:22, 23:29, 19:20, 11:3                                      |         |                                               | Гледаоци: 736 Судије: Арнис Озолс Игор Драгојевић Рајн Перанди |  |
| 14. новембар 2015 17:00 | Детаљи | Поени: Џаџуан Џонсон 25 Скокови: Дмитриј Соколов 12 Асистенције: Ди Џеј Купер 14 |         | Војцех Грубан 22 Петр Бенда 10 Мајкл Диксон 7 | Гледаоци: 736 Судије: Арнис Озолс Игор Драгојевић Рајн Перанди |  |

| 15. новембар 2015 19:10 | Детаљи | Јенисеј                                                                      | 83 : 73 | ВИТА                                              | Спортска палата Иван Јаригин, Краснојарск Гледаоци: 1.500 Судије: Ингус Бауманис Танел Суслов Станислав Кучера |  |
| 15. новембар 2015 19:10 | Детаљи | Четвртине: 17:10, 23:22, 21:16, 22:25                                        |         |                                                   | Спортска палата Иван Јаригин, Краснојарск Гледаоци: 1.500 Судије: Ингус Бауманис Танел Суслов Станислав Кучера |  |
| 15. новембар 2015 19:10 | Детаљи | Поени: Ди Џеј Кенеди 22 Скокови: Делрој Џејмс 11 Асистенције: Делрој Џејмс 4 |         | Ираклиј Члаидзе 24 Пјериа Хенри 11 Пјериа Хенри 6 | Спортска палата Иван Јаригин, Краснојарск Гледаоци: 1.500 Судије: Ингус Бауманис Танел Суслов Станислав Кучера |  |

| 16. новембар 2015 19:00 | Детаљи | ЦСКА                                                                         | 81 : 70 | УНИКС                                          | Универзални спортски комплекс ЦСКА, Москва Гледаоци: 2.800 Судије: Мурат Бириџик Томислав Вовк Семјон Овинов |  |
| 16. новембар 2015 19:00 | Детаљи | Четвртине: 30:17, 24:12, 17:14, 10:27                                        |         |                                                | Универзални спортски комплекс ЦСКА, Москва Гледаоци: 2.800 Судије: Мурат Бириџик Томислав Вовк Семјон Овинов |  |
| 16. новембар 2015 19:00 | Детаљи | Поени: Арон Џексон 15 Скокови: Три играча по 5 Асистенције: Милош Теодосић 7 |         | Кино Колом 16 Латавиус Вилијамс 7 Кино Колом 5 | Универзални спортски комплекс ЦСКА, Москва Гледаоци: 2.800 Судије: Мурат Бириџик Томислав Вовк Семјон Овинов |  |

| 7. децембар 2015 19:30 | Детаљи | Химки                                                                        | 101 : 88 | Локомотива Кубањ                                  | «Кошаркашки центар Химки», Химки Гледаоци: 2.500 Судије: Јакуб Замојски Иља Путенко Ингус Бауманис |  |
| 7. децембар 2015 19:30 | Детаљи | Четвртине: 22:12, 20:29, 15:21, 17:12, 8:8, 19:6                             |          |                                                   | «Кошаркашки центар Химки», Химки Гледаоци: 2.500 Судије: Јакуб Замојски Иља Путенко Ингус Бауманис |  |
| 7. децембар 2015 19:30 | Детаљи | Поени: Алексеј Швед 32 Скокови: Џејмс Огастин 8 Асистенције: Алексеј Швед 12 |          | Виктор Клавер 17 Рајан Брокоф 11 Малком Делејни 5 | «Кошаркашки центар Химки», Химки Гледаоци: 2.500 Судије: Јакуб Замојски Иља Путенко Ингус Бауманис |  |

| 28. фебруар 2016 17:00 | Детаљи | Калев                                                               | 77 : 91 | Нижњи Новгород                                                     | «Саку Сурхаљ», Талин Гледаоци: 900 Судије: Арнис Озолс Јоханес Сарекоски Станислав Кучера |  |
| 28. фебруар 2016 17:00 | Детаљи | Четвртине: 27:28, 20:18, 18:24, 12:21                               |         |                                                                    | «Саку Сурхаљ», Талин Гледаоци: 900 Судије: Арнис Озолс Јоханес Сарекоски Станислав Кучера |  |
| 28. фебруар 2016 17:00 | Детаљи | Поени: Шон Кинг 28 Скокови: Шон Кинг 9 Асистенције: Три играча по 4 |         | Рашид Махалбашић, Виктор Рад по 18 Виктор Рад 12 Дмитриј Хвостов 7 | «Саку Сурхаљ», Талин Гледаоци: 900 Судије: Арнис Озолс Јоханес Сарекоски Станислав Кучера |  |

## 9. коло
| 25. октобар2015 16:00 | Детаљи | Нимбурк                                                                                             | 79 : 61 | Астана                                        | Спортски комплекс Нимбурк, Нимбурк Гледаоци: 780 Судије: Јакуб Замојски Жденко Зубак Алексеј Чудин |  |
| 25. октобар2015 16:00 | Детаљи | Четвртине: 21:9, 16:22, 20:20, 22:10                                                                |         |                                               | Спортски комплекс Нимбурк, Нимбурк Гледаоци: 780 Судије: Јакуб Замојски Жденко Зубак Алексеј Чудин |  |
| 25. октобар2015 16:00 | Детаљи | Поени: Војцех Грубан, Чејсон Рендл по 18 Скокови: Хауард Сент-Рос 11 Асистенције: Хауард Сент-Рос 6 |         | Кенет Хејз 22 Ник Канер-Медли 17 Кенет Хејз 5 | Спортски комплекс Нимбурк, Нимбурк Гледаоци: 780 Судије: Јакуб Замојски Жденко Зубак Алексеј Чудин |  |

| 15. новембар 2015 17:00 | Детаљи | Локомотива Кубањ                                                              | 92 : 69 | Нижњи Новгород                                          | «Баскет хол арена», Краснодар Гледаоци: 3.484 Судије: Томислав Вовк Борис Шуљга Аре Халико |  |
| 15. новембар 2015 17:00 | Детаљи | Четвртине: 30:14, 23:22, 23:20, 16:13                                         |         |                                                         | «Баскет хол арена», Краснодар Гледаоци: 3.484 Судије: Томислав Вовк Борис Шуљга Аре Халико |  |
| 15. новембар 2015 17:00 | Детаљи | Поени: Крис Синглтон 15 Скокови: Виктор Клавер 10 Асистенције: Рајан Брокоф 5 |         | Андреј Кирдјачкин 13 Владимир Ивлев 8 Дмитриј Хвостов 9 | «Баскет хол арена», Краснодар Гледаоци: 3.484 Судије: Томислав Вовк Борис Шуљга Аре Халико |  |

| 21. новембар 2015 17:00 | Детаљи | Красни октјабр                                                                    | 83 : 95 | Калев                                      | «Палата спортова Волгоград», Волгоград Гледаоци: 813 Судије: Роберт Виклицки Марек Малишевски Евгениј Михејев |  |
| 21. новембар 2015 17:00 | Детаљи | Четвртине: 21:21, 18:25, 19:26, 25:23                                             |         |                                            | «Палата спортова Волгоград», Волгоград Гледаоци: 813 Судије: Роберт Виклицки Марек Малишевски Евгениј Михејев |  |
| 21. новембар 2015 17:00 | Детаљи | Поени: Џаџуан Џонсон 26 Скокови: Вјачеслав Зајцев 10 Асистенције: Ди Џеј Купер 11 |         | Роландас Фреиманис 27 Џош Бун 9 Стен Сок 8 | «Палата спортова Волгоград», Волгоград Гледаоци: 813 Судије: Роберт Виклицки Марек Малишевски Евгениј Михејев |  |

| 22. новембар 2015 13:00 | Детаљи | УНИКС                                                                                | 82 : 78 | Химки                                          | Баскет хол Казањ, Казањ Гледаоци: 3.000 Судије: Томас Травицки Иља Путенко Александар Романов |  |
| 22. новембар 2015 13:00 | Детаљи | Четвртине: 14:15, 18:21, 23:17, 27:25                                                |         |                                                | Баскет хол Казањ, Казањ Гледаоци: 3.000 Судије: Томас Травицки Иља Путенко Александар Романов |  |
| 22. новембар 2015 13:00 | Детаљи | Поени: Кит Лангфорд 34 Скокови: Костас Кајмакоглу 8 Асистенције: Костас Кајмакоглу 5 |         | Тајрис Рајс 17 Тајлер Ханикат 10 Тајрис Рајс 5 | Баскет хол Казањ, Казањ Гледаоци: 3.000 Судије: Томас Травицки Иља Путенко Александар Романов |  |

| 22. новембар 2015 18:00 | Детаљи | Зенит                                                                             | 101 : 50 | ВИТА                                                  | Сибур арена, Санкт Петербург Гледаоци: 2.601 Судије: Оскар Лучис Војцех Лишка Евгениј Михејев |  |
| 22. новембар 2015 18:00 | Детаљи | Четвртине: 21:9, 23:11, 19:16, 38:14                                              |          |                                                       | Сибур арена, Санкт Петербург Гледаоци: 2.601 Судије: Оскар Лучис Војцех Лишка Евгениј Михејев |  |
| 22. новембар 2015 18:00 | Детаљи | Поени: Павел Антипов 16 Скокови: Кајл Лендри 10 Асистенције: Григориј Мотовилов 7 |          | Пјериа Хенри 15 Константин Аникиенко 8 Пјериа Хенри 5 | Сибур арена, Санкт Петербург Гледаоци: 2.601 Судије: Оскар Лучис Војцех Лишка Евгениј Михејев |  |

| 23. новембар 2015 18:30 | Детаљи | Бизонс                                                                             | 83 : 82 | ВЕФ                                                  | Спортска хала Лоима, Лоима Гледаоци: 550 Судије: Миливоје Јовичић Јакуб Замојски Алексеј Чудин |  |
| 23. новембар 2015 18:30 | Детаљи | Четвртине: 16:27, 16:22, 30:16, 21:17                                              |         |                                                      | Спортска хала Лоима, Лоима Гледаоци: 550 Судије: Миливоје Јовичић Јакуб Замојски Алексеј Чудин |  |
| 23. новембар 2015 18:30 | Детаљи | Поени: Роналд Кларк 17 Скокови: Мартин Зено, Тука Коти по 8 Асистенције: Пол Хил 8 |         | Јанис Берзињш 17 Марекс Мејерис 10 Лудвиг Хакансон 4 | Спортска хала Лоима, Лоима Гледаоци: 550 Судије: Миливоје Јовичић Јакуб Замојски Алексеј Чудин |  |

| 26. децембар 2015 18:00 | Детаљи | ЦСКА                                                                             | 94 : 64 | Јенисеј                                                      | Универзални спортски комплекс ЦСКА, Москва Гледаоци: 1.500 Судије: Антон Махлин Семјон Овинов Алексеј Давидов |  |
| 26. децембар 2015 18:00 | Детаљи | Четвртине: 29:25, 30:17, 22:9, 13:13                                             |         |                                                              | Универзални спортски комплекс ЦСКА, Москва Гледаоци: 1.500 Судије: Антон Махлин Семјон Овинов Алексеј Давидов |  |
| 26. децембар 2015 18:00 | Детаљи | Поени: Три играча по 14 Скокови: Никита Курбанов 7 Асистенције: Милош Теодосић 8 |         | Тони Тејлор 15 Делрој Џејмс 6 Делрој Џејмс, Тони Тејлор по 3 | Универзални спортски комплекс ЦСКА, Москва Гледаоци: 1.500 Судије: Антон Махлин Семјон Овинов Алексеј Давидов |  |

| 10. март 2016 19:00 | Детаљи | Цмоки-Минск                                                            | 83 : 106 | Автодор                                                   | «Минск арена», Минск Гледаоци: 540 Судије: Петри Ментиле Сергеј Чајковскиј Ираклиј Беришвили |  |
| 10. март 2016 19:00 | Детаљи | Четвртине: 20:32, 26:20, 20:25, 17:29                                  |          |                                                           | «Минск арена», Минск Гледаоци: 540 Судије: Петри Ментиле Сергеј Чајковскиј Ираклиј Беришвили |  |
| 10. март 2016 19:00 | Детаљи | Поени: Џастин Греј 28 Скокови: Иван Мараш 9 Асистенције: Џастин Греј 8 |          | Пол Стол 23 Травис Питерсон 7 Пол Стол, Џереми Чапел по 6 | «Минск арена», Минск Гледаоци: 540 Судије: Петри Ментиле Сергеј Чајковскиј Ираклиј Беришвили |  |

## 10. коло
| 28. новембар 2015 16:00 | Детаљи | Автодор                                                                       | 92 : 84 | Нимбурк                                                    | ПС «Кристал», Саратов Гледаоци: 3000 Судије: Саша Маричић Здравко Рутешић Танел Суслов |  |
| 28. новембар 2015 16:00 | Детаљи | Четвртине: 29:22, 15:29, 27:15, 21:18                                         |         |                                                            | ПС «Кристал», Саратов Гледаоци: 3000 Судије: Саша Маричић Здравко Рутешић Танел Суслов |  |
| 28. новембар 2015 16:00 | Детаљи | Поени: Травис Питерсон 17 Скокови: Артјом Клименко 10 Асистенције: Пол Стол 7 |         | Чејсон Рандл 28 Петр Бенда, Мартин Криж по 6 Мартин Криж 4 | ПС «Кристал», Саратов Гледаоци: 3000 Судије: Саша Маричић Здравко Рутешић Танел Суслов |  |

| 28. новембар 2015 18:00 | Детаљи | УНИКС                                                                        | 102 : 68 | Нижњи Новгород                                                                         | Баскет хол Казањ, Казањ Гледаоци: 3.200 Судије: Милош Кољеншић Семјон Овинов Петри Ментиле |  |
| 28. новембар 2015 18:00 | Детаљи | Четвртине: 28:23, 17:15, 27:15, 30:15                                        |          |                                                                                        | Баскет хол Казањ, Казањ Гледаоци: 3.200 Судије: Милош Кољеншић Семјон Овинов Петри Ментиле |  |
| 28. новембар 2015 18:00 | Детаљи | Поени: Кино Колом 19 Скокови: Артем Параховскиј 8 Асистенције: Кино Колом 10 |          | Виктор Рад 15 Каспарс Берзињш, Владимир Ивлев по 6 Иван Стребков, Дмитриј Хвостов по 3 | Баскет хол Казањ, Казањ Гледаоци: 3.200 Судије: Милош Кољеншић Семјон Овинов Петри Ментиле |  |

| 29. новембар 2015 16:00 | Детаљи | Астана                                                                          | 81 : 74 | Красни октјабр                                                                  | Сарјарка велодром, Астана Гледаоци: 845 Судије: Александар Глишић Дариуш Шчерба Пјотр Ивашков |  |
| 29. новембар 2015 16:00 | Детаљи | Четвртине: 28:21, 6:14, 23:20, 24:19                                            |         |                                                                                 | Сарјарка велодром, Астана Гледаоци: 845 Судије: Александар Глишић Дариуш Шчерба Пјотр Ивашков |  |
| 29. новембар 2015 16:00 | Детаљи | Поени: Ник Канер-Медли 29 Скокови: Антон Пономарев 9 Асистенције: Џери Џонсон 9 |         | Василиј Заворујев, Вјачеслав Зајцев по 16 Дмитриј Коршаков 9 Андреј Матејунас 6 | Сарјарка велодром, Астана Гледаоци: 845 Судије: Александар Глишић Дариуш Шчерба Пјотр Ивашков |  |

| 29. новембар 2015 19:00 | Детаљи | ЦСКА                                                                        | 113 : 77 | Зенит                                            | Универзални спортски комплекс ЦСКА, Москва Гледаоци: 3.700 Судије: Петри Ментиле Милош Кољеншић Ерсан Картал |  |
| 29. новембар 2015 19:00 | Детаљи | Четвртине: 30:12, 20:24, 36:24, 27:17                                       |          |                                                  | Универзални спортски комплекс ЦСКА, Москва Гледаоци: 3.700 Судије: Петри Ментиле Милош Кољеншић Ерсан Картал |  |
| 29. новембар 2015 19:00 | Детаљи | Поени: Нандо де Коло 20 Скокови: Кајл Хајнс 8 Асистенције: Милош Теодосић 7 |          | Зебиан Додел 17 Јевгениј Валиев 5 Зебиан Додел 3 | Универзални спортски комплекс ЦСКА, Москва Гледаоци: 3.700 Судије: Петри Ментиле Милош Кољеншић Ерсан Картал |  |

| 29. новембар 2015 17:00 | Детаљи | Химки | 108 : 92 | Јенисеј                                        | «Кошаркашки центар Химки», Химки Гледаоци: 1.500 Судије: Антон Махлин Сергеј Михаилов Антон Круглов |  |
| 29. новембар 2015 17:00 | Детаљи | Четвртине: 33:28, 32:25, 25:27, 18:12                                                                               |          |                                                | «Кошаркашки центар Химки», Химки Гледаоци: 1.500 Судије: Антон Махлин Сергеј Михаилов Антон Круглов |  |
| 29. новембар 2015 17:00 | Детаљи | Поени: Тајлер Ханикат, Алексеј Швед по 17 Скокови: Станислав Иљницкиј 6 Асистенције: Тајрис Рајс, Алексеј Швед по 9 |          | Делрој Џејмс 25 Делрој Џејмс 7 Ди Џеј Кенеди 6 | «Кошаркашки центар Химки», Химки Гледаоци: 1.500 Судије: Антон Махлин Сергеј Михаилов Антон Круглов |  |

| 29. новембар 2015 18:30 | Детаљи | ВИТА                                                                                            | 69 : 99 | ВЕФ                                                  | Тбилиси спортска палата, Тбилиси Гледаоци: 110 Судије: Иља Путенко Сергеј Бељаков Алексеј Чудин |  |
| 29. новембар 2015 18:30 | Детаљи | Четвртине: 21:18, 18:28, 12:24, 18:29                                                           |         |                                                      | Тбилиси спортска палата, Тбилиси Гледаоци: 110 Судије: Иља Путенко Сергеј Бељаков Алексеј Чудин |  |
| 29. новембар 2015 18:30 | Детаљи | Поени: Константин Аникиенко 22 Скокови: Константин Аникиенко 8 Асистенције: Мераб Боколишвили 3 |         | Мартињш Мејерс 17 Лудвиг Хакансон 9 Китон Нанкивил 9 | Тбилиси спортска палата, Тбилиси Гледаоци: 110 Судије: Иља Путенко Сергеј Бељаков Алексеј Чудин |  |

| 30. новембар 2015 18:30 | Детаљи | Бизонс                                                            | 76 : 73 | Цмоки-Минск                               | Спортска хала Лоима, Лоима Гледаоци: 663 Судије: Олег Латишев Сергеј Круг Алексеј Давидов |  |
| 30. новембар 2015 18:30 | Детаљи | Четвртине: 14:18, 19:20, 21:18, 22:17                             |         |                                           | Спортска хала Лоима, Лоима Гледаоци: 663 Судије: Олег Латишев Сергеј Круг Алексеј Давидов |  |
| 30. новембар 2015 18:30 | Детаљи | Поени: Пол Хил 18 Скокови: Ике Удано 7 Асистенције: Мартин Зено 6 |         | Иван Мараш 23 Џастин Греј 8 Џастин Греј 4 | Спортска хала Лоима, Лоима Гледаоци: 663 Судије: Олег Латишев Сергеј Круг Алексеј Давидов |  |

| 30. новембар 2015 18:30 | Детаљи | Калев                                                                             | 71 : 89 | Локомотива Кубањ                                                    | Саку Сурхаљ, Талин Гледаоци: 1.000 Судије: Срђан Дозај Јоханес Сарекоски Николај Амбросов |  |
| 30. новембар 2015 18:30 | Детаљи | Четвртине: 18:22, 29:19, 10:28, 14:20                                             |         |                                                                     | Саку Сурхаљ, Талин Гледаоци: 1.000 Судије: Срђан Дозај Јоханес Сарекоски Николај Амбросов |  |
| 30. новембар 2015 18:30 | Детаљи | Поени: Џош Бун 16 Скокови: Џош Бун 8 Асистенције: Рајан Вајдеман, Ерик Кедус по 5 |         | Виктор Клавер 21 Виктор Клавер 10 Рајан Брокоф, Малком Делејни по 4 | Саку Сурхаљ, Талин Гледаоци: 1.000 Судије: Срђан Дозај Јоханес Сарекоски Николај Амбросов |  |

## 11. коло
| 5. децембар 2015 16:00 | Детаљи | Цмоки-Минск                                                              | 94 : 74 | ВИТА                                                                | «Минск арена», Минск Гледаоци: 1.500 Судије: Антон Махлин Алексеј Чудин Мартинш Козловскис |  |
| 5. децембар 2015 16:00 | Детаљи | Четвртине: 16:15, 29:22, 23:12, 26:25                                    |         |                                                                     | «Минск арена», Минск Гледаоци: 1.500 Судије: Антон Махлин Алексеј Чудин Мартинш Козловскис |  |
| 5. децембар 2015 16:00 | Детаљи | Поени: Виталиј Љутич 23 Скокови: Иван Мараш 8 Асистенције: Џастин Греј 4 |         | Ираклиј Члаидзе 16 Пјериа Хенри, Леван Шенгелиа по 8 Пјериа Хенри 4 | «Минск арена», Минск Гледаоци: 1.500 Судије: Антон Махлин Алексеј Чудин Мартинш Козловскис |  |

| 6. децембар 2015 16:00 | Детаљи | Астана                                                                                  | 93 : 131 | Автодор                                                  | Сарјарка велодром, Астана Гледаоци: 462 Судије: Јакуб Замојски Ингус Бауманис Андреј Шарапа |  |
| 6. децембар 2015 16:00 | Детаљи | Четвртине: 27:37, 19:34, 14:27, 33:33                                                   |          |                                                          | Сарјарка велодром, Астана Гледаоци: 462 Судије: Јакуб Замојски Ингус Бауманис Андреј Шарапа |  |
| 6. децембар 2015 16:00 | Детаљи | Поени: Кенет Хејз 14 Скокови: Три играча по 4 Асистенције: Пет Калатес, Кенет Хејз по 6 |          | Пол Стол 24 Три играча по 5 Денис Лукашов, Пол Стол по 8 | Сарјарка велодром, Астана Гледаоци: 462 Судије: Јакуб Замојски Ингус Бауманис Андреј Шарапа |  |

| 6. децембар 2015 16:00 | Детаљи | Нимбурк                                                                    | 87 : 59 | Бизонс                                   | Спортска хала Нимбурк, Нимбурк Гледаоци: 825 Судије: Томислав Хордов Семјон Овинов Александар Романов |  |
| 6. децембар 2015 16:00 | Детаљи | Четвртине: 21:9, 25:14, 21:20, 20:16                                       |         |                                          | Спортска хала Нимбурк, Нимбурк Гледаоци: 825 Судије: Томислав Хордов Семјон Овинов Александар Романов |  |
| 6. децембар 2015 16:00 | Детаљи | Поени: Чејсон Рендл 16 Скокови: Максим де Зеув 9 Асистенције: Јиржи Велш 7 |         | Џејкоб Бурчи 28 Роналд Кларк 7 Пол Хил 6 | Спортска хала Нимбурк, Нимбурк Гледаоци: 825 Судије: Томислав Хордов Семјон Овинов Александар Романов |  |

| 6. децембар 2015 18:00 | Детаљи | УНИКС                                                                  | 96 : 75 | Калев                                            | Баскет хол Казањ, Казањ Гледаоци: 3.000 Судије: Александар Глишић Пётр Ивашков Петр Груша |  |
| 6. децембар 2015 18:00 | Детаљи | Четвртине: 24:16, 30:10, 22:20, 20:29                                  |         |                                                  | Баскет хол Казањ, Казањ Гледаоци: 3.000 Судије: Александар Глишић Пётр Ивашков Петр Груша |  |
| 6. децембар 2015 18:00 | Детаљи | Поени: Кит Лангфорд 17 Скокови: Кино Колом 9 Асистенције: Кино Колом 9 |         | Роландас Фреиманис 24 Џош Бун 13 Мартин Дорбек 8 | Баскет хол Казањ, Казањ Гледаоци: 3.000 Судије: Александар Глишић Пётр Ивашков Петр Груша |  |

| 6. децембар 2015 19:10 | Детаљи | Јенисеј                                                                    | 103 : 96 | Нижњи Новгород                                                          | Спортска палата Иван Јаригин, Краснојарск Гледаоци: 2.200 Судије: Иља Путенко Јевгениј Ветров Јуриј Зинкевич |  |
| 6. децембар 2015 19:10 | Детаљи | Четвртине: 23:27, 26:23, 26:29, 28:17                                      |          |                                                                         | Спортска палата Иван Јаригин, Краснојарск Гледаоци: 2.200 Судије: Иља Путенко Јевгениј Ветров Јуриј Зинкевич |  |
| 6. децембар 2015 19:10 | Детаљи | Поени: Делрој Џејмс 23 Скокови: Делрој Џејмс 7 Асистенције: Делрој Џејмс 6 |          | Рашид Махалбашић 22 Рашид Махалбашић 8 Виктор Рад, Дмитриј Хвостов по 5 | Спортска палата Иван Јаригин, Краснојарск Гледаоци: 2.200 Судије: Иља Путенко Јевгениј Ветров Јуриј Зинкевич |  |

| 7. децембар 2015 19:30 | Детаљи | ВЕФ                                                                                  | 77 : 92 | ЦСКА                                             | «Арена Рига», Рига Гледаоци: 1.200 Судије: Халико Јосип Радојковић Дариуш Шчерба |  |
| 7. децембар 2015 19:30 | Детаљи | Четвртине: 25:26, 21:30, 11:16, 20:20                                                |         |                                                  | «Арена Рига», Рига Гледаоци: 1.200 Судије: Халико Јосип Радојковић Дариуш Шчерба |  |
| 7. децембар 2015 19:30 | Детаљи | Поени: Мартињш Мејерс 23 Скокови: Артурс Стрелниекс 8 Асистенције: Франциско Круз 10 |         | Нандо де Коло 16 Кори Хигинс 5 Милош Теодосић 10 | «Арена Рига», Рига Гледаоци: 1.200 Судије: Халико Јосип Радојковић Дариуш Шчерба |  |

| 18. фебруар 2016 19:00 | Детаљи | Зенит                                                                         | 72 : 103 | Химки                                       | Сибур арена, Санкт Петербург Гледаоци: 4.150 Судије: Илија Белошевић Сергеј Михаилов Сергеј Круг |  |
| 18. фебруар 2016 19:00 | Детаљи | Четвртине: 11:32, 20:29, 16:20, 25:22                                         |          |                                             | Сибур арена, Санкт Петербург Гледаоци: 4.150 Судије: Илија Белошевић Сергеј Михаилов Сергеј Круг |  |
| 18. фебруар 2016 19:00 | Детаљи | Поени: Зебиан Додел 15 Скокови: Каспарс Берзињш 7 Асистенције: Зебиан Додел 5 |          | Џош Бун 26 Тајлер Ханикат 10 Тајрис Рајс 11 | Сибур арена, Санкт Петербург Гледаоци: 4.150 Судије: Илија Белошевић Сергеј Михаилов Сергеј Круг |  |

| 18. фебруар 2016 18:00 | Детаљи | Красни октјабр                                                                                       | 77 : 89 | Локомотива Кубањ                                    | Спортска палата Криљатско, Москва Гледаоци: 210 Судије: Иља Путенко Александар Романов Станислав Валејев |  |
| 18. фебруар 2016 18:00 | Детаљи | Четвртине: 21:28, 17:14, 20:25, 19:22                                                                |         |                                                     | Спортска палата Криљатско, Москва Гледаоци: 210 Судије: Иља Путенко Александар Романов Станислав Валејев |  |
| 18. фебруар 2016 18:00 | Детаљи | Поени: Екене Ибекве 22 Скокови: Екене Ибекве 10 Асистенције: Василиј Заворуев, Андреј Матејунас по 3 |         | Ентони Рандолф 23 Ентони Рандолф 9 Донтеј Дрејпер 7 | Спортска палата Криљатско, Москва Гледаоци: 210 Судије: Иља Путенко Александар Романов Станислав Валејев |  |

## 12. коло
| 13. децембар 2015 18:30 | Детаљи | Вита | 59 : 119 | Нимбурк                                           | Тбилиси спортска палата, Тбилиси Гледаоци: 130 Судије: Сергеј Чебишев Сергеј Бељаков Јевгениј Ветров |  |
| 13. децембар 2015 18:30 | Детаљи | Четвртине: 17:37, 12:24, 15:32, 15:26                                                                          |          |                                                   | Тбилиси спортска палата, Тбилиси Гледаоци: 130 Судије: Сергеј Чебишев Сергеј Бељаков Јевгениј Ветров |  |
| 13. децембар 2015 18:30 | Детаљи | Поени: Ираклиј Члаидзе 20 Скокови: Константин Аникиенко 9 Асистенције: Мераб Боколишвили, Ираклиј Члаидзе по 3 |          | Максим де Зеув 16 Мартин Криж 8 Хауард Сент-Рос 6 | Тбилиси спортска палата, Тбилиси Гледаоци: 130 Судије: Сергеј Чебишев Сергеј Бељаков Јевгениј Ветров |  |

| 13. децембар 2015 16:00 | Детаљи | Бизонс                                                                                | 81 : 75 | Астана                                         | Спортска хала Лоима, Лоима Гледаоци: 787 Судије: Антон Махлин Танел Суслов Алексеј Чудин |  |
| 13. децембар 2015 16:00 | Детаљи | Четвртине: 24:16, 27:18, 14:22, 16:19                                                 |         |                                                | Спортска хала Лоима, Лоима Гледаоци: 787 Судије: Антон Махлин Танел Суслов Алексеј Чудин |  |
| 13. децембар 2015 16:00 | Детаљи | Поени: Мартин Зено 30 Скокови: Пет играча по 5 Асистенције: Мартин Зено, Пол Хил по 4 |         | Кенет Хејз 19 Ник Канер-Медли 12 Пет Калатес 2 | Спортска хала Лоима, Лоима Гледаоци: 787 Судије: Антон Махлин Танел Суслов Алексеј Чудин |  |

| 13. децембар 2015 16:00 | Детаљи | Локомотива Кубањ                                                                | 56 : 58 | УНИКС                                                                 | «Баскет хол арена», Краснодар Гледаоци: 3.351 Судије: Олег Латишев Семјон Овинов Алексеј Давидов |  |
| 13. децембар 2015 16:00 | Детаљи | Четвртине: 9:12, 9:12, 15:20, 23:14                                             |         |                                                                       | «Баскет хол арена», Краснодар Гледаоци: 3.351 Судије: Олег Латишев Семјон Овинов Алексеј Давидов |  |
| 13. децембар 2015 16:00 | Детаљи | Поени: Малком Делејни 18 Скокови: Виктор Клавер 8 Асистенције: Донтеј Дрејпер 5 |         | Кит Лангфорд 20 Костас Кајмакоглу 14 Кино Колом, Антон Понкрашов по 4 | «Баскет хол арена», Краснодар Гледаоци: 3.351 Судије: Олег Латишев Семјон Овинов Алексеј Давидов |  |

| 13. децембар 2015 18:00 | Детаљи | ЦСКА                                                                                               | 92 : 48 | Цмоки-Минск                                   | Универзални спортски комплекс ЦСКА, Москва Гледаоци: 2.000 Судије: Роберт Виклицки Арнис Озолс Рајн Пенарди |  |
| 13. децембар 2015 18:00 | Детаљи | Четвртине: 15:19, 28:7, 28:9, 21:13                                                                |         |                                               | Универзални спортски комплекс ЦСКА, Москва Гледаоци: 2.000 Судије: Роберт Виклицки Арнис Озолс Рајн Пенарди |  |
| 13. децембар 2015 18:00 | Детаљи | Поени: Нандо де Коло 17 Скокови: Никита Курбанов 9 Асистенције: Нандо де Коло, Милош Теодосић по 6 |         | Иван Мараш 13 Иван Мараш 13 Бранко Мирковић 6 | Универзални спортски комплекс ЦСКА, Москва Гледаоци: 2.000 Судије: Роберт Виклицки Арнис Озолс Рајн Пенарди |  |

| 13. децембар 2015 17:00 | Детаљи | Калев                                                         | 80 : 70 | Јенисеј                                       | «Саку Сурхаљ», Талин Гледаоци: 1.200 Судије: Сергеј Зашчук Петри Ментиле Томислав Вовк |  |
| 13. децембар 2015 17:00 | Детаљи | Четвртине: 17:22, 14:11, 21:14, 28:23                         |         |                                               | «Саку Сурхаљ», Талин Гледаоци: 1.200 Судије: Сергеј Зашчук Петри Ментиле Томислав Вовк |  |
| 13. децембар 2015 17:00 | Детаљи | Поени: Џош Бун 23 Скокови: Џош Бун 20 Асистенције: Стен Сок 8 |         | Тони Тејлор 15 Делрој Џејмс 9 Денис Захаров 4 | «Саку Сурхаљ», Талин Гледаоци: 1.200 Судије: Сергеј Зашчук Петри Ментиле Томислав Вовк |  |

| 13. децембар 2015 18:00 | Детаљи | Нижњи Новгород                                                             | 84 : 88 | Зенит                                          | Палата спортова Нижњи Новгород, Нижњи Новгород Гледаоци: 1.500 Судије: Аре Халико Томислав Хордов Сергеј Михаилов |  |
| 13. децембар 2015 18:00 | Детаљи | Четвртине: 19:26, 17:25, 22:19, 26:18                                      |         |                                                | Палата спортова Нижњи Новгород, Нижњи Новгород Гледаоци: 1.500 Судије: Аре Халико Томислав Хордов Сергеј Михаилов |  |
| 13. децембар 2015 18:00 | Детаљи | Поени: Виктор Рад 22 Скокови: Виктор Рад 13 Асистенције: Дмитриј Хвостов 5 |         | Рајан Тулсон 23 Павел Антипов 6 Рајан Тулсон 7 | Палата спортова Нижњи Новгород, Нижњи Новгород Гледаоци: 1.500 Судије: Аре Халико Томислав Хордов Сергеј Михаилов |  |

| 14. децембар 2015 19:00 | Детаљи | Красни октјабр | 85 : 102 | Автодор                                      | Спортска палата Криљатско, Москва Гледаоци: 162 Судије: Иља Путенко Сергеј Круг Александар Романов |  |
| 14. децембар 2015 19:00 | Детаљи | Четвртине: 18:23, 21:25, 23:22, 23:32                                                                                          |          |                                              | Спортска палата Криљатско, Москва Гледаоци: 162 Судије: Иља Путенко Сергеј Круг Александар Романов |  |
| 14. децембар 2015 19:00 | Детаљи | Поени: Вјачеслав Зајцев, Дмитриј Соколов по 19 Скокови: Дмитриј Соколов 7 Асистенције: Вјачеслав Зајцев, Андреј Матејунас по 5 |          | Травис Питерсон 24 Џереми Чапел 6 Пол Стол 6 | Спортска палата Криљатско, Москва Гледаоци: 162 Судије: Иља Путенко Сергеј Круг Александар Романов |  |

| 14. децембар 2015 19:30 | Детаљи | Химки                                                                             | 104 : 93 | ВЕФ                                                                    | «Кошаркашки центар Химки», Химки Гледаоци: 1.100 Судије: Роберт Виклицки Томислав Вовк Томислав Хордов |  |
| 14. децембар 2015 19:30 | Детаљи | Четвртине: 24:21, 23:19, 27:27, 30:26                                             |          |                                                                        | «Кошаркашки центар Химки», Химки Гледаоци: 1.100 Судије: Роберт Виклицки Томислав Вовк Томислав Хордов |  |
| 14. децембар 2015 19:30 | Детаљи | Поени: Петери Копонен 25 Скокови: Марко Тодоровић 8 Асистенције: Петери Копонен 5 |          | Франциско Круз 35 Јанис Берзињш, Ричмондс Вилде по 6 Лудвиг Хакансон 6 | «Кошаркашки центар Химки», Химки Гледаоци: 1.100 Судије: Роберт Виклицки Томислав Вовк Томислав Хордов |  |

## 13. коло
| 4. октобар2015 17:00 | Детаљи | ВЕФ                                                                               | 75 : 87 | Нижњи Новгород                                      | «Арена Рига», Рига Гледаоци: 2.300 Судије: Томислав Хордов Андреј Шарапа Рајн Пенарди |  |
| 4. октобар2015 17:00 | Детаљи | Четвртине: 25:20, 16:27, 19:17, 15:23                                             |         |                                                     | «Арена Рига», Рига Гледаоци: 2.300 Судије: Томислав Хордов Андреј Шарапа Рајн Пенарди |  |
| 4. октобар2015 17:00 | Детаљи | Поени: Франциско Круз 18 Скокови: Китон Нанкивил 9 Асистенције: Лудвиг Хакансон 7 |         | Максим Григориев 19 Виктор Рад 6 Максим Григориев 7 | «Арена Рига», Рига Гледаоци: 2.300 Судије: Томислав Хордов Андреј Шарапа Рајн Пенарди |  |

| 19. децембар 2015 16:00 | Детаљи | Астана                                                                                       | 118 : 61 | ВИТА                                                                          | Сарјарка велодром, Астана Гледаоци: 500 Судије: Алексеј Давидов Сергеј Михаилов Владимир Драбиковскиј |  |
| 19. децембар 2015 16:00 | Детаљи | Четвртине: 33:14, 28:22, 27:12, 30:13                                                        |          |                                                                               | Сарјарка велодром, Астана Гледаоци: 500 Судије: Алексеј Давидов Сергеј Михаилов Владимир Драбиковскиј |  |
| 19. децембар 2015 16:00 | Детаљи | Поени: Пет Калатес 23 Скокови: Пет Калатес, Кирил Натјажко по 10 Асистенције: Џери Џонсон 14 |          | Мераб Боколишвили 23 Леван Шенгелиа 12 Мераб Боколишвили, Леван Шенгелиа по 2 | Сарјарка велодром, Астана Гледаоци: 500 Судије: Алексеј Давидов Сергеј Михаилов Владимир Драбиковскиј |  |

| 20. децембар 2015 14:45 | Детаљи | Цмоки-Минск                                                                | 88 : 94 | Химки                                           | «Минск арена», Минск Гледаоци: 1.850 Судије: Сергеј Чебишев Андрис Аукоргес Станислав Кучера |  |
| 20. децембар 2015 14:45 | Детаљи | Четвртине: 21:30, 20:20, 21:20, 18:10, 8:14                                |         |                                                 | «Минск арена», Минск Гледаоци: 1.850 Судије: Сергеј Чебишев Андрис Аукоргес Станислав Кучера |  |
| 20. децембар 2015 14:45 | Детаљи | Поени: Џастин Греј 22 Скокови: Герет Стак 9 Асистенције: Бранко Мирковић 5 |         | Тајрис Рајс 18 Марко Тодоровић 9 Тајрис Рајс 10 | «Минск арена», Минск Гледаоци: 1.850 Судије: Сергеј Чебишев Андрис Аукоргес Станислав Кучера |  |

| 20. децембар 2015 14:00 | Детаљи | Автодор                                                                        | 85 : 75 | Бизонс                                          | ПС «Кристал», Саратов Гледаоци: 2.300 Судије: Јурис Кокаинис Пјотр Ивашков Јевгениј Михејев |  |
| 20. децембар 2015 14:00 | Детаљи | Четвртине: 29:18, 16:20, 17:21, 23:16                                          |         |                                                 | ПС «Кристал», Саратов Гледаоци: 2.300 Судије: Јурис Кокаинис Пјотр Ивашков Јевгениј Михејев |  |
| 20. децембар 2015 14:00 | Детаљи | Поени: Травис Питерсон 18 Скокови: Травис Питерсон 10 Асистенције: Пол Стол 10 |         | Џастин Џексон 23 Џастин Џексон 13 Мартин Зено 7 | ПС «Кристал», Саратов Гледаоци: 2.300 Судије: Јурис Кокаинис Пјотр Ивашков Јевгениј Михејев |  |

| 20. децембар 2015 18:00 | Детаљи | Нимбурк                                                                                     | 66 : 86 | ЦСКА                                                | Спортска хала Нимбурка, Нимбурк Гледаоци: 2.050 Судије: Марек Цмикевич Јосип Радојковић Жденко Зубак |  |
| 20. децембар 2015 18:00 | Детаљи | Четвртине: 15:28, 11:24, 20:19, 20:15                                                       |         |                                                     | Спортска хала Нимбурка, Нимбурк Гледаоци: 2.050 Судије: Марек Цмикевич Јосип Радојковић Жденко Зубак |  |
| 20. децембар 2015 18:00 | Детаљи | Поени: Хауард Сент-Рос 18 Скокови: Мартин Криж 7 Асистенције: Јиржи Велш, Чејсон Рендл по 4 |         | Нандо де Коло 22 Никита Курбанов 13 Три играча по 3 | Спортска хала Нимбурка, Нимбурк Гледаоци: 2.050 Судије: Марек Цмикевич Јосип Радојковић Жденко Зубак |  |

| 20. децембар 2015 16:00 | Детаљи | УНИКС                                                                      | 97 : 76 | Красни октјабр                                            | Баскет хол Казањ, Казањ Гледаоци: 1.400 Судије: Антон Махлин Сергеј Бељаков Јевгениј Островскиј |  |
| 20. децембар 2015 16:00 | Детаљи | Четвртине: 29:18, 31:24, 14:15, 23:19                                      |         |                                                           | Баскет хол Казањ, Казањ Гледаоци: 1.400 Судије: Антон Махлин Сергеј Бељаков Јевгениј Островскиј |  |
| 20. децембар 2015 16:00 | Детаљи | Поени: Кино Колом 20 Скокови: Латавиус Уильямс 7 Асистенције: Кино Колом 5 |         | Дмитриј Коршаков 14 Дмитриј Коршаков 8 Андреј Матејунас 7 | Баскет хол Казањ, Казањ Гледаоци: 1.400 Судије: Антон Махлин Сергеј Бељаков Јевгениј Островскиј |  |

| 22. децембар 2015 19:10 | Детаљи | Јенисеј                                                                                   | 73 : 82 | Локомотив-Кубань                                                   | Спортска палата Иван Јаригин, Краснојарск Гледаоци: 1.100 Судије: Иља Путенко Сергеј Круг Станислав Валејев |  |
| 22. децембар 2015 19:10 | Детаљи | Четвртине: 19:18, 21:22, 22:25, 11:17                                                     |         |                                                                    | Спортска палата Иван Јаригин, Краснојарск Гледаоци: 1.100 Судије: Иља Путенко Сергеј Круг Станислав Валејев |  |
| 22. децембар 2015 19:10 | Детаљи | Поени: Тим Олбрет 24 Скокови: Делрој Џејмс 11 Асистенције: Делрој Џејмс, Тони Тејлор по 5 |         | Малком Делејни 25 Сергеј Биков, Рајан Брокоф по 6 Малком Делејни 4 | Спортска палата Иван Јаригин, Краснојарск Гледаоци: 1.100 Судије: Иља Путенко Сергеј Круг Станислав Валејев |  |

| 6. април2016 20:00 | Детаљи | Зенит                                                                       | 101 : 69 | Калев                                         | Сибур арена, Санкт Петербург Гледаоци: 1.200 Судије: Ингус Бауманис Александар Сирица Јоханес Сарекоски |  |
| 6. април2016 20:00 | Детаљи | Четвртине: 30:10, 21:26, 21:15, 29:18                                       |          |                                               | Сибур арена, Санкт Петербург Гледаоци: 1.200 Судије: Ингус Бауманис Александар Сирица Јоханес Сарекоски |  |
| 6. април2016 20:00 | Детаљи | Поени: Рајан Тулсон 31 Скокови: Три играча по 6 Асистенције: Зебиан Додел 8 |          | Рајан Вајдеман 20 Шон Кинг 7 Рајан Вајдеман 3 | Сибур арена, Санкт Петербург Гледаоци: 1.200 Судије: Ингус Бауманис Александар Сирица Јоханес Сарекоски |  |

## 14. коло
| 2. јануар 2016 17:00 | Детаљи | Красни октјабр                                                                     | 78 : 83 | Бизонс                               | Палата спортова Волгоград, Волгоград Гледаоци: 600 Судије: Олег Латишев Александар Сирица Петр Груша |  |
| 2. јануар 2016 17:00 | Детаљи | Четвртине: 17:22, 20:23, 17:18, 24:20                                              |         |                                      | Палата спортова Волгоград, Волгоград Гледаоци: 600 Судије: Олег Латишев Александар Сирица Петр Груша |  |
| 2. јануар 2016 17:00 | Детаљи | Поени: Макс Адам Конате 20 Скокови: Екене Ибекве 9 Асистенције: Андреј Матејунас 8 |         | Туука Коти 18 Ике Удано 14 Пол Хил 9 | Палата спортова Волгоград, Волгоград Гледаоци: 600 Судије: Олег Латишев Александар Сирица Петр Груша |  |

| 3. јануар 2016 18:30 | Детаљи | ВИТА                                                                                     | 59 : 111 | Автодор                                                               | Тбилиси спортска палата, Тбилиси Гледаоци: 90 Судије: Сергеј Чајковскиј Март Вехендрик Јуриј Игнацев |  |
| 3. јануар 2016 18:30 | Детаљи | Четвртине: 18:27, 9:27, 12:22, 20:35                                                     |          |                                                                       | Тбилиси спортска палата, Тбилиси Гледаоци: 90 Судије: Сергеј Чајковскиј Март Вехендрик Јуриј Игнацев |  |
| 3. јануар 2016 18:30 | Детаљи | Поени: Владислав Старателев 15 Скокови: Леван Шенгелиа 7 Асистенције: Четири играча по 2 |          | Јевгениј Колесников 18 Артјом Клименко 7 Денис Лукашов, Пол Стол по 6 | Тбилиси спортска палата, Тбилиси Гледаоци: 90 Судије: Сергеј Чајковскиј Март Вехендрик Јуриј Игнацев |  |

| 3. јануар 2016 17:00 | Детаљи | Калев                                                         | 78 : 86 | ВЕФ                                                 | «Саку Сурхаљ», Талин Гледаоци: 1.250 Судије: Борис Рижик Антон Махлин Јевгениј Ветров |  |
| 3. јануар 2016 17:00 | Детаљи | Четвртине: 18:22, 21:27, 20:15, 19:22                         |         |                                                     | «Саку Сурхаљ», Талин Гледаоци: 1.250 Судије: Борис Рижик Антон Махлин Јевгениј Ветров |  |
| 3. јануар 2016 17:00 | Детаљи | Поени: Џош Бун 17 Скокови: Џош Бун 11 Асистенције: Стен Сок 7 |         | Мартињш Мејерс 23 Марекс Мејерис 10 Јанис Берзињш 6 | «Саку Сурхаљ», Талин Гледаоци: 1.250 Судије: Борис Рижик Антон Махлин Јевгениј Ветров |  |

| 3. јануар 2016 14:00 | Детаљи | ЦСКА                                                                              | 102 : 67 | Астана                                     | Универзални спортски комплекс ЦСКА, Москва Гледаоци: 2.200 Судије: Олег Латишев Саша Маричић Петр Груша |  |
| 3. јануар 2016 14:00 | Детаљи | Четвртине: 27:17, 27:12, 23:24, 25:14                                             |          |                                            | Универзални спортски комплекс ЦСКА, Москва Гледаоци: 2.200 Судије: Олег Латишев Саша Маричић Петр Груша |  |
| 3. јануар 2016 14:00 | Детаљи | Поени: Виталиј Фридзон 19 Скокови: Нандо де Коло 7 Асистенције: Дмитриј Кулагин 5 |          | Џери Џонсон 15 Пет Калатес 7 Џери Џонсон 7 | Универзални спортски комплекс ЦСКА, Москва Гледаоци: 2.200 Судије: Олег Латишев Саша Маричић Петр Груша |  |

| 3. јануар 2016 16:30 | Детаљи | Локомотива Кубањ                                                              | 78 : 70 | Зенит                                                           | «Баскет хол арена», Краснодар Гледаоци: 3.057 Судије: Радомир Војиновић Семјон Овинов Сергеј Михаилов |  |
| 3. јануар 2016 16:30 | Детаљи | Четвртине: 13:18, 27:21, 17:10, 21:21                                         |         |                                                                 | «Баскет хол арена», Краснодар Гледаоци: 3.057 Судије: Радомир Војиновић Семјон Овинов Сергеј Михаилов |  |
| 3. јануар 2016 16:30 | Детаљи | Поени: Ентони Рандолф 22 Скокови: Крис Синглтон 7 Асистенције: Сергеј Биков 4 |         | Рајан Тулсон 16 Андреј Кошчејев 5 Јанис Тима, Рајан Тулсон по 4 | «Баскет хол арена», Краснодар Гледаоци: 3.057 Судије: Радомир Војиновић Семјон Овинов Сергеј Михаилов |  |

| 3. јануар 2016 17:30 | Детаљи | Химки | 123 : 71 | Нимбурк                                                          | «Кошаркашки центар Химки», Химки Гледаоци: 1.800 Судије: Оскар Лучис Александар Сирица Здравко Рутешић |  |
| 3. јануар 2016 17:30 | Детаљи | Четвртине: 23:20, 37:9, 31:24, 32:18                                                                                |          |                                                                  | «Кошаркашки центар Химки», Химки Гледаоци: 1.800 Судије: Оскар Лучис Александар Сирица Здравко Рутешић |  |
| 3. јануар 2016 17:30 | Детаљи | Поени: Петери Копонен 24 Скокови: Џејмс Огастин, Дмитриј Соколов по 7 Асистенције: Петери Копонен, Тајрис Рајс по 6 |          | Војцех Грубан 17 Џулијан Вон, Максим де Зеув по 5 Мајкл Диксон 4 | «Кошаркашки центар Химки», Химки Гледаоци: 1.800 Судије: Оскар Лучис Александар Сирица Здравко Рутешић |  |

| 3. јануар 2016 17:30 | Детаљи | Нижњи Новгород                                                                   | 100 : 85 | Цмоки-Минск                                  | ФОК «Мешчерскиј», Нижњи Новгород Гледаоци: 890 Судије: Томас Травицки Јоханес Сарекоски Рајн Пенарди |  |
| 3. јануар 2016 17:30 | Детаљи | Четвртине: 30:18, 15:20, 35:20, 20:27                                            |          |                                              | ФОК «Мешчерскиј», Нижњи Новгород Гледаоци: 890 Судије: Томас Травицки Јоханес Сарекоски Рајн Пенарди |  |
| 3. јануар 2016 17:30 | Детаљи | Поени: Рашид Махалбашић 20 Скокови: Виктор Рад 6 Асистенције: Дмитриј Хвостов 10 |          | Герет Стак 18 Иван Мараш 6 Бранко Мирковић 8 | ФОК «Мешчерскиј», Нижњи Новгород Гледаоци: 890 Судије: Томас Травицки Јоханес Сарекоски Рајн Пенарди |  |

| 3. јануар 2016 16:00 | Детаљи | УНИКС                                                                               | 94 : 75 | Јенисеј                                     | Баскет хол Казањ, Казањ Гледаоци: 850 Судије: Иља Путенко Александар Романов Антон Круглов |  |
| 3. јануар 2016 16:00 | Детаљи | Четвртине: 30:13, 19:18, 25:21, 20:23                                               |         |                                             | Баскет хол Казањ, Казањ Гледаоци: 850 Судије: Иља Путенко Александар Романов Антон Круглов |  |
| 3. јануар 2016 16:00 | Детаљи | Поени: Латавиус Вилијамс 17 Скокови: Латавиус Вилијамс 14 Асистенције: Кино Колом 7 |         | Тим Олбрет 17 Делрој Џејмс 8 Делрој Џејмс 4 | Баскет хол Казањ, Казањ Гледаоци: 850 Судије: Иља Путенко Александар Романов Антон Круглов |  |

## 15. коло
| 9. јануар 2016 16:00 | Детаљи | Цмоки-Минск                                                                    | 100 : 77 | Калев                                                     | «Палата спортова Минск », Минск Гледаоци: 1.050 Судије: Миливоје Јовчић Сергеј Круг Алексеј Чудин |  |
| 9. јануар 2016 16:00 | Детаљи | Четвртине: 25:24, 24:20, 30:15, 21:18                                          |          |                                                           | «Палата спортова Минск », Минск Гледаоци: 1.050 Судије: Миливоје Јовчић Сергеј Круг Алексеј Чудин |  |
| 9. јануар 2016 16:00 | Детаљи | Поени: Бранко Мирковић 19 Скокови: Иван Мараш 8 Асистенције: Бранко Мирковић 4 |          | Рајан Вајдеман, Стен Сок по 15 Џош Бун 10 Три играча по 4 | «Палата спортова Минск », Минск Гледаоци: 1.050 Судије: Миливоје Јовчић Сергеј Круг Алексеј Чудин |  |

| 10. јануар 2016 16:00 | Детаљи | Автодор                                                                   | 72 : 91 | ЦСКА                                                                    | ПС «Кристал», Саратов Гледаоци: 5.500 Судије: Милија Војиновић Иља Путенко Милош Кољеншић |  |
| 10. јануар 2016 16:00 | Детаљи | Четвртине: 13:20, 21:22, 23:32, 15:17                                     |         |                                                                         | ПС «Кристал», Саратов Гледаоци: 5.500 Судије: Милија Војиновић Иља Путенко Милош Кољеншић |  |
| 10. јануар 2016 16:00 | Детаљи | Поени: Пол Стол 21 Скокови: Џереми Чапел 7 Асистенције: Травис Питерсон 6 |         | Милош Теодосић 22 Никита Курбанов, Милош Теодосић по 5 Милош Теодосић 5 | ПС «Кристал», Саратов Гледаоци: 5.500 Судије: Милија Војиновић Иља Путенко Милош Кољеншић |  |

| 10. јануар 2016 16:00 | Детаљи | Нимбурк                                                                           | 76 : 70 | Нижњи Новгород                                      | Спортска хала Нимбурк, Нимбурк Гледаоци: 1.150 Судије: Сергеј Чебишев Марчин Ковалски Милан Брзјак |  |
| 10. јануар 2016 16:00 | Детаљи | Четвртине: 16:16, 19:14, 19:21, 22:19                                             |         |                                                     | Спортска хала Нимбурк, Нимбурк Гледаоци: 1.150 Судије: Сергеј Чебишев Марчин Ковалски Милан Брзјак |  |
| 10. јануар 2016 16:00 | Детаљи | Поени: Мајкл Диксон 35 Скокови: Хауард Сент-Рос 10 Асистенције: Хауард Сент-Рос 5 |         | Виктор Рад 30 Рашид Махалбашић 11 Дмитриј Хвостов 6 | Спортска хала Нимбурк, Нимбурк Гледаоци: 1.150 Судије: Сергеј Чебишев Марчин Ковалски Милан Брзјак |  |

| 10. јануар 2016 18:00 | Детаљи | УНИКС                                                                                                | 101 : 66 | Зенит                                             | Баскет хол Казањ, Казањ Гледаоци: 1.200 Судије: Олег Латишев Петри Ментиле Алексеј Давидов |  |
| 10. јануар 2016 18:00 | Детаљи | Четвртине: 27:13, 28:20, 31:18, 15:15                                                                |          |                                                   | Баскет хол Казањ, Казањ Гледаоци: 1.200 Судије: Олег Латишев Петри Ментиле Алексеј Давидов |  |
| 10. јануар 2016 18:00 | Детаљи | Поени: Артјом Параховски 20 Скокови: Антон Понкрашов 9 Асистенције: Антон Понкрашов, Кино Колом по 6 |          | Антон Пушков 15 Антон Пушков 7 Четири играча по 3 | Баскет хол Казањ, Казањ Гледаоци: 1.200 Судије: Олег Латишев Петри Ментиле Алексеј Давидов |  |

| 10. јануар 2016 19:10 | Детаљи | Јенисеј                                                                                             | 86 : 94 | Красни октјабр                                    | Спортска палата Иван Јаригин, Краснојарск Гледаоци: 920 Судије: Семјон Овинов Сергеј Михаилов Александар Романов |  |
| 10. јануар 2016 19:10 | Детаљи | Четвртине: 22:11, 33:25, 16:31, 15:27                                                               |         |                                                   | Спортска палата Иван Јаригин, Краснојарск Гледаоци: 920 Судије: Семјон Овинов Сергеј Михаилов Александар Романов |  |
| 10. јануар 2016 19:10 | Детаљи | Поени: Алексеј Вздихалкин, Денис Захаров по 17 Скокови: Ди Џеј Кенеди 9 Асистенције: Делрој Џејмс 9 |         | Екене Ибекве 18 Екене Ибекве 6 Андреј Матејунас 4 | Спортска палата Иван Јаригин, Краснојарск Гледаоци: 920 Судије: Семјон Овинов Сергеј Михаилов Александар Романов |  |

| 11. јануар 2016 18:30 | Детаљи | Бизонс                                                                             | 89 : 73 | ВИТА                                           | Спортска хала Лоима, Лоима Гледаоци: 503 Судије: Антон Махлин Арнис Озолс Сергеј Бељаков |  |
| 11. јануар 2016 18:30 | Детаљи | Четвртине: 24:25, 26:17, 17:16, 22:15                                              |         |                                                | Спортска хала Лоима, Лоима Гледаоци: 503 Судије: Антон Махлин Арнис Озолс Сергеј Бељаков |  |
| 11. јануар 2016 18:30 | Детаљи | Поени: Мартин Зено 26 Скокови: Ике Удано 12 Асистенције: Мартин Зено, Пол Хил по 6 |         | Омар Томас 22 Омар Томас 13 Давид Маисурадзе 4 | Спортска хала Лоима, Лоима Гледаоци: 503 Судије: Антон Махлин Арнис Озолс Сергеј Бељаков |  |

| 11. јануар 2016 19:30 | Детаљи | ВЕФ                                                                            | 84 : 89 | Локомотива Кубањ                                   | «Олимпијски спортски центар», Рига Гледаоци: 500 Судије: Роберт Виклицки Александар Сирица Марек Малишевски |  |
| 11. јануар 2016 19:30 | Детаљи | Четвртине: 23:15, 19:28, 21:19, 21:27                                          |         |                                                    | «Олимпијски спортски центар», Рига Гледаоци: 500 Судије: Роберт Виклицки Александар Сирица Марек Малишевски |  |
| 11. јануар 2016 19:30 | Детаљи | Поени: Франциско Круз 23 Скокови: Џош Харелсон 8 Асистенције: Франциско Круз 5 |         | Малком Делејни 20 Виктор Клавер 5 Малком Делејни 5 | «Олимпијски спортски центар», Рига Гледаоци: 500 Судије: Роберт Виклицки Александар Сирица Марек Малишевски |  |

| 11. јануар 2016 20:00 | Детаљи | Астана                                                                     | 74 : 108 | Химки                                            | Сарјарка велодром, Астана Гледаоци: 514 Судије: Аре Халико Сергеј Чајковскиј Пјотр Ивашков |  |
| 11. јануар 2016 20:00 | Детаљи | Четвртине: 16:27, 17:23, 26:22, 15:36                                      |          |                                                  | Сарјарка велодром, Астана Гледаоци: 514 Судије: Аре Халико Сергеј Чајковскиј Пјотр Ивашков |  |
| 11. јануар 2016 20:00 | Детаљи | Поени: Кенет Хејз 17 Скокови: Антон Пономарев 9 Асистенције: Џери Џонсон 7 |          | Алексеј Швед 29 Тајлер Ханикат 10 Тајрис Рајс 12 | Сарјарка велодром, Астана Гледаоци: 514 Судије: Аре Халико Сергеј Чајковскиј Пјотр Ивашков |  |

## 16. коло
| 16. јануар 2016 17:00 | Детаљи | Красни октјабр                                                                    | 85 : 82 | ВИТА                                     | «Палата спортова», Волгоград Гледаоци: 470 Судије: Ингус Бауманис Андреј Шарапа Ивор Матејек |  |
| 16. јануар 2016 17:00 | Детаљи | Четвртине: 25:24, 19:19, 29:11, 12:28                                             |         |                                          | «Палата спортова», Волгоград Гледаоци: 470 Судије: Ингус Бауманис Андреј Шарапа Ивор Матејек |  |
| 16. јануар 2016 17:00 | Детаљи | Поени: Џери Џеферсон 18 Скокови: Џери Џеферсон 11 Асистенције: Андреј Матејунас 6 |         | Омар Томас 33 Омар Томас 10 Андре Џонс 7 | «Палата спортова», Волгоград Гледаоци: 470 Судије: Ингус Бауманис Андреј Шарапа Ивор Матејек |  |

| 17. јануар 2016 17:00 | Детаљи | Калев                                                                       | 70 : 99 | Нимбурк                                           | «Саку Сурхаљ», Талин Гледаоци: 1.000 Судије: Антон Махлин Петри Ментиле Алексеј Давидов |  |
| 17. јануар 2016 17:00 | Детаљи | Четвртине: 16:23, 15:21, 23:37, 16:18                                       |         |                                                   | «Саку Сурхаљ», Талин Гледаоци: 1.000 Судије: Антон Махлин Петри Ментиле Алексеј Давидов |  |
| 17. јануар 2016 17:00 | Детаљи | Поени: Марио Делаш 17 Скокови: Роландас Фреиманис 7 Асистенције: Стен Сок 4 |         | Максим де Зеув 16 Мартин Петерка 8 Мајкл Диксон 6 | «Саку Сурхаљ», Талин Гледаоци: 1.000 Судије: Антон Махлин Петри Ментиле Алексеј Давидов |  |

| 17. јануар 2016 16:00 | Детаљи | Астана                                                                           | 101 : 79 | Нижњи Новгород                                | Сарјарка велодром, Астана Гледаоци: 502 Судије: Борис Шуљга Саша Маричић Александар Сирица |  |
| 17. јануар 2016 16:00 | Детаљи | Четвртине: 34:25, 21:26, 25:17, 21:11                                            |          |                                               | Сарјарка велодром, Астана Гледаоци: 502 Судије: Борис Шуљга Саша Маричић Александар Сирица |  |
| 17. јануар 2016 16:00 | Детаљи | Поени: Ник Канер-Медли 21 Скокови: Пэт Калатес 13 Асистенције: Джерри Джонсон 15 |          | Владимир Ивлев 15 Виктор Радд 9 Виктор Радд 7 | Сарјарка велодром, Астана Гледаоци: 502 Судије: Борис Шуљга Саша Маричић Александар Сирица |  |

| 17. јануар 2016 15:00 | Детаљи | УНИКС                                                                         | 82 : 72 | ВЕФ                                                  | Баскет хол Казањ, Казањ Гледаоци: 1.050 Судије: Аре Халико Здравко Рутешић Јосип Радојковић |  |
| 17. јануар 2016 15:00 | Детаљи | Четвртине: 26:19, 16:24, 24:14, 16:15                                         |         |                                                      | Баскет хол Казањ, Казањ Гледаоци: 1.050 Судије: Аре Халико Здравко Рутешић Јосип Радојковић |  |
| 17. јануар 2016 15:00 | Детаљи | Поени: Кит Лангфорд 27 Скокови: Кит Лангфорд 7 Асистенције: Антон Понкрашов 5 |         | Франциско Круз 21 Мартињш Мејерс 9 Франциско Круз 11 | Баскет хол Казањ, Казањ Гледаоци: 1.050 Судије: Аре Халико Здравко Рутешић Јосип Радојковић |  |

| 17. јануар 2016 17:00 | Детаљи | Зенит                                                                          | 81 : 64 | Јенисеј                                     | Сибур арена, Санкт Петербург Гледаоци: 2.540 Судије: Семјон Овинов Јевгениј Ветров Сергеј Бељаков |  |
| 17. јануар 2016 17:00 | Детаљи | Четвртине: 21:13, 15:19, 27:13, 18:19                                          |         |                                             | Сибур арена, Санкт Петербург Гледаоци: 2.540 Судије: Семјон Овинов Јевгениј Ветров Сергеј Бељаков |  |
| 17. јануар 2016 17:00 | Детаљи | Поени: Рајан Тулсон 21 Скокови: Андреј Кошчејев 10 Асистенције: Зебиан Додел 8 |         | Ди Џеј Кенеди 18 Тим Олбрет 9 Тони Тејлор 5 | Сибур арена, Санкт Петербург Гледаоци: 2.540 Судије: Семјон Овинов Јевгениј Ветров Сергеј Бељаков |  |

| 18. јануар 2016 16:00 | Детаљи | Бизонс                                                                                  | 82 : 98 | ЦСКА                                           | Енерџи арена, Ванта Гледаоци: 1.434 Судије: Роберт Виклицки Оскар Лучис Танел Суслов |  |
| 18. јануар 2016 16:00 | Детаљи | Четвртине: 26:22, 24:23, 16:23, 16:30                                                   |         |                                                | Енерџи арена, Ванта Гледаоци: 1.434 Судије: Роберт Виклицки Оскар Лучис Танел Суслов |  |
| 18. јануар 2016 16:00 | Детаљи | Поени: Мартин Зено 18 Скокови: Обри Колман 9 Асистенције: Мартин Зено, Обри Колман по 4 |         | Виталиј Фридзон 26 Кајл Хајнс 8 Арон Џексон 11 | Енерџи арена, Ванта Гледаоци: 1.434 Судије: Роберт Виклицки Оскар Лучис Танел Суслов |  |

| 28. фебруар 2016 15:00 | Детаљи | Автодор                                                                  | 87 : 84 | Химки                                        | ПС «Кристал», Саратов Гледаоци: 3.500 Судије: Олег Латишев Здравко Рутешић Алексеј Давидов |  |
| 28. фебруар 2016 15:00 | Детаљи | Четвртине: 25:22, 19:17, 20:28, 23:17                                    |         |                                              | ПС «Кристал», Саратов Гледаоци: 3.500 Судије: Олег Латишев Здравко Рутешић Алексеј Давидов |  |
| 28. фебруар 2016 15:00 | Детаљи | Поени: Џеф Брукс 20 Скокови: Џереми Чапел 8 Асистенције: Три играча по 4 |         | Алексеј Швед 16 Зоран Драгић 6 Тајрис Рајс 7 | ПС «Кристал», Саратов Гледаоци: 3.500 Судије: Олег Латишев Здравко Рутешић Алексеј Давидов |  |

| 5. април 2016 19:00 | Детаљи | Цмоки-Минск                                                            | 60 : 75 | Локомотива Кубањ                                                     | «Минск арена», Минск Гледаоци: 740 Судије: Роберт Виклицки Јевгениј Михејев Ираклиј Беришвили |  |
| 5. април 2016 19:00 | Детаљи | Четвртине: 12:23, 13:18, 17:18, 18:16                                  |         |                                                                      | «Минск арена», Минск Гледаоци: 740 Судије: Роберт Виклицки Јевгениј Михејев Ираклиј Беришвили |  |
| 5. април 2016 19:00 | Детаљи | Поени: Иван Мараш 11 Скокови: Иван Мараш 10 Асистенције: Џастин Греј 4 |         | Ентони Рандолф 15 Крис Синглтон 10 Рајан Брокоф, Донтеј Драјпер по 4 | «Минск арена», Минск Гледаоци: 740 Судије: Роберт Виклицки Јевгениј Михејев Ираклиј Беришвили |  |

## 17. коло
| 23. јануар 2016 16:00 | Детаљи | Красни октјабр                                                                   | 67 : 74 | Зенит                                                        | Спортска палата Криљатско, Москва Гледаоци: 100 Судије: Сергеј Круг Сергеј Михаилов Јуриј Зинкевич |  |
| 23. јануар 2016 16:00 | Детаљи | Четвртине: 18:18, 16:17, 17:20, 16:19                                            |         |                                                              | Спортска палата Криљатско, Москва Гледаоци: 100 Судије: Сергеј Круг Сергеј Михаилов Јуриј Зинкевич |  |
| 23. јануар 2016 16:00 | Детаљи | Поени: Екене Ибекве 26 Скокови: Џери Џеферсон 14 Асистенције: Андреј Матејунас 4 |         | Јанис Тима 15 Јанис Тима 13 Артјом Вихров, Рајан Тулсон по 5 | Спортска палата Криљатско, Москва Гледаоци: 100 Судије: Сергеј Круг Сергеј Михаилов Јуриј Зинкевич |  |

| 24. јануар 2016 17:00 | Детаљи | Калев                                                                                 | 80 : 86 | Астана                                         | «Саку Сурхаљ», Талин Гледаоци: 540 Судије: Оскар Лучис Иља Путенко Давид Берекашвили |  |
| 24. јануар 2016 17:00 | Детаљи | Четвртине: 21:24, 17:23, 25:18, 17:21                                                 |         |                                                | «Саку Сурхаљ», Талин Гледаоци: 540 Судије: Оскар Лучис Иља Путенко Давид Берекашвили |  |
| 24. јануар 2016 17:00 | Детаљи | Поени: Роландас Фреиманис 28 Скокови: Роландас Фреиманис 8 Асистенције: Марио Делаш 5 |         | Ник Канер-Медли 24 Пет Калатес 14 Кенет Хејз 5 | «Саку Сурхаљ», Талин Гледаоци: 540 Судије: Оскар Лучис Иља Путенко Давид Берекашвили |  |

| 24. јануар 2016 16:00 | Детаљи | Цмоки-Минск                                                                                               | 77 : 102 | УНИКС                                                 | «Минск арена», Минск Гледаоци: 1.020 Судије: Борис Рижик Арнис Озолс Заза Мачаладзе |  |
| 24. јануар 2016 16:00 | Детаљи | Четвртине: 15:28, 20:24, 19:27, 23:23                                                                     |          |                                                       | «Минск арена», Минск Гледаоци: 1.020 Судије: Борис Рижик Арнис Озолс Заза Мачаладзе |  |
| 24. јануар 2016 16:00 | Детаљи | Поени: Џастин Греј 14 Скокови: Иван Мараш, Герет Стак по 6 Асистенције: Џастин Греј, Бранко Мирковић по 3 |          | Артјом Параховски 16 Латавиус Вилијамс 9 Кино Колом 9 | «Минск арена», Минск Гледаоци: 1.020 Судије: Борис Рижик Арнис Озолс Заза Мачаладзе |  |

| 24. јануар 2016 18:30 | Детаљи | Нижњи Новгород                                                                       | 75 : 70 | Автодор                                    | Палата спортова Нижњи Новгород, Нижњи Новгород Гледаоци: 1.926 Судије: Антон Махлин Здравко Рутешић Алексеј Давидов |  |
| 24. јануар 2016 18:30 | Детаљи | Четвртине: 21:20, 11:16, 19:21, 24:13                                                |         |                                            | Палата спортова Нижњи Новгород, Нижњи Новгород Гледаоци: 1.926 Судије: Антон Махлин Здравко Рутешић Алексеј Давидов |  |
| 24. јануар 2016 18:30 | Детаљи | Поени: Рашид Махалбашић 23 Скокови: Рашид Махалбашић 8 Асистенције: Семјон Антонов 5 |         | Џеф Брукс 14 Џеф Брукс 10 Артјом Забелин 3 | Палата спортова Нижњи Новгород, Нижњи Новгород Гледаоци: 1.926 Судије: Антон Махлин Здравко Рутешић Алексеј Давидов |  |

| 24. јануар 2016 19:10 | Детаљи | Јенисеј | 110 : 65 | ВЕФ                                                 | Спортска палата Иван Јаригин, Краснојарск Гледаоци: 2.500 Судије: Радомир Војиновић Андреј Шарапа Станислав Кучера |  |
| 24. јануар 2016 19:10 | Детаљи | Четвртине: 29:23, 40:9, 20:13, 20:13                                                                             |          |                                                     | Спортска палата Иван Јаригин, Краснојарск Гледаоци: 2.500 Судије: Радомир Војиновић Андреј Шарапа Станислав Кучера |  |
| 24. јануар 2016 19:10 | Детаљи | Поени: Ди Џеј Кенеди 18 Скокови: Делрој Џејмс, Артјом Јаковенко по 7 Асистенције: Делрој Џејмс, Тони Тејлор по 5 |          | Франциско Круз 18 Марекс Мејерис 9 Франциско Круз 2 | Спортска палата Иван Јаригин, Краснојарск Гледаоци: 2.500 Судије: Радомир Војиновић Андреј Шарапа Станислав Кучера |  |

| 25. јануар 2016 18:00 | Детаљи | ЦСКА                                                                            | 98 : 62 | ВИТА                                        | Универзални спортски комплекс ЦСКА, Москва Гледаоци: 1.100 Судије: Урош Обркнежевић Пјотр Ивашков Рајн Пенарди |  |
| 25. јануар 2016 18:00 | Детаљи | Четвртине: 23:10, 24:17, 30:18, 21:17                                           |         |                                             | Универзални спортски комплекс ЦСКА, Москва Гледаоци: 1.100 Судије: Урош Обркнежевић Пјотр Ивашков Рајн Пенарди |  |
| 25. јануар 2016 18:00 | Детаљи | Поени: Нандо де Коло 20 Скокови: Виталиј Фридзон 7 Асистенције: Нандо де Коло 7 |         | Омар Томас 18 Омар Томас 15 Три играча по 3 | Универзални спортски комплекс ЦСКА, Москва Гледаоци: 1.100 Судије: Урош Обркнежевић Пјотр Ивашков Рајн Пенарди |  |

| 25. јануар 2016 19:30 | Детаљи | Химки                                                                     | 113 : 83 | Бизонс                             | «Кошаркашки центар Химки», Химки Гледаоци: 1.050 Судије: Урош Обркнежевић Станислав Кучера Рајн Пенарди |  |
| 25. јануар 2016 19:30 | Детаљи | Четвртине: 34:12, 16:23, 37:26, 26:22                                     |          |                                    | «Кошаркашки центар Химки», Химки Гледаоци: 1.050 Судије: Урош Обркнежевић Станислав Кучера Рајн Пенарди |  |
| 25. јануар 2016 19:30 | Детаљи | Поени: Зоран Драгић 23 Скокови: Сергеј Моња 7 Асистенције: Тајрис Рајс 10 |          | Тука Коти 16 Тука Коти 6 Пол Хил 5 | «Кошаркашки центар Химки», Химки Гледаоци: 1.050 Судије: Урош Обркнежевић Станислав Кучера Рајн Пенарди |  |

| 25. јануар 2016 20:00 | Детаљи | Локомотива Кубањ                                                                                | 75 : 58 | Нимбурк                                                                                                   | «Баскет хол арена», Краснодар Гледаоци: 2.341 Судије: Олег Латишев Танел Суслов Пјотр Ивашков |  |
| 25. јануар 2016 20:00 | Детаљи | Четвртине: 13:18, 18:11, 25:15, 19:14                                                           |         | | «Баскет хол арена», Краснодар Гледаоци: 2.341 Судије: Олег Латишев Танел Суслов Пјотр Ивашков |  |
| 25. јануар 2016 20:00 | Детаљи | Поени: Рајан Брокоф, Ентони Рандолф по 12 Скокови: Рајан Брокоф 9 Асистенције: Малком Делејни 6 |         | Максим де Зеув, Хауард Сент-Рос по 9 Максим де Зеув, Марко Јагодник по 6 Војцех Грубан, Мајкл Диксон по 4 | «Баскет хол арена», Краснодар Гледаоци: 2.341 Судије: Олег Латишев Танел Суслов Пјотр Ивашков |  |

## 18. коло
| 10. децембар 2015 19:00 | Детаљи | Цмоки-Минск                                                                     | 89 : 91 | Јенисеј                                   | «Минск арена», Минск Гледаоци: 800 Судије: Оскар Лучис Петер Зениш Владимир Педиев |  |
| 10. децембар 2015 19:00 | Детаљи | Четвртине: 16:25, 28:20, 17:20, 28:26                                           |         |                                           | «Минск арена», Минск Гледаоци: 800 Судије: Оскар Лучис Петер Зениш Владимир Педиев |  |
| 10. децембар 2015 19:00 | Детаљи | Поени: Иван Мараш 30 Скокови: Ентони Хиљиард 14 Асистенције: Бранко Мирковић 10 |         | Тони Тејлор 21 Тим Олбрет 7 Тони Тејлор 5 | «Минск арена», Минск Гледаоци: 800 Судије: Оскар Лучис Петер Зениш Владимир Педиев |  |

| 31. јануар 2016 16:00 | Детаљи | Красни октјабр                                                                         | 74 : 108 | ЦСКА                                          | Спортска палата Криљатско, Москва Гледаоци: 350 Судије: Иља Путенко Семјон Овинов , Јевгениј Островски |  |
| 31. јануар 2016 16:00 | Детаљи | Четвртине: 18:32, 19:23, 12:26, 25:27                                                  |          |                                               | Спортска палата Криљатско, Москва Гледаоци: 350 Судије: Иља Путенко Семјон Овинов , Јевгениј Островски |  |
| 31. јануар 2016 16:00 | Детаљи | Поени: Јевгениј Војтјук 16 Скокови: Вјачеслав Зајцев 9 Асистенције: Четири играча по 3 |          | Виталиј Фридзон 21 Кајл Хајнс 6 Арон Џексон 7 | Спортска палата Криљатско, Москва Гледаоци: 350 Судије: Иља Путенко Семјон Овинов , Јевгениј Островски |  |

| 31. јануар 2016 16:00 | Детаљи | Бизонс                                                            | 73 : 79 | Нижњи Новгород                                    | Спортска хала Лоима, Лоима Гледаоци: 993 Судије: Аре Халико Дариуш Запољски Петр Груша |  |
| 31. јануар 2016 16:00 | Детаљи | Четвртине: 23:13, 25:23, 11:27, 14:16                             |         |                                                   | Спортска хала Лоима, Лоима Гледаоци: 993 Судије: Аре Халико Дариуш Запољски Петр Груша |  |
| 31. јануар 2016 16:00 | Детаљи | Поени: Обри Колман 19 Скокови: Ике Удано 9 Асистенције: Пол Хил 4 |         | Семјон Антонов 23 Виктор Рад 10 Дмитриј Хвостов 8 | Спортска хала Лоима, Лоима Гледаоци: 993 Судије: Аре Халико Дариуш Запољски Петр Груша |  |

| 31. јануар 2016 18:00 | Детаљи | Нимбурк                                                                      | 74 : 75 | УНИКС                                                | Спортска хала Нимбурк, Нимбурк Гледаоци: 1.050 Судије: Саша Пукл Александар Сирица Жденко Зубак |  |
| 31. јануар 2016 18:00 | Детаљи | Четвртине: 22:20, 19:19, 13:16, 20:20                                        |         |                                                      | Спортска хала Нимбурк, Нимбурк Гледаоци: 1.050 Судије: Саша Пукл Александар Сирица Жденко Зубак |  |
| 31. јануар 2016 18:00 | Детаљи | Поени: Чејсон Рендл 24 Скокови: Џулијан Вон 7 Асистенције: Хауард Сент-Рос 5 |         | Кино Колом 20 Костас Кајмакоглу 11 Антон Понкрашов 6 | Спортска хала Нимбурк, Нимбурк Гледаоци: 1.050 Судије: Саша Пукл Александар Сирица Жденко Зубак |  |

| 31. јануар 2016 17:00 | Детаљи | ВЕФ                                                                                               | 76 : 95 | Зенит                                                          | «Арена Рига», Рига Гледаоци: 650 Судије: Томислав Вовк Петри Ментиле Танел Суслов |  |
| 31. јануар 2016 17:00 | Детаљи | Четвртине: 16:30, 22:21, 19:26, 19:18                                                             |         |                                                                | «Арена Рига», Рига Гледаоци: 650 Судије: Томислав Вовк Петри Ментиле Танел Суслов |  |
| 31. јануар 2016 17:00 | Детаљи | Поени: Мартињш Мејерс 16 Скокови: Џош Харелсон 6 Асистенције: Франциско Круз, Марекс Мејерис по 5 |         | Рајан Тулсон 25 Павел Антипов 8 Артјом Вихров, Јанис Тима по 6 | «Арена Рига», Рига Гледаоци: 650 Судије: Томислав Вовк Петри Ментиле Танел Суслов |  |

| 1. фебруар 2016 18:30 | Детаљи | ВИТА                                                                                 | 52 : 108 | Химки                                       | Дворец спорта, Тбилиси Гледаоци: 130 Судије: Јурис Кокаинис Николај Амбросов Јуриј Игнацев |  |
| 1. фебруар 2016 18:30 | Детаљи | Четвртине: 15:32, 11:25, 9:29, 17:22                                                 |          |                                             | Дворец спорта, Тбилиси Гледаоци: 130 Судије: Јурис Кокаинис Николај Амбросов Јуриј Игнацев |  |
| 1. фебруар 2016 18:30 | Детаљи | Поени: Владислав Старателев 14 Скокови: Омар Томас 6 Асистенције: Четири играча по 2 |          | Џош Бун 25 Зоран Драгић 6 Петери Копонен 13 | Дворец спорта, Тбилиси Гледаоци: 130 Судије: Јурис Кокаинис Николај Амбросов Јуриј Игнацев |  |

| 1. фебруар 2016 20:00 | Детаљи | Астана                                                                                          | 89 : 91 | Локомотива Кубањ                                                      | Сарјарка велодром, Астана Гледаоци: 3.486 Судије: Марко Јурас Владислав Исаченко Мартинс Козловскис |  |
| 1. фебруар 2016 20:00 | Детаљи | Четвртине: 19:30, 25:23, 23:18, 22:20                                                           |         |                                                                       | Сарјарка велодром, Астана Гледаоци: 3.486 Судије: Марко Јурас Владислав Исаченко Мартинс Козловскис |  |
| 1. фебруар 2016 20:00 | Детаљи | Поени: Ник Канер-Медли 25 Скокови: Пет Калатес, Ник Канер-Медли по 9 Асистенције: Џери Џонсон 9 |         | Ентони Рандолф 21 Малком Делејни, Виктор Клавер по 7 Малком Делејни 6 | Сарјарка велодром, Астана Гледаоци: 3.486 Судије: Марко Јурас Владислав Исаченко Мартинс Козловскис |  |

| 13. април 2016 18:30 | Детаљи | Калев                                                               | 75 : 86 | Автодор                                 | «Саку Сурхаљ», Талин Гледаоци: 500 Судије: Борис Шуљга Петри Ментиле Оскар Лучис |  |
| 13. април 2016 18:30 | Детаљи | Четвртине: 18:23, 17:22, 22:25, 18:16                               |         |                                         | «Саку Сурхаљ», Талин Гледаоци: 500 Судије: Борис Шуљга Петри Ментиле Оскар Лучис |  |
| 13. април 2016 18:30 | Детаљи | Поени: Грегор Арбет 19 Скокови: Шон Кинг 16 Асистенције: Стен Сок 9 |         | Пол Стол 21 Реџи Вилијамс 10 Пол Стол 7 | «Саку Сурхаљ», Талин Гледаоци: 500 Судије: Борис Шуљга Петри Ментиле Оскар Лучис |  |

## 19. коло
| 7. фебруар 2016 16:00 | Детаљи | Локомотивс Кубањ                                                                | 91 : 77 | Автодор                                          | «Баскет хол арена», Краснодар Гледаоци: 3.140 Судије: Сретен Радовић Семјон Овинов Сергеј Михаилов |  |
| 7. фебруар 2016 16:00 | Детаљи | Четвртине: 20:22, 23:19, 18:18, 30:18                                           |         |                                                  | «Баскет хол арена», Краснодар Гледаоци: 3.140 Судије: Сретен Радовић Семјон Овинов Сергеј Михаилов |  |
| 7. фебруар 2016 16:00 | Детаљи | Поени: Ентони Рандолф 18 Скокови: Рајан Брокоф 10 Асистенције: Малком Делејни 6 |         | Травис Питерсон 18 Травис Питерсон 10 Пол Стол 9 | «Баскет хол арена», Краснодар Гледаоци: 3.140 Судије: Сретен Радовић Семјон Овинов Сергеј Михаилов |  |

| 7. фебруар 2016 16:00 | Детаљи | Бизонс                                                                                            | 98 : 86 | Калев                                  | Спортска хала Лоима, Лоима Гледаоци: 683 Судије: Арнис Озолс Иља Путенко Андреј Шарапа |  |
| 7. фебруар 2016 16:00 | Детаљи | Четвртине: 19:16, 29:20, 17:33, 33:17                                                             |         |                                        | Спортска хала Лоима, Лоима Гледаоци: 683 Судије: Арнис Озолс Иља Путенко Андреј Шарапа |  |
| 7. фебруар 2016 16:00 | Детаљи | Поени: Мартин Зено 25 Скокови: Тука Коти, Обри Колман по 7 Асистенције: Мартин Зено, Пол Хил по 5 |         | Морис Кари 16 Шон Кинг 11 Морис Кари 7 | Спортска хала Лоима, Лоима Гледаоци: 683 Судије: Арнис Озолс Иља Путенко Андреј Шарапа |  |

| 7. фебруар 2016 17:00 | Детаљи | ВЕФ                                                                            | 92 : 94 | Красни октјабр                                      | «Арена Рига», Рига Гледаоци: 400 Судије: Томас Травицки Николај Амбросов Ираклиј Беришвили |  |
| 7. фебруар 2016 17:00 | Детаљи | Четвртине: 27:18, 24:19, 27:25, 14:32                                          |         |                                                     | «Арена Рига», Рига Гледаоци: 400 Судије: Томас Травицки Николај Амбросов Ираклиј Беришвили |  |
| 7. фебруар 2016 17:00 | Детаљи | Поени: Мартињш Мејерс 19 Скокови: Џош Харелсон 9 Асистенције: Франциско Круз 8 |         | Џери Џеферсон 19 Екене Ибекве 11 Андреј Матејунас 5 | «Арена Рига», Рига Гледаоци: 400 Судије: Томас Травицки Николај Амбросов Ираклиј Беришвили |  |

| 7. фебруар 2016 17:30 | Детаљи | Нижњи Новгород                                                                                       | 97 : 65 | ВИТА                                     | ФОК «Мешчерски», Нижњи Новгород Гледаоци: 700 Судије: Роберт Виклицки Александар Сирица Јевгениј Михејев |  |
| 7. фебруар 2016 17:30 | Детаљи | Четвртине: 28:23, 25:22, 17:4, 27:16                                                                 |         |                                          | ФОК «Мешчерски», Нижњи Новгород Гледаоци: 700 Судије: Роберт Виклицки Александар Сирица Јевгениј Михејев |  |
| 7. фебруар 2016 17:30 | Детаљи | Поени: Владимир Ивлев 28 Скокови: Владимир Ивлев 10 Асистенције: Иван Стребков, Дмитриј Хвостов по 6 |         | Андре Џонс 21 Омар Томас 11 Андре Џонс 6 | ФОК «Мешчерски», Нижњи Новгород Гледаоци: 700 Судије: Роберт Виклицки Александар Сирица Јевгениј Михејев |  |

| 7. фебруар 2016 18:00 | Детаљи | УНИКС                                                                                  | 100 : 73 | Астана                                    | Баскет хол Казањ, Казањ Гледаоци: 1.500 Судије: Ингус Бауманис Петри Ментиле Јуриј Игнацев |  |
| 7. фебруар 2016 18:00 | Детаљи | Четвртине: 31:15, 23:16, 20:18, 26:24                                                  |          |                                           | Баскет хол Казањ, Казањ Гледаоци: 1.500 Судије: Ингус Бауманис Петри Ментиле Јуриј Игнацев |  |
| 7. фебруар 2016 18:00 | Детаљи | Поени: Антон Понкрашов 15 Скокови: Костас Кајмакоглу 7 Асистенције: Антон Понкрашов 10 |          | Кенет Хејз 19 Пет Калатес 7 Џери Џонсон 7 | Баскет хол Казањ, Казањ Гледаоци: 1.500 Судије: Ингус Бауманис Петри Ментиле Јуриј Игнацев |  |

| 8. фебруар 2016 19:10 | Детаљи | Јенисеј                                                                      | 88 : 92 | Нимбурк                                            | Спортска хала Иван Јаригин, Краснојарск Гледаоци: 1.600 Судије: Милош Кољеншић Јурис Кокаинис Јоханес Сарекоски |  |
| 8. фебруар 2016 19:10 | Детаљи | Четвртине: 21:22, 21:16, 22:24, 12:14, 6:6, 6:10                             |         |                                                    | Спортска хала Иван Јаригин, Краснојарск Гледаоци: 1.600 Судије: Милош Кољеншић Јурис Кокаинис Јоханес Сарекоски |  |
| 8. фебруар 2016 19:10 | Детаљи | Поени: Ди Џеј Кенеди 24 Скокови: Ди Џеј Кенеди 13 Асистенције: Тони Тејлор 7 |         | Хауард Сент-Рос 19 Јиржи Велш 10 Хауард Сент-Рос 4 | Спортска хала Иван Јаригин, Краснојарск Гледаоци: 1.600 Судије: Милош Кољеншић Јурис Кокаинис Јоханес Сарекоски |  |

| 8. фебруар 2016 19:00 | Детаљи | Химки                                                                         | 85 : 96 | ЦСКА                                               | «Кошаркашки центар Химки», Химки Гледаоци: 4.000 Судије: Миливоје Јовчић Синиша Херцег Аре Халико |  |
| 8. фебруар 2016 19:00 | Детаљи | Четвртине: 30:28, 15:23, 17:21, 23:24                                         |         |                                                    | «Кошаркашки центар Химки», Химки Гледаоци: 4.000 Судије: Миливоје Јовчић Синиша Херцег Аре Халико |  |
| 8. фебруар 2016 19:00 | Детаљи | Поени: Џејмс Огастин 18 Скокови: Тајлер Ханикат 9 Асистенције: Алексеј Швед 6 |         | Никита Курбанов 16 Виктор Хрјапа 6 Виктор Хрјапа 5 | «Кошаркашки центар Химки», Химки Гледаоци: 4.000 Судије: Миливоје Јовчић Синиша Херцег Аре Халико |  |

| 14. април 2016 20:00 | Детаљи | Зенит                                                                    | 105 : 77 | Цмоки-Минск                                   | Сибур арена, Санкт Петербург Гледаоци: 1.800 Судије: Марко Јурас Јурис Кокаинис Војцех Лишка |  |
| 14. април 2016 20:00 | Детаљи | Четвртине: 28:29, 23:19, 25:15, 29:14                                    |          |                                               | Сибур арена, Санкт Петербург Гледаоци: 1.800 Судије: Марко Јурас Јурис Кокаинис Војцех Лишка |  |
| 14. април 2016 20:00 | Детаљи | Поени: Јанис Тима 18 Скокови: Антон Пушков 6 Асистенције: Зебиан Додел 7 |          | Герет Стак 24 Герет Стак 11 Бранко Мирковић 9 | Сибур арена, Санкт Петербург Гледаоци: 1.800 Судије: Марко Јурас Јурис Кокаинис Војцех Лишка |  |

## 20. коло
| 12. фебруар 2016 19:00 | Детаљи | Цмоки-Минск                                                           | 74 : 75 | ВЕФ                                               | «Минск арена», Минск Гледаоци: 780 Судије: Сергеј Чебишев Сергеј Михаилов Јевгениј Ветров |  |
| 12. фебруар 2016 19:00 | Детаљи | Четвртине: 20:20, 24:19, 7:16, 23:20                                  |         |                                                   | «Минск арена», Минск Гледаоци: 780 Судије: Сергеј Чебишев Сергеј Михаилов Јевгениј Ветров |  |
| 12. фебруар 2016 19:00 | Детаљи | Поени: Герет Стак 17 Скокови: Иван Мараш 9 Асистенције: Џастин Греј 4 |         | Франциско Круз 21 Џош Харелсон 9 Франциско Круз 6 | «Минск арена», Минск Гледаоци: 780 Судије: Сергеј Чебишев Сергеј Михаилов Јевгениј Ветров |  |

| 14. фебруар 2016 16:00 | Детаљи | Автодор                                                                   | 70 : 97 | УНИКС                                                 | ПС «Кристал», Саратов Гледаоци: 3.300 Судије: Марек Малишевски Иља Путенко Алексеј Давидов |  |
| 14. фебруар 2016 16:00 | Детаљи | Четвртине: 21:24, 19:23, 18:23, 12:27                                     |         |                                                       | ПС «Кристал», Саратов Гледаоци: 3.300 Судије: Марек Малишевски Иља Путенко Алексеј Давидов |  |
| 14. фебруар 2016 16:00 | Детаљи | Поени: Травис Питерсон 17 Скокови: Џереми Чапел 5 Асистенције: Пол Стол 7 |         | Кино Колом 21 Костас Кајмакоглу 7 Костас Кајмакоглу 8 | ПС «Кристал», Саратов Гледаоци: 3.300 Судије: Марек Малишевски Иља Путенко Алексеј Давидов |  |

| 14. фебруар 2016 20:30 | Детаљи | ВИТА                                                                  | 77 : 78 | Калев                                                    | Тбилиси спортска палата, Тбилиси Гледаоци: 145 Судије: Сергеј Круг Сергеј Чајковски Пјотр Ивашков |  |
| 14. фебруар 2016 20:30 | Детаљи | Четвртине: 15:19, 15:22, 25:20, 22:17                                 |         |                                                          | Тбилиси спортска палата, Тбилиси Гледаоци: 145 Судије: Сергеј Круг Сергеј Чајковски Пјотр Ивашков |  |
| 14. фебруар 2016 20:30 | Детаљи | Поени: Омар Томас 28 Скокови: Омар Томас 12 Асистенције: Омар Томас 4 |         | Роландас Фреиманис 20 Роландас Фреиманис 11 Морис Кари 9 | Тбилиси спортска палата, Тбилиси Гледаоци: 145 Судије: Сергеј Круг Сергеј Чајковски Пјотр Ивашков |  |

| 15. фебруар 2016 19:00 | Детаљи | ЦСКА | 98 : 65 | Нижњи Новгород                                           | Универзални спортски комплекс ЦСКА, Москва Гледаоци: 900 Судије: Марек Цмикевич Семјон Овинов Александар Романов |  |
| 15. фебруар 2016 19:00 | Детаљи | Четвртине: 23:11, 21:21, 31:9, 23:24                                                                                 |         |                                                          | Универзални спортски комплекс ЦСКА, Москва Гледаоци: 900 Судије: Марек Цмикевич Семјон Овинов Александар Романов |  |
| 15. фебруар 2016 19:00 | Детаљи | Поени: Кајл Хајнс, Виталиј Фридзон по 12 Скокови: Андреј Воронцевич, Нандо де Коло по 7 Асистенције: Нандо де Коло 6 |         | Семјон Антонов 14 Рашид Махалбашић 11 Четире игрчаа по 2 | Универзални спортски комплекс ЦСКА, Москва Гледаоци: 900 Судије: Марек Цмикевич Семјон Овинов Александар Романов |  |

| 15. фебруар 2016 20:00 | Детаљи | Локомотива Кубањ                                                                 | 95 : 55 | Бизонс                                           | «Баскет хол арена», Краснодар Гледаоци: 2.138 Судије: Марчин Ковалски Андрис Аукоргес Ивор Матејек |  |
| 15. фебруар 2016 20:00 | Детаљи | Четвртине: 23:22, 28:14, 27:14, 17:5                                             |         |                                                  | «Баскет хол арена», Краснодар Гледаоци: 2.138 Судије: Марчин Ковалски Андрис Аукоргес Ивор Матејек |  |
| 15. фебруар 2016 20:00 | Детаљи | Поени: Ентони Рандолф 26 Скокови: Ентони Рандолф 8 Асистенције: Малком Делејни 7 |         | Пол Хил 14 Тука Коти, Пол Хил по 7 Мартин Зено 5 | «Баскет хол арена», Краснодар Гледаоци: 2.138 Судије: Марчин Ковалски Андрис Аукоргес Ивор Матејек |  |

| 10. март 2016 20:00 | Детаљи | Зенит                                                                                        | 102 : 90 | Нимбурк                                                             | Сибур арена, Санкт Петербург Гледаоци: 2.200 Судије: Оскар Лучис Томас Травицки Александар Сирица |  |
| 10. март 2016 20:00 | Детаљи | Четвртине: 26:22, 25:28, 31:20, 20:20                                                        |          |                                                                     | Сибур арена, Санкт Петербург Гледаоци: 2.200 Судије: Оскар Лучис Томас Травицки Александар Сирица |  |
| 10. март 2016 20:00 | Детаљи | Поени: Рајан Тулсон 29 Скокови: Каспарс Берзињш, Јанис Тима по 5 Асистенције: Рајан Тулсон 7 |          | Мајкл Диксон 26 Мартин Криж, Хауард Сент-Рос по 7 Хауард Сент-Рос 8 | Сибур арена, Санкт Петербург Гледаоци: 2.200 Судије: Оскар Лучис Томас Травицки Александар Сирица |  |

| 20. март 2016 19:10 | Детаљи | Јенисеј                                                                       | 96 : 70 | Астана                                                                        | Спортска палата Иван Јаригин, Краснојарск Гледаоци: 1.300 Судије: Оскар Лучис Александар Сирица Танел Суслов |  |
| 20. март 2016 19:10 | Детаљи | Четвртине: 25:26, 26:18, 25:10, 20:16                                         |         |                                                                               | Спортска палата Иван Јаригин, Краснојарск Гледаоци: 1.300 Судије: Оскар Лучис Александар Сирица Танел Суслов |  |
| 20. март 2016 19:10 | Детаљи | Поени: Ди Џеј Кенеди 20 Скокови: Ди Џеј Кенеди 9 Асистенције: Ди Џеј Кенеди 6 |         | Џери Џонсон, Алексеј Жуканенко по 15 Алексеј Жуканенко 7 Рустам Мурзагалиев 4 | Спортска палата Иван Јаригин, Краснојарск Гледаоци: 1.300 Судије: Оскар Лучис Александар Сирица Танел Суслов |  |

| 21. март 2016 18:30 | Детаљи | Красни октјабр                                                              | 78 : 80 | Химки                                                         | Спортска палата Криљатско, Москва Гледаоци: 253 Судије: Роберт Виклицки Сергеј Михаилов Антон Круглов |  |
| 21. март 2016 18:30 | Детаљи | Четвртине: 15:30, 16:17, 23:21, 24:12                                       |         |                                                               | Спортска палата Криљатско, Москва Гледаоци: 253 Судије: Роберт Виклицки Сергеј Михаилов Антон Круглов |  |
| 21. март 2016 18:30 | Детаљи | Поени: Екене Ибекве 19 Скокови: Екене Ибекве 11 Асистенције: Екене Ибекве 6 |         | Алексеј Швед 24 Сергеј Моња, Џејмс Огастин по 9 Тајрис Рајс 7 | Спортска палата Криљатско, Москва Гледаоци: 253 Судије: Роберт Виклицки Сергеј Михаилов Антон Круглов |  |

## 21. коло
| 20. фебруар 2016 19:00 | Детаљи | УНИКС                                                                          | 110 : 56 | Бизонс                                     | Баскет хол Казањ, Казањ Гледаоци: 1.000 Судије: Аре Халико Пјотр Ивашков Дариуш Шчерба |  |
| 20. фебруар 2016 19:00 | Детаљи | Четвртине: 18:20, 34:17, 36:6, 22:13                                           |          |                                            | Баскет хол Казањ, Казањ Гледаоци: 1.000 Судије: Аре Халико Пјотр Ивашков Дариуш Шчерба |  |
| 20. фебруар 2016 19:00 | Детаљи | Поени: Кит Лангфорд 25 Скокови: Артјом Параховски 9 Асистенције: Кино Колом 13 |          | Мартин Зено 22 Тука Коти 10 Илари Сепала 4 | Баскет хол Казањ, Казањ Гледаоци: 1.000 Судије: Аре Халико Пјотр Ивашков Дариуш Шчерба |  |

| 21. фебруар 2016 17:00 | Детаљи | Красни октјабр                                                                  | 96 : 80 | Цмоки-Минск                             | Спортска палата Криљатско, Москва Гледаоци: 150 Судије: Срђан Дозај Аре Халико Дариуш Шчерба |  |
| 21. фебруар 2016 17:00 | Детаљи | Четвртине: 22:16, 18:26, 30:14, 26:24                                           |         |                                         | Спортска палата Криљатско, Москва Гледаоци: 150 Судије: Срђан Дозај Аре Халико Дариуш Шчерба |  |
| 21. фебруар 2016 17:00 | Детаљи | Поени: Екене Ибекве 22 Скокови: Екене Ибекве 14 Асистенције: Андреј Матејунас 7 |         | Иван Мараш 19 Иван Мараш 8 Иван Мараш 3 | Спортска палата Криљатско, Москва Гледаоци: 150 Судије: Срђан Дозај Аре Халико Дариуш Шчерба |  |

| 21. фебруар 2016 16:00 | Детаљи | Локомотива Кубањ                                                            | 121 : 71 | ВИТА                                                 | «Баскет хол арена», Краснодар Гледаоци: 3.100 Судије: Оскар Лучис Андреј Шарапа Рајн Пенарди |  |
| 21. фебруар 2016 16:00 | Детаљи | Четвртине: 32:25, 24:14, 41:13, 24:19                                       |          |                                                      | «Баскет хол арена», Краснодар Гледаоци: 3.100 Судије: Оскар Лучис Андреј Шарапа Рајн Пенарди |  |
| 21. фебруар 2016 16:00 | Детаљи | Поени: Рајан Брокоф 23 Скокови: Рајан Брокоф 11 Асистенције: Рајан Брокоф 7 |          | Три играча по 13 Три играча по 4 Бека Цивцивадзе]] 5 | «Баскет хол арена», Краснодар Гледаоци: 3.100 Судије: Оскар Лучис Андреј Шарапа Рајн Пенарди |  |

| 21. фебруар 2016 17:00 | Детаљи | Химки                                                                          | 74 : 82 | Нижњи Новгород                                     | «Кошаркашки центар Химки», Химки Гледаоци: 1.800 Судије: Роберт Виклицки Антон Махлин Иља Путенко |  |
| 21. фебруар 2016 17:00 | Детаљи | Четвртине: 22:20, 18:24, 16:24, 18:14                                          |         |                                                    | «Кошаркашки центар Химки», Химки Гледаоци: 1.800 Судије: Роберт Виклицки Антон Махлин Иља Путенко |  |
| 21. фебруар 2016 17:00 | Детаљи | Поени: Алексеј Швед 21 Скокови: Тајлер Ханикат 11 Асистенције: Алексеј Швед 10 |         | Дмитриј Хвостов 22 Виктор Рад 6 Дмитриј Хвостов 10 | «Кошаркашки центар Химки», Химки Гледаоци: 1.800 Судије: Роберт Виклицки Антон Махлин Иља Путенко |  |

| 21. фебруар 2016 19:10 | Детаљи | Јенисеј                                                                         | 88 : 92 | Автодор                                    | Спортска палата Иван Јаригин, Краснојарск Гледаоци: 1.100 Судије: Семјон Овинов Сергеј Михаилов Александар Романов |  |
| 21. фебруар 2016 19:10 | Детаљи | Четвртине: 21:19, 19:28, 26:28, 22:17                                           |         |                                            | Спортска палата Иван Јаригин, Краснојарск Гледаоци: 1.100 Судије: Семјон Овинов Сергеј Михаилов Александар Романов |  |
| 21. фебруар 2016 19:10 | Детаљи | Поени: Ди Џеј Кенеди 20 Скокови: Ди Џеј Кенеди 10 Асистенције: Павел Сергејев 4 |         | Травис Питерсон 20 Џеф Брукс 11 Пол Стол 7 | Спортска палата Иван Јаригин, Краснојарск Гледаоци: 1.100 Судије: Семјон Овинов Сергеј Михаилов Александар Романов |  |

| 22. фебруар 2016 18:30 | Детаљи | Калев                                                              | 78 : 105 | ЦСКА                                                              | «Саку Сурхаљ», Талин Гледаоци: 1.500 Судије: Петри Ментиле Марек Малишевски Мартинш Козловскис |  |
| 22. фебруар 2016 18:30 | Детаљи | Четвртине: 14:22, 26:26, 19:26, 19:31                              |          |                                                                   | «Саку Сурхаљ», Талин Гледаоци: 1.500 Судије: Петри Ментиле Марек Малишевски Мартинш Козловскис |  |
| 22. фебруар 2016 18:30 | Детаљи | Поени: Морис Кари 23 Скокови: Шон Кинг 6 Асистенције: Морис Кари 9 |          | Нандо де Коло 17 Виктор Хрјапа, Џоел Фриланд по 5 Нандо де Коло 5 | «Саку Сурхаљ», Талин Гледаоци: 1.500 Судије: Петри Ментиле Марек Малишевски Мартинш Козловскис |  |

| 22. фебруар 2016 19:30 | Детаљи | ВЕФ                                                                                         | 81 : 73 | Нимбурк                                             | «Арена Рига», Рига Гледаоци: 400 Судије: Срђан Дозај Алексеј Давидов Алексеј Чудин |  |
| 22. фебруар 2016 19:30 | Детаљи | Четвртине: 25:20, 17:10, 25:24, 14:19                                                       |         |                                                     | «Арена Рига», Рига Гледаоци: 400 Судије: Срђан Дозај Алексеј Давидов Алексеј Чудин |  |
| 22. фебруар 2016 19:30 | Детаљи | Поени: Џош Харелсон 25 Скокови: Џош Бостик, Џош Харелсон по 9 Асистенције: Франциско Круз 5 |         | Мајкл Диксон 20 Хауард Сент-Рос 8 Хауард Сент-Рос 4 | «Арена Рига», Рига Гледаоци: 400 Судије: Срђан Дозај Алексеј Давидов Алексеј Чудин |  |

| 23. март 2016 20:00 | Детаљи | Зенит                                                                      | 115 : 59 | Астана                                                  | Сибур арена, Санкт Петербург Гледаоци: 1.800 Судије: Томас Травицки Јурис Кокаинис Пјотр Ивашков |  |
| 23. март 2016 20:00 | Детаљи | Четвртине: 27:12, 31:16, 25:14, 32:17                                      |          |                                                         | Сибур арена, Санкт Петербург Гледаоци: 1.800 Судије: Томас Травицки Јурис Кокаинис Пјотр Ивашков |  |
| 23. март 2016 20:00 | Детаљи | Поени: Јанис Тима 18 Скокови: Артјом Вихров 6 Асистенције: Артјом Вихров 8 |          | Рустам Мурзагалиев 12 Алексеј Жуканенко 5 Џери Џонсон 5 | Сибур арена, Санкт Петербург Гледаоци: 1.800 Судије: Томас Травицки Јурис Кокаинис Пјотр Ивашков |  |

## 22. коло
| 23. децембар 2015 16:30 | Детаљи | Калев                                                                     | 72 : 90 | Химки                                                           | «Саку Сурхаљ», Талин Гледаоци: 1.200 Судије: Арнис Озолс Јоханес Сарекоски Давид Берекашвили |  |
| 23. децембар 2015 16:30 | Детаљи | Четвртине: 18:24, 20:22, 17:30, 17:14                                     |         |                                                                 | «Саку Сурхаљ», Талин Гледаоци: 1.200 Судије: Арнис Озолс Јоханес Сарекоски Давид Берекашвили |  |
| 23. децембар 2015 16:30 | Детаљи | Поени: Рајан Вајдеман 19 Скокови: Џош Бун 13 Асистенције: Мартин Дорбек 5 |         | Алексеј Швед 19 Сергеј Моња, Дмитриј Соколов по 5 Тајрис Рајс 6 | «Саку Сурхаљ», Талин Гледаоци: 1.200 Судије: Арнис Озолс Јоханес Сарекоски Давид Берекашвили |  |

| 28. фебруар 2016 20:00 | Детаљи | Астана | 71 : 89 | ВЕФ                                                           | Сарјарка велодром, Астана Гледаоци: 1.720 Судије: Семјон Овинов Сергеј Михаолов Сергеј Чајковски |  |
| 28. фебруар 2016 20:00 | Детаљи | Четвртине: 20:15, 24:22, 15:32, 12:20                                                                                     |         |                                                               | Сарјарка велодром, Астана Гледаоци: 1.720 Судије: Семјон Овинов Сергеј Михаолов Сергеј Чајковски |  |
| 28. фебруар 2016 20:00 | Детаљи | Поени: Алексеј Жуканенко 17 Скокови: Алексеј Жуканенко, Ник Канер-Медли по 8 Асистенције: Џерри Джонсон, Пет Калатес по 3 |         | Џош Бостик 26 Џош Бостик, Марекс Мејерис по 6 Јанис Берзињш 7 | Сарјарка велодром, Астана Гледаоци: 1.720 Судије: Семјон Овинов Сергеј Михаолов Сергеј Чајковски |  |

| 28. фебруар 2016 16:00 | Детаљи | Нимбурк                                                                                   | 75 : 61 | Цмоки-Минск                                              | Спортска хала Нимбурк, Нимбурк Гледаоци: 1030 Судије: Марко Јурас Иља Путенко Јевгениј Ветров |  |
| 28. фебруар 2016 16:00 | Детаљи | Четвртине: 21:21, 20:15, 17:16, 17:9                                                      |         |                                                          | Спортска хала Нимбурк, Нимбурк Гледаоци: 1030 Судије: Марко Јурас Иља Путенко Јевгениј Ветров |  |
| 28. фебруар 2016 16:00 | Детаљи | Поени: Мајкл Диксон 15 Скокови: Петр Бенда 7 Асистенције: Јиржи Велш, Максим де Зеув по 5 |         | Александар Кудрјавцев 13 Иван Мараш 10 Бранко Мирковић 5 | Спортска хала Нимбурк, Нимбурк Гледаоци: 1030 Судије: Марко Јурас Иља Путенко Јевгениј Ветров |  |

| 28. фебруар 2016 16:00 | Детаљи | Бизонс                                                              | 99 : 110 | Јенисеј                                        | Спортска хала Лоима, Лоима Гледаоци: 713 Судије: Сергеј Зашчук Александар Сирица Војцех Лишка |  |
| 28. фебруар 2016 16:00 | Детаљи | Четвртине: 29:24, 24:23, 20:27, 21:20, 5:16                         |          |                                                | Спортска хала Лоима, Лоима Гледаоци: 713 Судије: Сергеј Зашчук Александар Сирица Војцех Лишка |  |
| 28. фебруар 2016 16:00 | Детаљи | Поени: Пол Хил 29 Скокови: Тука Коти 12 Асистенције: Ремон Нелсон 5 |          | Делрој Џејмс 24 Делрој Џејмс 12 Делрој Џејмс 7 | Спортска хала Лоима, Лоима Гледаоци: 713 Судије: Сергеј Зашчук Александар Сирица Војцех Лишка |  |

| 28. фебруар 2016 18:00 | Детаљи | УНИКС                                                                                         | 81 : 57 | ВИТА                                          | Баскет хол Казањ, Казањ Гледаоци: 970 Судије: Јурис Кокаинис Танел Суслов Јуриј Игнацев |  |
| 28. фебруар 2016 18:00 | Детаљи | Четвртине: 15:13, 22:21, 21:15, 21:15                                                         |         |                                               | Баскет хол Казањ, Казањ Гледаоци: 970 Судије: Јурис Кокаинис Танел Суслов Јуриј Игнацев |  |
| 28. фебруар 2016 18:00 | Детаљи | Поени: Кит Лангфорд 19 Скокови: Кино Колом, Латавиус Вилијамс по 10 Асистенције: Кино Колом 5 |         | Омар Томас 21 Омар Томас 11 Бека Цивцивадзе 5 | Баскет хол Казањ, Казањ Гледаоци: 970 Судије: Јурис Кокаинис Танел Суслов Јуриј Игнацев |  |

| 28. фебруар 2016 19:00 | Детаљи | ЦСКА                                                                           | 88 : 94 | Локомотива Кубањ                                                     | Универзални спортски комплекс ЦСКА, Москва Гледаоци: 4.300 Судије: Сретен Радовић Роберт Виклицки Антон Махлин |  |
| 28. фебруар 2016 19:00 | Детаљи | Четвртине: 24:19, 19:21, 21:22, 24:32                                          |         |                                                                      | Универзални спортски комплекс ЦСКА, Москва Гледаоци: 4.300 Судије: Сретен Радовић Роберт Виклицки Антон Махлин |  |
| 28. фебруар 2016 19:00 | Детаљи | Поени: Нандо де Коло 30 Скокови: Виктор Хрјапа 5 Асистенције: Милош Теодосић 8 |         | Ентони Рандолф 28 Виктор Клавер, Ентони Рандолф по 6 Пет играча по 3 | Универзални спортски комплекс ЦСКА, Москва Гледаоци: 4.300 Судије: Сретен Радовић Роберт Виклицки Антон Махлин |  |

| 9. март 2016 19:00 | Детаљи | Красни октјабр                                                                     | 93 : 87 | Нижњи Новгород                           | Палата спортова Волгоград, Волгоград Гледаоци: 980 Судије: Сергеј Михаилов Александар Романов Алексеј Ревенко |  |
| 9. март 2016 19:00 | Детаљи | Четвртине: 16:16, 21:30, 23:14, 33:27                                              |         |                                          | Палата спортова Волгоград, Волгоград Гледаоци: 980 Судије: Сергеј Михаилов Александар Романов Алексеј Ревенко |  |
| 9. март 2016 19:00 | Детаљи | Поени: Џери Џеферсон 23 Скокови: Џери Џеферсон 11 Асистенције: Вјачеслав Зајцев 10 |         | Виктор Рад 33 Виктор Рад 10 Виктор Рад 7 | Палата спортова Волгоград, Волгоград Гледаоци: 980 Судије: Сергеј Михаилов Александар Романов Алексеј Ревенко |  |

| 31. март 2016 19:00 | Детаљи | Автодор                                                                                        | 90 : 88 | Зенит                                           | ПС «Кристал», Саратов Гледаоци: 3.200 Судије: Саша Маричић Арнис Озолс Семјон Овинов |  |
| 31. март 2016 19:00 | Детаљи | Четвртине: 19:11, 20:20, 23:26, 28:31                                                          |         |                                                 | ПС «Кристал», Саратов Гледаоци: 3.200 Судије: Саша Маричић Арнис Озолс Семјон Овинов |  |
| 31. март 2016 19:00 | Детаљи | Поени: Џеф Брукс, Џереми Чапел по 15 Скокови: Травис Питерсон 8 Асистенције: Травис Питерсон 6 |         | Јанис Тима 23 Каспарс Берзињш 10 Зебиан Додел 6 | ПС «Кристал», Саратов Гледаоци: 3.200 Судије: Саша Маричић Арнис Озолс Семјон Овинов |  |

## 23. коло
| 5. март 2016 19:00 | Детаљи | Цмоки-Минск                                                                                    | 87 : 83 | Астана                                                   | «Минск арена», Минск Гледаоци: 705 Судије: Борис Рижик Антон Махлин Генадиј Пономарјов |  |
| 5. март 2016 19:00 | Детаљи | Четвртине: 17:19, 24:15, 26:26, 20:23                                                          |         |                                                          | «Минск арена», Минск Гледаоци: 705 Судије: Борис Рижик Антон Махлин Генадиј Пономарјов |  |
| 5. март 2016 19:00 | Детаљи | Поени: Ентони Хиљиард 21 Скокови: Алексеј Лашкевич, Иван Мараш по 8 Асистенције: Џастин Греј 7 |         | Кенет Хејз 24 Пет Калатес 7 Џери Џонсон, Кенет Хејз по 8 | «Минск арена», Минск Гледаоци: 705 Судије: Борис Рижик Антон Махлин Генадиј Пономарјов |  |

| 6. март 2016 18:30 | Детаљи | ВИТА                                                                             | 72 : 85 | Јенисеј                                          | Тбилиси спортска палата, Тбилиси Гледаоци: 800 Судије: Пјотр Ивашков Март Вајхендрик Николај Амбросов |  |
| 6. март 2016 18:30 | Детаљи | Четвртине: 19:32, 17:17, 20:17, 16:19                                            |         |                                                  | Тбилиси спортска палата, Тбилиси Гледаоци: 800 Судије: Пјотр Ивашков Март Вајхендрик Николај Амбросов |  |
| 6. март 2016 18:30 | Детаљи | Поени: Данијел Беџарано 19 Скокови: Данијел Беџарано 9 Асистенције: Андре Џонс 7 |         | Ди Џеј Кенеди 19 Ди Џеј Кенеди 8 Ди Џеј Кенеди 7 | Тбилиси спортска палата, Тбилиси Гледаоци: 800 Судије: Пјотр Ивашков Март Вајхендрик Николај Амбросов |  |

| 6. март 2016 18:00 | Детаљи | Нимбурк                                                                                      | 103 : 76 | Красни октјабр                                     | Спортска хала Нимбурк, Нимбурк Гледаоци: 680 Судије: Сергеј Чебишев Марчин Ковалски Петер Зениш |  |
| 6. март 2016 18:00 | Детаљи | Четвртине: 34:17, 21:24, 24:16, 24:19                                                        |          |                                                    | Спортска хала Нимбурк, Нимбурк Гледаоци: 680 Судије: Сергеј Чебишев Марчин Ковалски Петер Зениш |  |
| 6. март 2016 18:00 | Детаљи | Поени: Мајкл Диксон 17 Скокови: Хауард Сент-Рос 9 Асистенције: Јиржи Велш, Мајкл Диксон по 6 |          | Екене Ибекве 27 Екене Ибекве 10 Андреј Матејунас 5 | Спортска хала Нимбурк, Нимбурк Гледаоци: 680 Судије: Сергеј Чебишев Марчин Ковалски Петер Зениш |  |

| 6. март 2016 17:30 | Детаљи | Нижњи Новгород                                                                   | 80 : 66 | Калев                                        | ФОК «Мешчерски», Нижњи Новгород Гледаоци: 800 Судије: Урош Обркнежевић Дариуш Запољски Петр Груша |  |
| 6. март 2016 17:30 | Детаљи | Четвртине: 26:19, 16:16, 18:20, 20:11                                            |         |                                              | ФОК «Мешчерски», Нижњи Новгород Гледаоци: 800 Судије: Урош Обркнежевић Дариуш Запољски Петр Груша |  |
| 6. март 2016 17:30 | Детаљи | Поени: Рашид Махалбашић 16 Скокови: Виктор Рад 14 Асистенције: Дмитриј Хвостов 7 |         | Роландас Фреиманис 14 Шон Кинг 10 Стен Сок 8 | ФОК «Мешчерски», Нижњи Новгород Гледаоци: 800 Судије: Урош Обркнежевић Дариуш Запољски Петр Груша |  |

| 6. март 2016 18:00 | Детаљи | Зенит                                                                         | 106 : 73 | Бизонс                                         | Сибур арена, Санкт Петербург Гледаоци: 3.000 Судије: Арнис Озолс Милош Кољеншић Рајн Пенарди |  |
| 6. март 2016 18:00 | Детаљи | Четвртине: 29:22, 34:14, 24:12, 19:25                                         |          |                                                | Сибур арена, Санкт Петербург Гледаоци: 3.000 Судије: Арнис Озолс Милош Кољеншић Рајн Пенарди |  |
| 6. март 2016 18:00 | Детаљи | Поени: Каспарс Берзињш 23 Скокови: Зебиан Додел 8 Асистенције: Зебиан Додел 7 |          | Тука Коти 16 Џошуа Спаркс 8 Четири играча по 3 | Сибур арена, Санкт Петербург Гледаоци: 3.000 Судије: Арнис Озолс Милош Кољеншић Рајн Пенарди |  |

| 6. март 2016 15:00 | Детаљи | УНИКС                                                                          | 89 : 100 | ЦСКА                                              | Баскет хол Казањ, Казањ Гледаоци: 3.800 Судије: Фернанду Роша Аре Халико Семјон Овинов |  |
| 6. март 2016 15:00 | Детаљи | Четвртине: 11:28, 24:24, 29:28, 25:20                                          |          |                                                   | Баскет хол Казањ, Казањ Гледаоци: 3.800 Судије: Фернанду Роша Аре Халико Семјон Овинов |  |
| 6. март 2016 15:00 | Детаљи | Поени: Кит Лангфорд 24 Скокови: Латавиус Вилијамс 12 Асистенције: Кино Колом 7 |          | Милош Теодосић 23 Виктор Хрјапа 6 Нандо де Коло 7 | Баскет хол Казањ, Казањ Гледаоци: 3.800 Судије: Фернанду Роша Аре Халико Семјон Овинов |  |

| 7. март 2016 15:00 | Детаљи | Локомотива Кубањ                                                                | 94 : 81 | Химки                                         | «Баскет хол арена», Краснодар Гледаоци: 7.284 Судије: Саша Маричић Аре Халико Иља Путенко |  |
| 7. март 2016 15:00 | Детаљи | Четвртине: 26:18, 22:22, 17:17, 29:24                                           |         |                                               | «Баскет хол арена», Краснодар Гледаоци: 7.284 Судије: Саша Маричић Аре Халико Иља Путенко |  |
| 7. март 2016 15:00 | Детаљи | Поени: Виктор Клавер 21 Скокови: Виктор Клавер 10 Асистенције: Малком Делејни 8 |         | Тајрис Рајс 19 Џејмс Огастин 7 Алексеј Швед 6 | «Баскет хол арена», Краснодар Гледаоци: 7.284 Судије: Саша Маричић Аре Халико Иља Путенко |  |

| 16. април 2016 16:00 | Детаљи | ВЕФ                                                                                            | 103 : 91 | Автодор                                      | «Арена Рига», Рига Гледаоци: 150 Судије: Аре Халико Марчин Ковалски Ивор Матејек |  |
| 16. април 2016 16:00 | Детаљи | Четвртине: 19:22, 28:17, 30:23, 26:29                                                          |          |                                              | «Арена Рига», Рига Гледаоци: 150 Судије: Аре Халико Марчин Ковалски Ивор Матејек |  |
| 16. април 2016 16:00 | Детаљи | Поени: Марекс Мејерис 20 Скокови: Џош Харелсон 19 Асистенције: Џош Бостик, Франциско Круз по 6 |          | Реџи Вилијамс 20 Реџи Вилијамс 11 Пол Стол 9 | «Арена Рига», Рига Гледаоци: 150 Судије: Аре Халико Марчин Ковалски Ивор Матејек |  |

## 24. коло
| 13. март 2016 20:45 | Детаљи | ВИТА                                                                                      | 84 : 90 | Зенит                                                | Тбилиси спортска палата, Тбилиси Гледаоци: 135 Судије: Дариуш Шчерба Владислав Исаченко Јуриј Игнацев |  |
| 13. март 2016 20:45 | Детаљи | Четвртине: 17:28, 29:19, 18:18, 20:25                                                     |         |                                                      | Тбилиси спортска палата, Тбилиси Гледаоци: 135 Судије: Дариуш Шчерба Владислав Исаченко Јуриј Игнацев |  |
| 13. март 2016 20:45 | Детаљи | Поени: Данијел Беџарано 17 Скокови: Данијел Бедџарано 10 Асистенције: Данијел Бедџарано 5 |         | Каспарс Берзињш 26 Каспарс Берзињш 13 Зебиан Додел 6 | Тбилиси спортска палата, Тбилиси Гледаоци: 135 Судије: Дариуш Шчерба Владислав Исаченко Јуриј Игнацев |  |

| 13. март 2016 17:00 | Детаљи | Автодор                                                                                    | 98 : 85 | Цмоки-Минск                                    | ПС «Кристал», Саратов Гледаоци: 2.700 Судије: Јурис Кокаинис Јевгениј Михејев Рајн Пенарди |  |
| 13. март 2016 17:00 | Детаљи | Четвртине: 23:23, 27:18, 23:17, 25:27                                                      |         |                                                | ПС «Кристал», Саратов Гледаоци: 2.700 Судије: Јурис Кокаинис Јевгениј Михејев Рајн Пенарди |  |
| 13. март 2016 17:00 | Детаљи | Поени: Травис Питерсон 19 Скокови: Травис Питерсон, Пол Стол по 5 Асистенције: Пол Стол 12 |         | Ентони Хиљиард 27 Герет Стак 10 Џастин Греј 12 | ПС «Кристал», Саратов Гледаоци: 2.700 Судије: Јурис Кокаинис Јевгениј Михејев Рајн Пенарди |  |

| 13. март 2016 16:00 | Детаљи | Астана                                                                            | 63 : 98 | Нимбурк                                       | СК «Жастар», Караганди Гледаоци: 620 Судије: Сергеј Зашчук Иља Путенко Алексеј Давидов |  |
| 13. март 2016 16:00 | Детаљи | Четвртине: 12:25, 13:23, 15:29, 23:21                                             |         |                                               | СК «Жастар», Караганди Гледаоци: 620 Судије: Сергеј Зашчук Иља Путенко Алексеј Давидов |  |
| 13. март 2016 16:00 | Детаљи | Поени: Павел Иљин 12 Скокови: Ник Канер-Медли 8 Асистенције: Рустам Мурзагалиев 3 |         | Војцех Грубан 20 Петр Бенда 10 Мајкл Диксон 9 | СК «Жастар», Караганди Гледаоци: 620 Судије: Сергеј Зашчук Иља Путенко Алексеј Давидов |  |

| 13. март 2016 15:00 | Детаљи | Химки                                                            | 85 : 90 | УНИКС                                                | «Кошаркашки центар Химки», Химки Гледаоци: 1.700 Судије: Миливоје Јовчић Аре Халико Семјон Овинов |  |
| 13. март 2016 15:00 | Детаљи | Четвртине: 13:31, 22:14, 26:23, 24:22                            |         |                                                      | «Кошаркашки центар Химки», Химки Гледаоци: 1.700 Судије: Миливоје Јовчић Аре Халико Семјон Овинов |  |
| 13. март 2016 15:00 | Детаљи | Поени: Џош Бун 26 Скокови: Џош Бун 14 Асистенције: Тајрис Рајс 6 |         | Кит Лангфорд 38 Латавиус Вилијамс 11 Три играча по 5 | «Кошаркашки центар Химки», Химки Гледаоци: 1.700 Судије: Миливоје Јовчић Аре Халико Семјон Овинов |  |

| 13. март 2016 16:00 | Отчёт | Нижњи Новгород                                                                  | 96 : 91 | Локомотива Кубањ                                                     | ФОК «Мешчерски», Нижњи Новгород Гледаоци: 580 Судије: Марко Јурас Здравко Рутешић Антон Махлин |  |
| 13. март 2016 16:00 | Отчёт | Четвртине: 21:18, 22:17, 26:22, 27:34                                           |         |                                                                      | ФОК «Мешчерски», Нижњи Новгород Гледаоци: 580 Судије: Марко Јурас Здравко Рутешић Антон Махлин |  |
| 13. март 2016 16:00 | Отчёт | Поени: Дмитриј Хвостов 26 Скокови: Виктор Рад 9 Асистенције: Рашид Махалбашић 6 |         | Крис Синглтон 29 Малком Делејни, Виктор Клавер по 7 Малком Делејни 8 | ФОК «Мешчерски», Нижњи Новгород Гледаоци: 580 Судије: Марко Јурас Здравко Рутешић Антон Махлин |  |

| 13. март 2016 19:10 | Детаљи | Јенисеј                                                                           | 81 : 96 | ЦСКА                                            | Спортска палата Иван Јаригин, Краснојарск Гледаоци: 3.050 Судије: Сергеј Круг Сергеј Михаилов Јуриј Зинкевич |  |
| 13. март 2016 19:10 | Детаљи | Четвртине: 22:23, 18:27, 18:21, 23:25                                             |         |                                                 | Спортска палата Иван Јаригин, Краснојарск Гледаоци: 3.050 Судије: Сергеј Круг Сергеј Михаилов Јуриј Зинкевич |  |
| 13. март 2016 19:10 | Детаљи | Поени: Делрој Џејмс 23 Скокови: Делрој Џејмс 11 Асистенције: Алексеј Вздихалкин 4 |         | Џоел Фриланд 26 Виталиј Фридзон 9 Кори Хигинс 5 | Спортска палата Иван Јаригин, Краснојарск Гледаоци: 3.050 Судије: Сергеј Круг Сергеј Михаилов Јуриј Зинкевич |  |

| 15. март 2016 18:30 | Детаљи | Калев                                                                                            | 89 : 81 | Красни октјабр                                       | «Саку Сурхаљ», Талин Гледаоци: 570 Судије: Олег Латишев Марчин Ковалски Андреј Шарапа |  |
| 15. март 2016 18:30 | Детаљи | Четвртине: 26:10, 21:27, 24:22, 18:22                                                            |         |                                                      | «Саку Сурхаљ», Талин Гледаоци: 570 Судије: Олег Латишев Марчин Ковалски Андреј Шарапа |  |
| 15. март 2016 18:30 | Детаљи | Поени: Роландас Фреиманис 26 Скокови: Шон Кинг 13 Асистенције: Стен Сок, Роландас Фреиманис по 4 |         | Џери Џеферсон 25 Џери Џеферсон 13 Вјачеслав Зајцев 3 | «Саку Сурхаљ», Талин Гледаоци: 570 Судије: Олег Латишев Марчин Ковалски Андреј Шарапа |  |

| 16. март 2016 19:30 | Отчёт | ВЕФ                                                                               | 83 : 73 | Бизонс                                     | «Арена Рига», Рига Гледаоци: 250 Судије: Борис Шуљга Сергеј Бељаков Јевгениј Ветров |  |
| 16. март 2016 19:30 | Отчёт | Четвртине: 18:17, 28:16, 22:19, 15:21                                             |         |                                            | «Арена Рига», Рига Гледаоци: 250 Судије: Борис Шуљга Сергеј Бељаков Јевгениј Ветров |  |
| 16. март 2016 19:30 | Отчёт | Поени: Мартињш Мејерс 21 Скокови: Мартињш Мејерс 10 Асистенције: Франциско Круз 4 |         | Роналд Кларк 27 Џошуа Спаркс 8 Тука Коти 5 | «Арена Рига», Рига Гледаоци: 250 Судије: Борис Шуљга Сергеј Бељаков Јевгениј Ветров |  |

## 25. коло
| 20. март 2016 16:00 | Детаљи | Нижњи Новгород                                                                                 | 91 : 81 | УНИКС                                           | Палата спортова Нижњи Новгород, Нижњи Новгород Гледаоци: 800 Судије: Олег Латишев Иља Путенко Алексеј Давидов |  |
| 20. март 2016 16:00 | Детаљи | Четвртине: 13:24, 15:18, 25:17, 22:16, 16:6                                                    |         |                                                 | Палата спортова Нижњи Новгород, Нижњи Новгород Гледаоци: 800 Судије: Олег Латишев Иља Путенко Алексеј Давидов |  |
| 20. март 2016 16:00 | Детаљи | Поени: Виктор Рад 21 Скокови: Рашид Махалбашић, Виктор Рад по 8 Асистенције: Дмитриј Хвостов 8 |         | Кино Колом 15 Артјом Параховски 10 Кино Колом 7 | Палата спортова Нижњи Новгород, Нижњи Новгород Гледаоци: 800 Судије: Олег Латишев Иља Путенко Алексеј Давидов |  |

| 20. март 2016 16:00 | Детаљи | Цмоки-Минск                                                                 | 119 : 83 | Бизонс                                        | «Минск арена», Минск Гледаоци: 920 Судије: Борис Рижик Сергеј Круг Александар Романов |  |
| 20. март 2016 16:00 | Детаљи | Четвртине: 34:23, 26:31, 27:16, 32:13                                       |          |                                               | «Минск арена», Минск Гледаоци: 920 Судије: Борис Рижик Сергеј Круг Александар Романов |  |
| 20. март 2016 16:00 | Детаљи | Поени: Ентони Хиљиард 32 Скокови: Иван Мараш 13 Асистенције: Џастин Греј 11 |          | Џошуа Спаркс 24 Џошуа Спаркс 7 Ремон Нелсон 7 | «Минск арена», Минск Гледаоци: 920 Судије: Борис Рижик Сергеј Круг Александар Романов |  |

| 20. март 2016 16:00 | Детаљи | Локомотива Кубањ                                                                                                | 71 : 67 | Калев                              | «Баскет хол арена», Краснодар Гледаоци: 3.158 Судије: Арнис Озолс Јоханес Сарекоски Пјотр Ивашков |  |
| 20. март 2016 16:00 | Детаљи | Четвртине: 16:19, 13:13, 20:18, 22:17                                                                           |         |                                    | «Баскет хол арена», Краснодар Гледаоци: 3.158 Судије: Арнис Озолс Јоханес Сарекоски Пјотр Ивашков |  |
| 20. март 2016 16:00 | Детаљи | Поени: Рајан Брокоф, Виктор Клавер по 14 Скокови: Рајан Брокоф 9 Асистенције: Рајан Брокоф, Малком Делејни по 4 |         | Шон Кинг 17 Шон Кинг 15 Стен Сок 6 | «Баскет хол арена», Краснодар Гледаоци: 3.158 Судије: Арнис Озолс Јоханес Сарекоски Пјотр Ивашков |  |

| 20. март 2016 17:00 | Детаљи | ВЕФ                                                                                            | 99 : 59 | ВИТА                                              | «Арена Рига», Рига Гледаоци: 200 Судије: Антон Махлин Владимир Педев Алексеј Чудин |  |
| 20. март 2016 17:00 | Детаљи | Четвртине: 22:10, 17:11, 24:23, 36:15                                                          |         |                                                   | «Арена Рига», Рига Гледаоци: 200 Судије: Антон Махлин Владимир Педев Алексеј Чудин |  |
| 20. март 2016 17:00 | Детаљи | Поени: Јанис Берзињш 19 Скокови: Џош Бостик, Марекс Мејерис по 7 Асистенције: Франциско Круз 7 |         | Андре Џонс 21 Константин Аникиенко 9 Андре Џонс 4 | «Арена Рига», Рига Гледаоци: 200 Судије: Антон Махлин Владимир Педев Алексеј Чудин |  |

| 20. март 2016 18:00 | Детаљи | Зенит                                                                     | 82 : 86 | ЦСКА                                              | Сибур арена, Санкт Петербург Гледаоци: 5.500 Судије: Роберт Виклицки Семјон Овинов Здравко Рутешић |  |
| 20. март 2016 18:00 | Детаљи | Четвртине: 23:22, 9:17, 24:16, 26:31                                      |         |                                                   | Сибур арена, Санкт Петербург Гледаоци: 5.500 Судије: Роберт Виклицки Семјон Овинов Здравко Рутешић |  |
| 20. март 2016 18:00 | Детаљи | Поени: Рајан Тулсон 22 Скокови: Јанис Тима 8 Асистенције: Зебиан Додел 10 |         | Нандо де Коло 26 Џоел Фриланд 11 Милош Теодосић 6 | Сибур арена, Санкт Петербург Гледаоци: 5.500 Судије: Роберт Виклицки Семјон Овинов Здравко Рутешић |  |

| 21. март 2016 18:30 | Детаљи | Нимбурк                                                                          | 73 : 92 | Автодор                                | Спортска хала Нимбурк, Нимбурк Гледаоци: 820 Судије: Борис Шуљга Марек Малишевски Милан Брзјак |  |
| 21. март 2016 18:30 | Детаљи | Четвртине: 14:27, 17:28, 23:26, 19:11                                            |         |                                        | Спортска хала Нимбурк, Нимбурк Гледаоци: 820 Судије: Борис Шуљга Марек Малишевски Милан Брзјак |  |
| 21. март 2016 18:30 | Детаљи | Поени: Чејсон Рандл 15 Скокови: Хауард Сент-Рос 9 Асистенције: Хауард Сент-Рос 4 |         | Пол Стол 17 Џереми Чапел 10 Пол Стол 8 | Спортска хала Нимбурк, Нимбурк Гледаоци: 820 Судије: Борис Шуљга Марек Малишевски Милан Брзјак |  |

| 23. април 2016 16:00 | Детаљи | Красни октјабр                                                                     | 106 : 85 | Астана                                                  | Палата спортова Волгоград, Волгоград Гледаоци: 280 Судије: Оскар Лучис Андреј Шарапа Рајн Перанди |  |
| 23. април 2016 16:00 | Детаљи | Четвртине: 23:23, 33:20, 23:22, 27:20                                              |          |                                                         | Палата спортова Волгоград, Волгоград Гледаоци: 280 Судије: Оскар Лучис Андреј Шарапа Рајн Перанди |  |
| 23. април 2016 16:00 | Детаљи | Поени: Џери Џеферсон 29 Скокови: Џери Џеферсон 15 Асистенције: Вјачеслав Зајцев 11 |          | Алексеј Жуканенко 22 Александар Жигулин 9 Пет Калатес 7 | Палата спортова Волгоград, Волгоград Гледаоци: 280 Судије: Оскар Лучис Андреј Шарапа Рајн Перанди |  |

| 23. април 2016 19:10 | Детаљи | Јенисеј                                                                                        | 85 : 95 | Химки                                     | Спортска палата Иван Јаригин, Краснојарск Гледаоци: 1.020 Судије: Иља Путенко Алексеј Давидов Игор Деменков |  |
| 23. април 2016 19:10 | Детаљи | Четвртине: 22:21, 16:27, 27:21, 20:26                                                          |         |                                           | Спортска палата Иван Јаригин, Краснојарск Гледаоци: 1.020 Судије: Иља Путенко Алексеј Давидов Игор Деменков |  |
| 23. април 2016 19:10 | Детаљи | Поени: Делрој Џејмс, Артјом Јаковенко по 16 Скокови: Делрој Џејмс 8 Асистенције: Тони Тејлор 4 |         | Петери Копонен 18 Џош Бун 8 Тајрис Рајс 4 | Спортска палата Иван Јаригин, Краснојарск Гледаоци: 1.020 Судије: Иља Путенко Алексеј Давидов Игор Деменков |  |

## 26. коло
| 25. март 2016 16:00 | Детаљи | Бизонс                                                                     | 60 : 96 | Нимбурк                                      | Спортска хала Лоима, Лоима Гледаоци: 758 Судије: Сергеј Круг Ингус Бауманис Алексеј Чудин |  |
| 25. март 2016 16:00 | Детаљи | Четвртине: 9:24, 14:22, 17:26, 20:24                                       |         |                                              | Спортска хала Лоима, Лоима Гледаоци: 758 Судије: Сергеј Круг Ингус Бауманис Алексеј Чудин |  |
| 25. март 2016 16:00 | Детаљи | Поени: Јаник Франке 19 Скокови: Тука Коти 9 Асистенције: Виле Макалаинен 3 |         | Мајкл Диксон 20 Петр Бенда 7 Мајкл Диксон 11 | Спортска хала Лоима, Лоима Гледаоци: 758 Судије: Сергеј Круг Ингус Бауманис Алексеј Чудин |  |

| 26. март 2016 16:00 | Детаљи | Автодор                                                          | 132 : 72 | Астана                                                       | ПС «Кристал», Саратов Гледаоци: 2.000 Судије: Аре Халико Јосип Радојковић Мартинш Козловскис |  |
| 26. март 2016 16:00 | Детаљи | Четвртине: 32:20, 30:19, 36:20, 34:13                            |          |                                                              | ПС «Кристал», Саратов Гледаоци: 2.000 Судије: Аре Халико Јосип Радојковић Мартинш Козловскис |  |
| 26. март 2016 16:00 | Детаљи | Поени: Пол Стол 23 Скокови: Џеф Брукс 7 Асистенције: Пол Стол 14 |          | Рустам Јаргалиев 16 Алексеј Жуканенко 7 Рустам Мурзагалиев 7 | ПС «Кристал», Саратов Гледаоци: 2.000 Судије: Аре Халико Јосип Радојковић Мартинш Козловскис |  |

| 27. март 2016 16:00 | Детаљи | Локомотива Кубањ                                                                 | 81 : 63 | Красни октјабр                                                           | Баскет хол арена, Краснодар Гледаоци: 2.743 Судије: Милош Кољеншић Јевгениј Ветров Станислав Валејев |  |
| 27. март 2016 16:00 | Детаљи | Четвртине: 26:16, 15:13, 25:9, 15:25                                             |         |                                                                          | Баскет хол арена, Краснодар Гледаоци: 2.743 Судије: Милош Кољеншић Јевгениј Ветров Станислав Валејев |  |
| 27. март 2016 16:00 | Детаљи | Поени: Ентони Рандолф 18 Скокови: Три играча по 5 Асистенције: Максим Кољушкин 5 |         | Џери Џеферсон 14 Три играча по 5 Василиј Заворуев, Андреј Матејунас по 3 | Баскет хол арена, Краснодар Гледаоци: 2.743 Судије: Милош Кољеншић Јевгениј Ветров Станислав Валејев |  |

| 27. март 2016 17:30 | Детаљи | Нижњи Новгород                                                                        | 93 : 75 | Јенисеј                                                                | ФОК «Мешчерски», Нижњи Новгород Гледаоци: 820 Судије: Јосип Радојковић Сергеј Бељаков Јевгениј Островски |  |
| 27. март 2016 17:30 | Детаљи | Четвртине: 23:17, 23:22, 21:14, 26:22                                                 |         |                                                                        | ФОК «Мешчерски», Нижњи Новгород Гледаоци: 820 Судије: Јосип Радојковић Сергеј Бељаков Јевгениј Островски |  |
| 27. март 2016 17:30 | Детаљи | Поени: Дмитриј Хвостов 27 Скокови: Рашид Махалбашић 7 Асистенције: Рашид Махалбашић 6 |         | Артјом Јаковенко 24 Александар Павлов 6 Делрој Џејмс, Тони Тејлор по 4 | ФОК «Мешчерски», Нижњи Новгород Гледаоци: 820 Судије: Јосип Радојковић Сергеј Бељаков Јевгениј Островски |  |

| 27. март 2016 | Детаљи | ЦСКА                                                                                               | 101 : 93 | ВЕФ                                                               | Универзални спортски комплекс ЦСКА, Москва Гледаоци: 1.500 Судије: Радомир Војиновић Петри Ментиле Танел Суслов |  |
| 27. март 2016 | Детаљи | Четвртине: 25:18, 26:23, 20:19, 30:33                                                              |          |                                                                   | Универзални спортски комплекс ЦСКА, Москва Гледаоци: 1.500 Судије: Радомир Војиновић Петри Ментиле Танел Суслов |  |
| 27. март 2016 | Детаљи | Поени: Нандо де Коло 25 Скокови: Никита Курбанов 9 Асистенције: Нандо де Коло, Милош Теодосић по 6 |          | Јанис Берзињш 19 Џош Бостик, Марекс Мејерис по 7 Франциско Круз 7 | Универзални спортски комплекс ЦСКА, Москва Гледаоци: 1.500 Судије: Радомир Војиновић Петри Ментиле Танел Суслов |  |

| 27. март 2016 20:45 | Детаљи | ВИТА                                                                                      | 81 : 80 | Цмоки-Минск                                       | Тбилиси спортска палата, Тбилиси Гледаоци: 120 Судије: Сергеј Зашчук Алексеј Чудин Игор Деменков |  |
| 27. март 2016 20:45 | Детаљи | Четвртине: 16:19, 23:18, 19:25, 23:18                                                     |         |                                                   | Тбилиси спортска палата, Тбилиси Гледаоци: 120 Судије: Сергеј Зашчук Алексеј Чудин Игор Деменков |  |
| 27. март 2016 20:45 | Детаљи | Поени: Данијел Беџарано 21 Скокови: Константин Аникиенко 9 Асистенције: Бека Цивцивадзе 6 |         | Ентони Хиљиард 19 Ентони Хиљиард 15 Џастин Греј 8 | Тбилиси спортска палата, Тбилиси Гледаоци: 120 Судије: Сергеј Зашчук Алексеј Чудин Игор Деменков |  |

| 28. март 2016 18:00 | Детаљи | Калев                                                                    | 84 : 89 | УНИКС                                                                      | «Саку Сурхаљ», Талин Гледаоци: 800 Судије: Борис Рижик Оскар Лучис Станислав Кучера |  |
| 28. март 2016 18:00 | Детаљи | Четвртине: 18:16, 17:29, 24:20, 16:10, 9:14                              |         |                                                                            | «Саку Сурхаљ», Талин Гледаоци: 800 Судије: Борис Рижик Оскар Лучис Станислав Кучера |  |
| 28. март 2016 18:00 | Детаљи | Поени: Грегор Арбет 19 Скокови: Шон Кинг 15 Асистенције: Мартин Дорбек 5 |         | Кит Лангфорд, Антон Понкрашов по 30 Костас Кајмакоглу 12 Антон Понкрашов 7 | «Саку Сурхаљ», Талин Гледаоци: 800 Судије: Борис Рижик Оскар Лучис Станислав Кучера |  |

| 28. март 2016 20:00 | Детаљи | Химки                                                                                          | 90 : 84 | Зенит                                                               | «Кошаркашки центар Химки», Химки Гледаоци: 2.800 Судије: Радомир Војиновић Петри Ментиле Александар Романов |  |
| 28. март 2016 20:00 | Детаљи | Четвртине: 31:17, 27:16, 13:32, 19:19                                                          |         |                                                                     | «Кошаркашки центар Химки», Химки Гледаоци: 2.800 Судије: Радомир Војиновић Петри Ментиле Александар Романов |  |
| 28. март 2016 20:00 | Детаљи | Поени: Алексеј Швед 23 Скокови: Џејмс Огастин, Тајлер Ханикат по 7 Асистенције: Алексеј Швед 5 |         | Рајан Тулсон 20 Каспарс Берзињш, Никита Баринов по 5 Зебиан Додел 7 | «Кошаркашки центар Химки», Химки Гледаоци: 2.800 Судије: Радомир Војиновић Петри Ментиле Александар Романов |  |

## 27. коло
| 22. октобар 2015 20:00 | Детаљи | Астана                                                                    | 83 : 80 | Бизонс                                          | Сарјарка велодром, Астана Гледаоци: 560 Судије: Емин Могулкоџ Антон Махлин Андреј Шарапа |  |
| 22. октобар 2015 20:00 | Детаљи | Четвртине: 25:16, 23:24, 15:18, 20:22                                     |         |                                                 | Сарјарка велодром, Астана Гледаоци: 560 Судије: Емин Могулкоџ Антон Махлин Андреј Шарапа |  |
| 22. октобар 2015 20:00 | Детаљи | Поени: Џери Џонсон 19 Скокови: Три играча по 6 Асистенције: Џери Џонсон 9 |         | Мартин Зено 18 Џастин Џексон 13 Џастин Џексон 5 | Сарјарка велодром, Астана Гледаоци: 560 Судије: Емин Могулкоџ Антон Махлин Андреј Шарапа |  |

| 3. април 2016 17:00 | Детаљи | Автодор | 102 : 95 | Красни октјабр                                                          | ПС «Кристал», Саратов Гледаоци: 2.500 Судије: Иља Путенко Александар Романов Јуриј Зинкевич |  |
| 3. април 2016 17:00 | Детаљи | Четвртине: 21:30, 29:19, 32:14, 20:32                                                                      |          |                                                                         | ПС «Кристал», Саратов Гледаоци: 2.500 Судије: Иља Путенко Александар Романов Јуриј Зинкевич |  |
| 3. април 2016 17:00 | Детаљи | Поени: Травис Питерсон, Пол Стол 16 Скокови: Артјом Забелин, Травис Питерсон по 8 Асистенције: Пол Стол 10 |          | Василиј Заворуев 26 Џери Џеферсон, Екене Ибекве по 6 Василиј Заворуев 7 | ПС «Кристал», Саратов Гледаоци: 2.500 Судије: Иља Путенко Александар Романов Јуриј Зинкевич |  |

| 3. април 2016 15:00 | Детаљи | Цмоки-Минск                                                                    | 81 : 83 | ЦСКА                                                         | «Минск арена», Минск Гледаоци: 1.950 Судије: Александар Глишић Сергеј Чајковски Дариуш Запољски |  |
| 3. април 2016 15:00 | Детаљи | Четвртине: 14:18, 18:22, 33:26, 16:17                                          |         |                                                              | «Минск арена», Минск Гледаоци: 1.950 Судије: Александар Глишић Сергеј Чајковски Дариуш Запољски |  |
| 3. април 2016 15:00 | Детаљи | Поени: Бранко Мирковић 19 Скокови: Герет Стак 8 Асистенције: Бранко Мирковић 5 |         | Андреј Воронцевич 16 Андреј Воронцевич 6 Андреј Воронцевич 4 | «Минск арена», Минск Гледаоци: 1.950 Судије: Александар Глишић Сергеј Чајковски Дариуш Запољски |  |

| 3. април 2016 18:00 | Детаљи | Зенит                                                                                         | 77 : 76 | Нижњи Новгород                                          | Сибур арена, Санкт Петербург Гледаоци: 2.300 Судије: Миливоје Јовчић Сергеј Круг Јевгениј Ветров |  |
| 3. април 2016 18:00 | Детаљи | Четвртине: 14:14, 18:20, 24:18, 21:24                                                         |         |                                                         | Сибур арена, Санкт Петербург Гледаоци: 2.300 Судије: Миливоје Јовчић Сергеј Круг Јевгениј Ветров |  |
| 3. април 2016 18:00 | Детаљи | Поени: Јанис Тима 18 Скокови: Каспарс Берзињш 6 Асистенције: Артјом Вихров, Зебиан Додел по 6 |         | Дмитриј Хвостов 28 Рашид Махалбашић 9 Дмитриј Хвостов 3 | Сибур арена, Санкт Петербург Гледаоци: 2.300 Судије: Миливоје Јовчић Сергеј Круг Јевгениј Ветров |  |

| 3. април 2016 15:00 | Отчёт | УНИКС                                                                          | 80 : 76 | Локомотива Кубањ                                  | Баскет хол Казањ, Казањ Гледаоци: 2.400 Судије: Илија Белошевић Антон Махлин Сергеј Михаилов |  |
| 3. април 2016 15:00 | Отчёт | Четвртине: 13:10, 15:22, 31:16, 21:28                                          |         |                                                   | Баскет хол Казањ, Казањ Гледаоци: 2.400 Судије: Илија Белошевић Антон Махлин Сергеј Михаилов |  |
| 3. април 2016 15:00 | Отчёт | Поени: Кит Лангфорд 20 Скокови: Костас Кајмакоглу 10 Асистенције: Кино Колом 6 |         | Малком Делејни 17 Рајан Брокоф 7 Малком Делејни 5 | Баскет хол Казањ, Казањ Гледаоци: 2.400 Судије: Илија Белошевић Антон Махлин Сергеј Михаилов |  |

| 3. април 2016 19:10 | Детаљи | Јенисеј                                                                                        | 97 : 90 | Калев                                    | Спортска палата Иван Јаригин, Краснојарск Гледаоци: 1.100 Судије: Андрис Аукоргес Јевгениј Михејев Андреј Шарапа |  |
| 3. април 2016 19:10 | Детаљи | Четвртине: 24:20, 18:17, 14:22, 26:23, 15:8                                                    |         |                                          | Спортска палата Иван Јаригин, Краснојарск Гледаоци: 1.100 Судије: Андрис Аукоргес Јевгениј Михејев Андреј Шарапа |  |
| 3. април 2016 19:10 | Детаљи | Поени: Ди Џеј Кенеди 18 Скокови: Ди Џеј Кенеди 15 Асистенције: Ди Џеј Кенеди, Тони Тајлор по 6 |         | Грегор Арбет 19 Шон Кинг 16 Морис Кари 5 | Спортска палата Иван Јаригин, Краснојарск Гледаоци: 1.100 Судије: Андрис Аукоргес Јевгениј Михејев Андреј Шарапа |  |

| 3. април 2016 17:00 | Детаљи | ВЕФ                                                                            | 79 : 89 | Химки                                                      | «Арена Рига», Рига Гледаоци: 350 Судије: Марек Цмикевич Март Вахендрик Владислав Исаченко |  |
| 3. април 2016 17:00 | Детаљи | Четвртине: 23:30, 18:18, 23:23, 15:18                                          |         |                                                            | «Арена Рига», Рига Гледаоци: 350 Судије: Марек Цмикевич Март Вахендрик Владислав Исаченко |  |
| 3. април 2016 17:00 | Детаљи | Поени: Марекс Мејерис 21 Скокови: Џош Харелсон 8 Асистенције: Франциско Круз 8 |         | Тајрис Рајс 20 Џош Бун 12 Џејмс Огастин, Алексеј Швед по 4 | «Арена Рига», Рига Гледаоци: 350 Судије: Марек Цмикевич Март Вахендрик Владислав Исаченко |  |

| 5. април 2016 18:30 | Детаљи | Нимбурк                                                                                       | 111 : 51 | Вита                                                                              | Спортска хала Нимбурк, Нимбурк Гледаоци: 450 Судије: Иља Путенко Геннадиј Пономарјов Борис Габара |  |
| 5. април 2016 18:30 | Детаљи | Четвртине: 24:10, 32:14, 37:16, 18:11                                                         |          |                                                                                   | Спортска хала Нимбурк, Нимбурк Гледаоци: 450 Судије: Иља Путенко Геннадиј Пономарјов Борис Габара |  |
| 5. април 2016 18:30 | Детаљи | Поени: Чејсон Рандл 19 Скокови: Мартин Криж, Хауард Сент-Рос по 9 Асистенције: Мајкл Диксон 9 |          | Мајзер Ревазашвили 21 Константин Аникиенко, Лука Гиоргадзе по 9 Бека Цивцивадзе 6 | Спортска хала Нимбурк, Нимбурк Гледаоци: 450 Судије: Иља Путенко Геннадиј Пономарјов Борис Габара |  |

## 28. коло
| 22. новембар 2015 17:00 | Детаљи | ЦСКА                                                                            | 119 : 68 | Нимбурк                                                       | Универзални спортски комплекс ЦСКА, Москва Гледаоци: 2.000 Судије: Олег Латишев Аре Халико Марек Малишевски |  |
| 22. новембар 2015 17:00 | Детаљи | Четвртине: 28:14, 33:14, 29:22, 29:18                                           |          |                                                               | Универзални спортски комплекс ЦСКА, Москва Гледаоци: 2.000 Судије: Олег Латишев Аре Халико Марек Малишевски |  |
| 22. новембар 2015 17:00 | Детаљи | Поени: Андреј Воронцевич 16 Скокови: Иван Лазарев 8 Асистенције: Кори Хигинс 11 |          | Чејсон Рандл 25 Мартин Криж 5 Мајкл Диксон, Чејсон Рандл по 4 | Универзални спортски комплекс ЦСКА, Москва Гледаоци: 2.000 Судије: Олег Латишев Аре Халико Марек Малишевски |  |

| 10. април 2016 21:30 | Детаљи | ВИТА                                                                                     | 53 : 62 | Астана                                                         | Тбилиси спортска палата, Тбилиси Гледаоци: 100 Судије: Антон Махлин Арнис Озолс Алексеј Чудин |  |
| 10. април 2016 21:30 | Детаљи | Четвртине: 22:15, 8:16, 9:23, 14:8                                                       |         |                                                                | Тбилиси спортска палата, Тбилиси Гледаоци: 100 Судије: Антон Махлин Арнис Озолс Алексеј Чудин |  |
| 10. април 2016 21:30 | Детаљи | Поени: Ираклиј Члаидзе 19 Скокови: Константин Аникиенко 9 Асистенције: Бека Цивцивадзе 4 |         | Павел Иљин 17 Пет Калатес 9 Алексеј Жуканенко, Павел Иљин по 3 | Тбилиси спортска палата, Тбилиси Гледаоци: 100 Судије: Антон Махлин Арнис Озолс Алексеј Чудин |  |

| 10. април 2016 19:00 | Детаљи | Локомотива Кубањ                                                              | 77 : 51 | Јенисеј                                          | «Баскет хол арена», Краснодар Гледаоци: 2.170 Судије: Иља Путенко Алексеј Давидов Јевгениј Ветров |  |
| 10. април 2016 19:00 | Детаљи | Четвртине: 16:10, 21:17, 19:5, 21:19                                          |         |                                                  | «Баскет хол арена», Краснодар Гледаоци: 2.170 Судије: Иља Путенко Алексеј Давидов Јевгениј Ветров |  |
| 10. април 2016 19:00 | Детаљи | Поени: Ентони Рандолф 15 Скокови: Три играча по 8 Асистенције: Сергеј Биков 6 |         | Ди Џеј Кенеди 14 Делрој Џејмс 7 Павел Сергејев 6 | «Баскет хол арена», Краснодар Гледаоци: 2.170 Судије: Иља Путенко Алексеј Давидов Јевгениј Ветров |  |

| 10. април 2016 16:00 | Детаљи | Бизонс                                                                      | 86 : 135 | Автодор                                         | Спортска хала Лоима, Лоима Гледаоци: 479 Судије: Олег Латишев Томас Травицки Андреј Шарапа |  |
| 10. април 2016 16:00 | Детаљи | Четвртине: 16:38, 28:29, 21:33, 21:35                                       |          |                                                 | Спортска хала Лоима, Лоима Гледаоци: 479 Судије: Олег Латишев Томас Травицки Андреј Шарапа |  |
| 10. април 2016 16:00 | Детаљи | Поени: Роналд Кларк 33 Скокови: Јаник Франке 7 Асистенције: Тајлор Тајлое 6 |          | Реџи Вилијамс 31 Травис Питерсон 14 Пол Стол 11 | Спортска хала Лоима, Лоима Гледаоци: 479 Судије: Олег Латишев Томас Травицки Андреј Шарапа |  |

| 10. април 2016 17:00 | Детаљи | Химки                                                                                     | 100 : 72 | Цмоки-Минск                                  | «Кошаркашки центар Химки», Химки Гледаоци: 2.500 Судије: Радомир Војиновић Танел Суслов Војцех Лишка |  |
| 10. април 2016 17:00 | Детаљи | Четвртине: 18:19, 21:14, 35:14, 26:25                                                     |          |                                              | «Кошаркашки центар Химки», Химки Гледаоци: 2.500 Судије: Радомир Војиновић Танел Суслов Војцех Лишка |  |
| 10. април 2016 17:00 | Детаљи | Поени: Тајрис Рајс 21 Скокови: Сергеј Моња 6 Асистенције: Зоран Драгић, Алексеј Швед по 5 |          | Џастин Греј 16 Герет Стак 9 Ентони Хиљиард 7 | «Кошаркашки центар Химки», Химки Гледаоци: 2.500 Судије: Радомир Војиновић Танел Суслов Војцех Лишка |  |

| 10. април 2016 17:30 | Детаљи | Нижњи Новгород                                                                                            | 79 : 107 | ВЭФ                                               | ФОК «Мешчерски», Нижњи Новгород Гледаоци: 800 Судије: Роберт Виклицки Петри Ментиле Јевгениј Михејев |  |
| 10. април 2016 17:30 | Детаљи | Четвртине: 22:17, 26:31, 15:27, 16:32                                                                     |          |                                                   | ФОК «Мешчерски», Нижњи Новгород Гледаоци: 800 Судије: Роберт Виклицки Петри Ментиле Јевгениј Михејев |  |
| 10. април 2016 17:30 | Детаљи | Поени: Рашид Махалбашић 17 Скокови: Владимир Ивлев 10 Асистенције: Јевгениј Бабурин, Дмитриј Хвостов по 5 |          | Џош Харелсон 26 Џош Харелсон 16 Франциско Круз 10 | ФОК «Мешчерски», Нижњи Новгород Гледаоци: 800 Судије: Роберт Виклицки Петри Ментиле Јевгениј Михејев |  |

| 20. април 2016 18:00 | Детаљи | Красни октјабр                                                                                     | 80 : 114 | УНИКС                                                                   | Спортска палата Криљатско, Москва Гледаоци: 150 Судије: Семјон Овинов Алексеј Даводов Алексеј Ревенко |  |
| 20. април 2016 18:00 | Детаљи | Четвртине: 15:38, 27:25, 19:20, 19:31                                                              |          |                                                                         | Спортска палата Криљатско, Москва Гледаоци: 150 Судије: Семјон Овинов Алексеј Даводов Алексеј Ревенко |  |
| 20. април 2016 18:00 | Детаљи | Поени: Џери Џеферсон 25 Скокови: Јевгениј Војтјук, Џери Џеферсон по 5 Асистенције: Три играча по 4 |          | Кит Лангфорд 20 Пјотр Губанов, Латавиус Вилијамс по 6 Антон Понкрашов 8 | Спортска палата Криљатско, Москва Гледаоци: 150 Судије: Семјон Овинов Алексеј Даводов Алексеј Ревенко |  |

| 21. април 2016 18:30 | Детаљи | Калев                                                                     | 84 : 92 | Зенит                                       | «Саку Сурхаљ», Талин Гледаоци: 300 Судије: Роберт Виклицки Сергеј Чебишев Арнис Озолс |  |
| 21. април 2016 18:30 | Детаљи | Четвртине: 26:21, 19:26, 23:20, 16:25                                     |         |                                             | «Саку Сурхаљ», Талин Гледаоци: 300 Судије: Роберт Виклицки Сергеј Чебишев Арнис Озолс |  |
| 21. април 2016 18:30 | Детаљи | Поени: Роландас Фреиманис 18 Скокови: Шон Кинг 13 Асистенције: Стен Сок 7 |         | Рајан Тулсон 33 Јанис Тима 9 Антон Пушков 3 | «Саку Сурхаљ», Талин Гледаоци: 300 Судије: Роберт Виклицки Сергеј Чебишев Арнис Озолс |  |

## 29. коло
| 18. фебруар 2016 19:00 | Детаљи | Астана                                                                    | 60 : 92 | ЦСКА                                                                                     | Сарјарка велодром, Астана Гледаоци: 2.100 Судије: Сергеј Зашчук Саша Маричић Александар Сирица |  |
| 18. фебруар 2016 19:00 | Детаљи | Четвртине: 19:21, 15:26, 13:27, 13:18                                     |         |                                                                                          | Сарјарка велодром, Астана Гледаоци: 2.100 Судије: Сергеј Зашчук Саша Маричић Александар Сирица |  |
| 18. фебруар 2016 19:00 | Детаљи | Поени: Џери Џонсон 18 Скокови: Пет Калатес 11 Асистенције: Џери Џонсон 10 |         | Нандо де Коло, Никита Курбанов по 14 Андреј Воронцевич 6 Арон Џексон, Нандо де Коло по 6 | Сарјарка велодром, Астана Гледаоци: 2.100 Судије: Сергеј Зашчук Саша Маричић Александар Сирица |  |

| 19. фебруар 2016 19:30 | Детаљи | ВЕФ                                                                              | 75 : 84 | Калев                                                              | «Арена Рига», Рига Гледаоци: 400 Судије: Борис Шуљга Војцех Лишка Ираклиј Беришвили |  |
| 19. фебруар 2016 19:30 | Детаљи | Четвртине: 12:20, 18:16, 22:27, 23:21                                            |         |                                                                    | «Арена Рига», Рига Гледаоци: 400 Судије: Борис Шуљга Војцех Лишка Ираклиј Беришвили |  |
| 19. фебруар 2016 19:30 | Детаљи | Поени: Марекс Мејерис 14 Скокови: Марекс Мејерис 6 Асистенције: Франциско Круз 5 |         | Морис Кари 20 Роландас Фреиманис 12 Мартин Дорбек, Морис Кари по 8 | «Арена Рига», Рига Гледаоци: 400 Судије: Борис Шуљга Војцех Лишка Ираклиј Беришвили |  |

| 17. април 2016 15:00 | Детаљи | Цмоки-Минск                                                                                | 86 : 81 | Нижњи Новгород                         | «Минск арена», Минск Гледаоци: 810 Судије: Сергеј Зашчук Игор Драгојевић Рајн Перанди |  |
| 17. април 2016 15:00 | Детаљи | Четвртине: 21:23, 23:19, 18:21, 24:18                                                      |         |                                        | «Минск арена», Минск Гледаоци: 810 Судије: Сергеј Зашчук Игор Драгојевић Рајн Перанди |  |
| 17. април 2016 15:00 | Детаљи | Поени: Иван Мараш 26 Скокови: Герет Стак 13 Асистенције: Џастин Греј, Бранко Мирковић по 4 |         | Рашид Махалбашић 14 Рашид Махалбашић 6 | «Минск арена», Минск Гледаоци: 810 Судије: Сергеј Зашчук Игор Драгојевић Рајн Перанди |  |

| 17. април 2016 16:00 | Детаљи | Бизонс                                                                       | 72 : 109 | Красни октјабр                                                          | Спортска хала Лоима, Лоима Гледаоци: 628 Судије: Аре Халико Милан Брзјак Ивор Матејек |  |
| 17. април 2016 16:00 | Детаљи | Четвртине: 25:22, 13:24, 12:24, 22:39                                        |          |                                                                         | Спортска хала Лоима, Лоима Гледаоци: 628 Судије: Аре Халико Милан Брзјак Ивор Матејек |  |
| 17. април 2016 16:00 | Детаљи | Поени: Јаник Франке 31 Скокови: Роналд Кларк 8 Асистенције: Вилемати Копио 4 |          | Екене Ибекве 25 Екене Ибекве 14 Василиј Заворуев, Вјачеслав Зајцев по 6 | Спортска хала Лоима, Лоима Гледаоци: 628 Судије: Аре Халико Милан Брзјак Ивор Матејек |  |

| 17. април 2016 16:00 | Детаљи | Нимбурк                                                                         | 90 : 94 | Химки                                            | Спортска хала Нимбурк, Нимбурк Гледаоци: 1.010 Судије: Илија Белошевић Дариуш Шчерба Петер Зениш |  |
| 17. април 2016 16:00 | Детаљи | Четвртине: 24:25, 27:13, 15:30, 24:26                                           |         |                                                  | Спортска хала Нимбурк, Нимбурк Гледаоци: 1.010 Судије: Илија Белошевић Дариуш Шчерба Петер Зениш |  |
| 17. април 2016 16:00 | Детаљи | Поени: Војцех Грубан 18 Скокови: Хауард Сент-Рос 7 Асистенције: Мајкл Диксон 10 |         | Тајрис Рајс 31 Тајлер Ханикат 10 Алексеј Швед 10 | Спортска хала Нимбурк, Нимбурк Гледаоци: 1.010 Судије: Илија Белошевић Дариуш Шчерба Петер Зениш |  |

| 17. април 2016 19:10 | Детаљи | Јенисеј                                                                        | 83 : 87 | УНИКС                                                   | Спортска палата Иван Јаригин, Краснојарск Гледаоци: 2.500 Судије: Антон Махлин Сергеј Михаилов Антон Круглов |  |
| 17. април 2016 19:10 | Детаљи | Четвртине: 19:28, 18:26, 13:13, 33:20                                          |         |                                                         | Спортска палата Иван Јаригин, Краснојарск Гледаоци: 2.500 Судије: Антон Махлин Сергеј Михаилов Антон Круглов |  |
| 17. април 2016 19:10 | Детаљи | Поени: Ди Џеј Кенеди 14 Скокови: Ди Џеј Кенеди 10 Асистенције: Ди Џеј Кенеди 4 |         | Латавиус Вилијамс 27 Латавиус Вилијамс 10 Кино Колом 10 | Спортска палата Иван Јаригин, Краснојарск Гледаоци: 2.500 Судије: Антон Махлин Сергеј Михаилов Антон Круглов |  |

| 20. април 2016 19:00 | Детаљи | Автодор | 20 : 0Реф. | ВИТА | ФОК «Звјаздњи», Саратов Гледаоци: 0 |  |

| 28. април 2016 20:00 | Детаљи | Зенит                                                                       | 79 : 73 | Локомотива Кубањ                                                   | Сибур арена, Санкт Петербург Гледаоци: 2.500 Судије: Илија Белошевић Аре Халико Ингус Бауманис |  |
| 28. април 2016 20:00 | Детаљи | Четвртине: 23:13, 19:26, 22:23, 15:11                                       |         |                                                                    | Сибур арена, Санкт Петербург Гледаоци: 2.500 Судије: Илија Белошевић Аре Халико Ингус Бауманис |  |
| 28. април 2016 20:00 | Детаљи | Поени: Рајан Тулсон 23 Скокови: Зебиан Додел 10 Асистенције: Зебиан Додел 6 |         | Крис Синглтон 18 Рајан Брокоф, Виктор Клавер по 8 Донтеј Дрејпер 4 | Сибур арена, Санкт Петербург Гледаоци: 2.500 Судије: Илија Белошевић Аре Халико Ингус Бауманис |  |

^Реф.  КК «ВИТА» је изгубио утакмицу службеним резултатом 0:20 јер нису дошли да одиграју утакмицу.

## 30. коло
| 14. фебруар 2016 17:00 | Детаљи | Красни октјабр                                                                   | 92 : 66 | Јенисеј                                                                        | Палата спортова Волгоград, Волгоград Гледаоци: 450 Судије: Антон Махлин Сергеј Бељаков Генадиј Пономарјов |  |
| 14. фебруар 2016 17:00 | Детаљи | Четвртине: 22:14, 30:12, 30:12, 30:12                                            |         |                                                                                | Палата спортова Волгоград, Волгоград Гледаоци: 450 Судије: Антон Махлин Сергеј Бељаков Генадиј Пономарјов |  |
| 14. фебруар 2016 17:00 | Детаљи | Поени: Џери Џеферсон 32 Скокови: Џери Џеферсон 1 Асистенције: Четири играча по 4 |         | Ди Џеј Кенеди 12 Ди Џеј Кенеди, Тим Олбрет по 8 Делрој Џејмс, Тони Тејлор по 3 | Палата спортова Волгоград, Волгоград Гледаоци: 450 Судије: Антон Махлин Сергеј Бељаков Генадиј Пономарјов |  |

| 24. април 2016 17:00 | Детаљи | Химки                                                                 | 128 : 87 | Астана                                                          | «Кошаркашки центар Химки», Химки Гледаоци: 1.300 Судије: Марчин Ковалски Андрис Аукоргес Иво Долинек |  |
| 24. април 2016 17:00 | Детаљи | Четвртине: 31:18, 34:23, 26:23, 37:23                                 |          |                                                                 | «Кошаркашки центар Химки», Химки Гледаоци: 1.300 Судије: Марчин Ковалски Андрис Аукоргес Иво Долинек |  |
| 24. април 2016 17:00 | Детаљи | Поени: Егор Вјалцев 40 Скокови: Џош Бун 8 Асистенције: Тајрис Рајс 17 |          | Кирил Натјажко 18 Кирил Натјажко 8 Џери Џонсон, Кенет Хејз по 5 | «Кошаркашки центар Химки», Химки Гледаоци: 1.300 Судије: Марчин Ковалски Андрис Аукоргес Иво Долинек |  |

| 17. фебруар 2016 21:00 | Детаљи | ВИТА | 63 : 77 | Бизонс                                | Тбилиси спортска палата, Тбилиси Гледаоци: 110 Судије: Алексеј Давидов Владислав Исаченко Алексеј Чудин |  |
| 17. фебруар 2016 21:00 | Детаљи | Четвртине: 13:18, 13:20, 18:18, 19:21                                                                                |         |                                       | Тбилиси спортска палата, Тбилиси Гледаоци: 110 Судије: Алексеј Давидов Владислав Исаченко Алексеј Чудин |  |
| 17. фебруар 2016 21:00 | Детаљи | Поени: Данијел Беџарано 18 Скокови: Данијел Беџарано, Омар Томас по 10 Асистенције: Андре Џонс, Бека Цивцивадзе по 4 |         | Мартин Зено 21 Ике Удано 11 Пол Хил 5 | Тбилиси спортска палата, Тбилиси Гледаоци: 110 Судије: Алексеј Давидов Владислав Исаченко Алексеј Чудин |  |

| 23. април 2016 14:00 | Детаљи | ЦСКА                                                                              | 101 : 90 | Автодор                                          | Универзални спортски комплекс ЦСКА, Москва Гледаоци: 1.200 Судије: Синиша Херцег Марек Цмикевич Урош Обркнежевић |  |
| 23. април 2016 14:00 | Детаљи | Четвртине: 23:28, 26:16, 27:25, 25:21                                             |          |                                                  | Универзални спортски комплекс ЦСКА, Москва Гледаоци: 1.200 Судије: Синиша Херцег Марек Цмикевич Урош Обркнежевић |  |
| 23. април 2016 14:00 | Детаљи | Поени: Михаил Кулагин 21 Скокови: Никита Курбанов 10 Асистенције: Нандо де Коло 6 |          | Травис Питерсон 21 Артјом Клименко 7 Пол Стол 10 | Универзални спортски комплекс ЦСКА, Москва Гледаоци: 1.200 Судије: Синиша Херцег Марек Цмикевич Урош Обркнежевић |  |

| 23. април 2016 16:00 | Детаљи | Нижњи Новгород                                                                      | 91 : 76 | Нимбурк                                        | ФОК «Мешчерски», Нижњи Новгород Гледаоци: 800 Судије: Милија Војиновић Аре Халико Ингус Бауманис |  |
| 23. април 2016 16:00 | Детаљи | Четвртине: 19:16, 27:20, 25:20, 20:20                                               |         |                                                | ФОК «Мешчерски», Нижњи Новгород Гледаоци: 800 Судије: Милија Војиновић Аре Халико Ингус Бауманис |  |
| 23. април 2016 16:00 | Детаљи | Поени: Дмитриј Хвостов 23 Скокови: Владимир Ивлев 14 Асистенције: Дмитриј Хвостов 8 |         | Чејсон Рандл 18 Мајкл Диксон 5 Три играча по 4 | ФОК «Мешчерски», Нижњи Новгород Гледаоци: 800 Судије: Милија Војиновић Аре Халико Ингус Бауманис |  |

| 24. април 2016 17:00 | Детаљи | Калев                                                                     | 81 : 73 | Цмоки-Минск                                       | «Саку Сурхаљ», Талин Гледаоци: 550 Судије: Борис Шуљга Антон Махлин Алексеј Чудин |  |
| 24. април 2016 17:00 | Детаљи | Четвртине: 23:13, 21:26, 15:20, 22:14                                     |         |                                                   | «Саку Сурхаљ», Талин Гледаоци: 550 Судије: Борис Шуљга Антон Махлин Алексеј Чудин |  |
| 24. април 2016 17:00 | Детаљи | Поени: Роландас Фреиманис 31 Скокови: Шон Кинг 25 Асистенције: Стен Сок 7 |         | Ентони Хиљиард 18 Ентони Хиљиард 11 Џастин Греј 8 | «Саку Сурхаљ», Талин Гледаоци: 550 Судије: Борис Шуљга Антон Махлин Алексеј Чудин |  |

| 24. април 2016 16:00 | Детаљи | Локомотива Кубањ                                                                | 71 : 63 | ВЕФ                                           | «Баскет хол арена», Краснодар Гледаоци: 2.479 Судије: Милија Војиновић Александар Сирица Рајн Перанди |  |
| 24. април 2016 16:00 | Детаљи | Четвртине: 19:20, 17:16, 26:10, 9:17                                            |         |                                               | «Баскет хол арена», Краснодар Гледаоци: 2.479 Судије: Милија Војиновић Александар Сирица Рајн Перанди |  |
| 24. април 2016 16:00 | Детаљи | Поени: Ентони Рандолф 22 Скокови: Виктор Клавер 9 Асистенције: Малком Делејни 4 |         | Џош Бостик 19 Џош Харелсон 5 Франциско Круз 4 | «Баскет хол арена», Краснодар Гледаоци: 2.479 Судије: Милија Војиновић Александар Сирица Рајн Перанди |  |

| 24. април 2016 15:00 | Детаљи | Зенит                                                                  | 89 : 65 | УНИКС                                                                      | Сибур арена, Санкт Петербург Гледаоци: 3.600 Судије: Синиша Херцег Марек Цмикевич Урош Обркнежевић |  |
| 24. април 2016 15:00 | Детаљи | Четвртине: 23:20, 28:19, 15:14, 23:12                                  |         |                                                                            | Сибур арена, Санкт Петербург Гледаоци: 3.600 Судије: Синиша Херцег Марек Цмикевич Урош Обркнежевић |  |
| 24. април 2016 15:00 | Детаљи | Поени: Јанис Тима 17 Скокови: Омар Томас 7 Асистенције: Зебиан Додел 6 |         | Латавиус Вилијамс 15 Артјом Параховски 11 Кино Колом, Антон Понкрашов по 5 | Сибур арена, Санкт Петербург Гледаоци: 3.600 Судије: Синиша Херцег Марек Цмикевич Урош Обркнежевић |  |

## Плеј-оф
Плеј-оф серија се игра на три добијене утакмице, а предност домаћег терена одређена је по систему 2-2-1.
|  | Четвртфинале     | Четвртфинале |             |   | Полуфинале | Полуфинале |  |  | Финале | Финале |
|  |                  |              |             |   |            |            |  |  |        |        |
|  |                  |              |             |   |            |            |  |  |        |        |
|  |                  |              |             |   |            |            |  |  |        |        |
|  | ЦСКА Москва      | 3            |             |   |            |            |  |  |        |        |
|  | ЦСКА Москва      | 3            |             |   |            |            |  |  |        |        |
|  | Нимбурк          | 0            |             |   |            |            |  |  |        |        |
|  | Нимбурк          | 0            | ЦСКА Москва | 3 |            |            |  |  |        |        |
|  |                  |              | ЦСКА Москва | 3 |            |            |  |  |        |        |
|  |                  | Химки        | 0           |   |            |            |  |  |        |        |
|  | Химки            | Химки        | 0           | 3 |            |            |  |  |        |        |
|  | Химки            |              |             | 3 |            |            |  |  |        |        |
|  | Локомотива Кубањ | 0            |             |   |            |            |  |  |        |        |
|  | Локомотива Кубањ | 0            | ЦСКА Москва | 3 |            |            |  |  |        |        |
|  |                  |              | ЦСКА Москва | 3 |            |            |  |  |        |        |
|  |                  | УНИКС        | 1           |   |            |            |  |  |        |        |
|  | УНИКС            | УНИКС        | 1           | 3 |            |            |  |  |        |        |
|  | УНИКС            |              |             | 3 |            |            |  |  |        |        |
|  | Нижњи Новгород   | 0            |             |   |            |            |  |  |        |        |
|  | Нижњи Новгород   | 0            | УНИКС       | 3 |            |            |  |  |        |        |
|  |                  |              | УНИКС       | 3 |            |            |  |  |        |        |
|  |                  | Зенит        | 2           |   |            |            |  |  |        |        |
|  | Зенит            | Зенит        | 2           | 3 |            |            |  |  |        |        |
|  | Зенит            |              |             | 3 |            |            |  |  |        |        |
|  | Автодор          | 0            |             |   |            |            |  |  |        |        |
|  | Автодор          | 0            |             |   |            |            |  |  |        |        |

| Првак ВТБ јунајтед лиге 2015/16.                   |
| -------------------------------------------------- |
| ЦСКА Русија 7. титула (23. титула шампиона Русије) |

### Четвртфинале
|    | Екипа 1     | Рез. | Екипа 2          | 1. утакмица | 2. утакмица | 3. утакмица | 4. утакмица | 5. утакмица |
| -- | ----------- | ---- | ---------------- | ----------- | ----------- | ----------- | ----------- | ----------- |
| 1. | ЦСКА Москва | 3-0  | Нимбурк          | 95:87       | 79:72       | 102:87      |             |             |
| 2. | Химки       | 3-0  | Локомотива Кубањ | 86:80       | 97:83       | 86:71       |             |             |
| 3. | УНИКС       | 3-0  | Нижњи Новгород   | 83:70       | 70:61       | 84:71       |             |             |
| 4. | Зенит       | 3-0  | Автодор          | 95: 91      | 97:85       | 95:82       |             |             |

### Полуфинале
|    | Екипа 1     | Рез. | Екипа 2 | 1. утакмица | 2. утакмица | 3. утакмица | 4. утакмица | 5. утакмица |
| -- | ----------- | ---- | ------- | ----------- | ----------- | ----------- | ----------- | ----------- |
| 1. | ЦСКА Москва | 3-0  | Химки   | 86:83       | 99:87       | 95:92       |             |             |
| 2. | УНИКС       | 3-2  | Зенит   | 94:93       | 97: 91      | 67: 82      | 82: 85      | 79:70       |

### Финале
|    | Екипа 1     | Рез. | Екипа 2 | 1. утакмица | 2. утакмица | 3. утакмица | 4. утакмица | 5. утакмица |
| -- | ----------- | ---- | ------- | ----------- | ----------- | ----------- | ----------- | ----------- |
| 1. | ЦСКА Москва | 3-1  | УНИКС   | 84:76       | 90:77       | 74: 79      | 81:74       |             |

## Награде

### Годишње појединачне награде
Најбољи поентер
- Кит Лангфорд – УНИКС

Најбољи млади играч
- Артјом Клименко – Автодор Саратов

Најбољи тренер
- Василиј Карасјов – Зенит

Најбољи шести играч
- Кино Колом – УНИКС

Најбољи дефанзивни играч 
- Кајл Хајнс – ЦСКА

МВП регуларног дела сезоне 
- Нандо де Коло – ЦСКА Москва

МВП плеј-офа 
- Милош Теодосић – ЦСКА Москва

### Најкориснији играчи месеца
| Месец    | Играч            | Екипа            | Ref.   |
| 2015     | 2015             | 2015             | 2015   |
| -------- | ---------------- | ---------------- | ------ |
| Октобар  | Рајан Тулсон     | Зенит            | [ 23 ] |
| Новембар | Кит Лангфорд     | УНИКС            | [ 24 ] |
| Децембар | Алексеј Швед     | Химки            | [ 25 ] |
| 2016     |                  |                  |        |
| Јануар   | Малколм Делејни  | Локомотива Кубањ | [ 26 ] |
| Фебруар  | Ентони Рандолф   | Локомотива Кубањ | [ 27 ] |
| Март     | Виктор Рад       | Нижњи Новгород   | [ 28 ] |
| Април    | Рајан Тулсон (2) | Зенит            | [ 29 ] |